# Geschichte der Stadt Koblenz

Wappen von Koblenz

Die Geschichte der Stadt Koblenz umfasst die Entwicklungen auf dem heutigen Gebiet der Stadt Koblenz von der ersten Besiedlung bis zur Gegenwart. Sie war gekennzeichnet von kriegerischen Auseinandersetzungen bei zahlreichen Grenzkonflikten sowie einem großen baulichen Wandel. Bereits seit der Steinzeit ist das Gebiet von Koblenz besiedelt. Die Römer bauten hier erstmals eine befestigte städtische Siedlung, die nach dem Rückzug der römischen Truppen im 5. Jahrhundert von den Franken weiter genutzt wurde. Die Stadt gehört somit zu den ältesten Städten Deutschlands. In der folgenden Herrschaft der Erzbischöfe und Kurfürsten von Trier blühte Koblenz weiter auf und es entstand eine Vielzahl kultureller Schätze in Form von Kirchen, Schlössern und Festungsanlagen. Nach einer kurzen, aber prägenden französischen Zeit drückten im 19. Jahrhundert die Preußen Koblenz ihren Stempel auf. Die Stadt, nun Hauptstadt der preußischen Rheinprovinz, wurde als eines der mächtigsten Festungssysteme in Europa ausgebaut. Das 20. Jahrhundert war von erneuten baulichen Veränderungen und der erheblichen Erweiterung des Siedlungsgebiets geprägt. Einschneidend war die totale Zerstörung von Koblenz im Zweiten Weltkrieg. Nur langsam erholte sich die Stadt davon, das historische Stadtbild blieb aber für immer verloren. Im Jahr 1992 feierte die Stadt Koblenz ihre 2000-jährige Stadtgründung.

Blick von der Festung Ehrenbreitstein auf Koblenz und das Deutsche Eck

Zugehörigkeit von Koblenz:

## Frühgeschichte

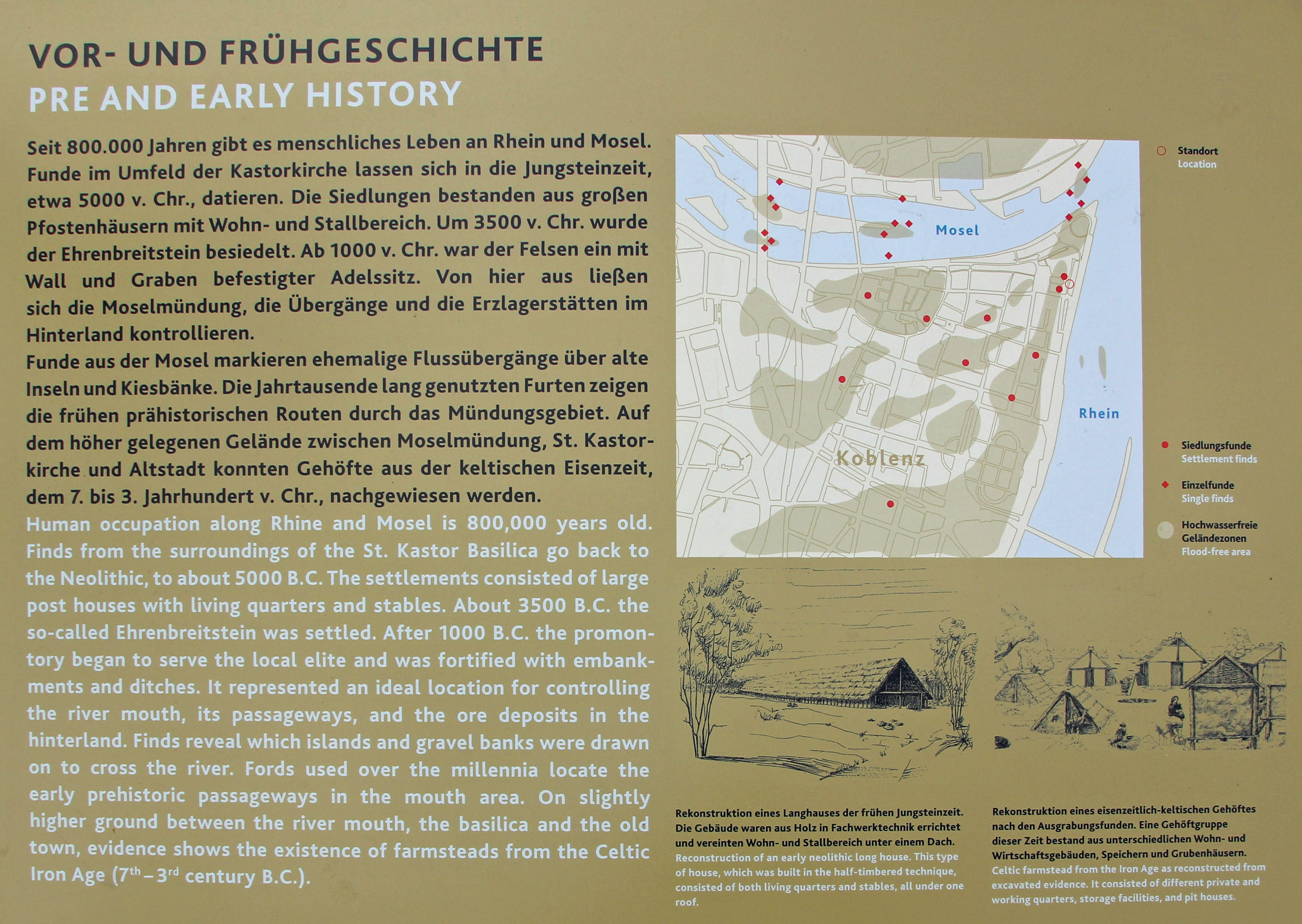
Infotafel zur Vor- und Frühgeschichte hinter der Basilika St. Kastor

Der Ausbruch des Laacher-See-Vulkans um das Jahr 10.930 v. Chr. veränderte die Landschaft so einschneidend, dass nur noch deutlich jüngere Funde gemacht werden können.
Das fruchtbare und verkehrsgünstig gelegene Gebiet am Zusammenfluss von Mosel und Rhein wurde seit der mittleren Steinzeit (ca. 9000 v. Chr.) kontinuierlich besiedelt. Die heutige Innenstadt lag im Deltabereich der Mosel und glich mehr einer Insellandschaft, die in den Sommermonaten bei Niedrigwasser leicht zu Fuß überquert werden konnte. Im gesamten Stadtgebiet gibt es Funde von Siedlungsresten und Grabstätten aus der Zeit der Rössener Kultur bis zu den Kelten. Zu den ältesten Funden im Moseldelta gehören eine rund 10.000 Jahre alte Geweihhacke und eine Steinaxt aus dem 3. Jahrtausend v. Chr. Die Menschen der Mittel- und Jungsteinzeit errichteten in der Inselwelt Jagdstationen, später kamen der Ackerbau und die Viehzucht hinzu. Damit wurden auch erste Gruben- und Fachwerkhäuser errichtet.
Im Stadtwald auf dem Dommelberg wurde um 1900 eine befestigte prähistorische Höhensiedlung der Urnenfelderkultur entdeckt. Die Fliehburg aus dem 11. bis 10. vorchristlichen Jahrhundert, deren Struktur noch deutlich zu erkennen ist, diente den umwohnenden Menschen als Zufluchtsort. Im Jahr 2005 stieß das Koblenzer Amt für archäologische Denkmalpflege bei Grabungen auf dem Gelände der Festung Ehrenbreitstein auf eine frühzeitliche Palisade, die nach hinten mit einem Erdaushub verstärkt wurde und etwa auf 1000 v. Chr. datiert werden kann. Somit befand sich 250 Jahre vor der Gründung Roms nachweislich eine Befestigungsanlage auf dem Plateau des Ehrenbreitstein.
Die Kelten der jüngeren Hallstattzeit bis zur La-Tène-Zeit waren es schließlich, die im Bereich der heutigen Innenstadt eine ausgedehnte Handels- und Handwerkersiedlung errichteten. Als die Römer an den Rhein vorstießen, fanden sie in Koblenz die hoch entwickelte Zivilisation der Treverer, ein Volksstamm der Kelten, vor. In der Nähe von Koblenz befindet sich der Goloring, ein keltisches Erdwerk, das ca. 1000 v. Chr. entstand und wohl ähnlich wie Stonehenge als eine Art Sonnenkalender genutzt wurde. Auch das Wagengrab von Bell ist ein weiteres Zeugnis der keltischen Hochkultur, die alle auf einen ausgeprägten Fernhandel hinweisen und nahelegen, dass das Moseldelta eine wichtige Rolle an den Handelsrouten spielte.

## Römische Zeit

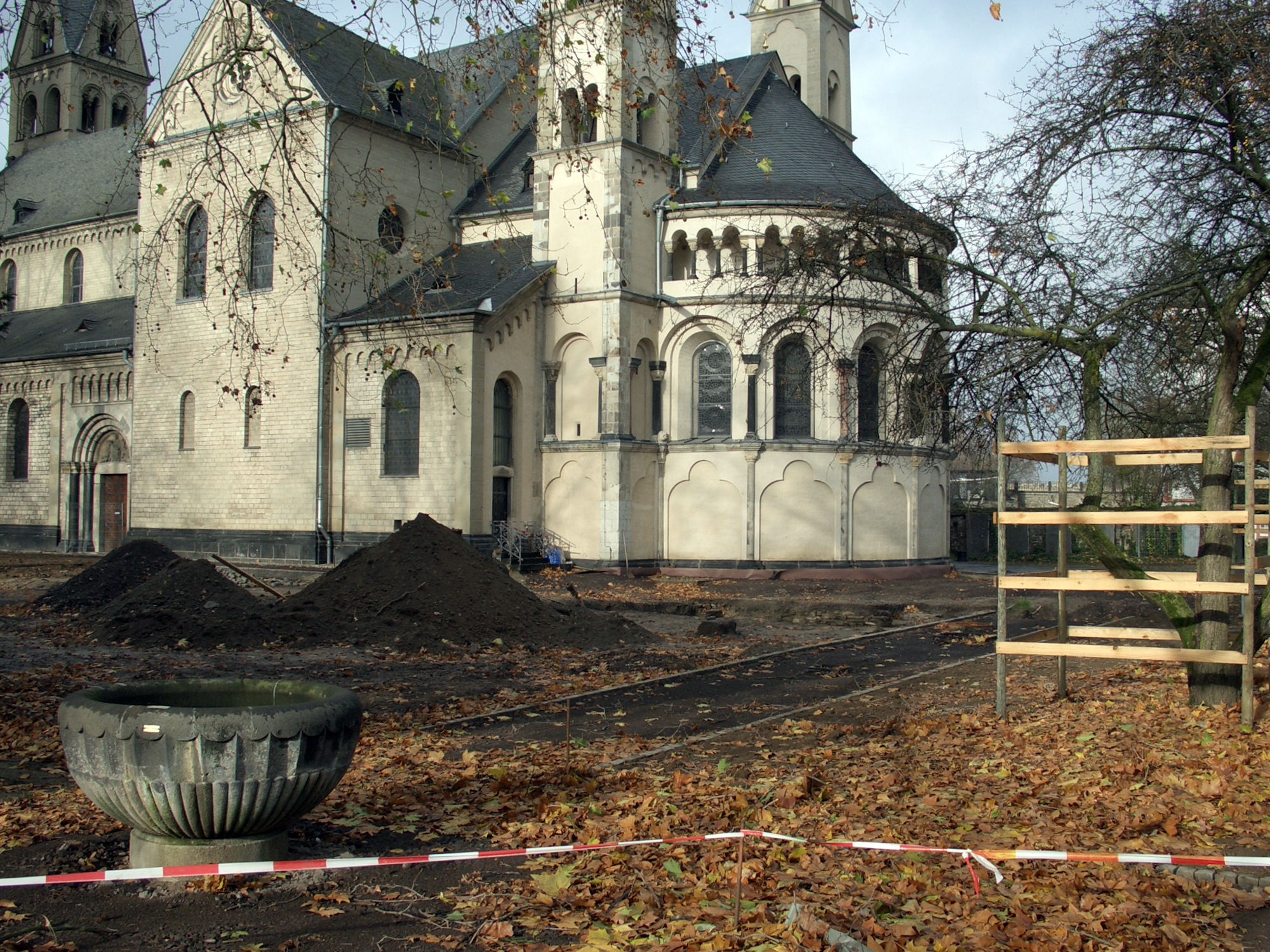
Fundort des römischen Kastells aus der Zeit des Kaisers Augustus an der Kastorkirche 2008

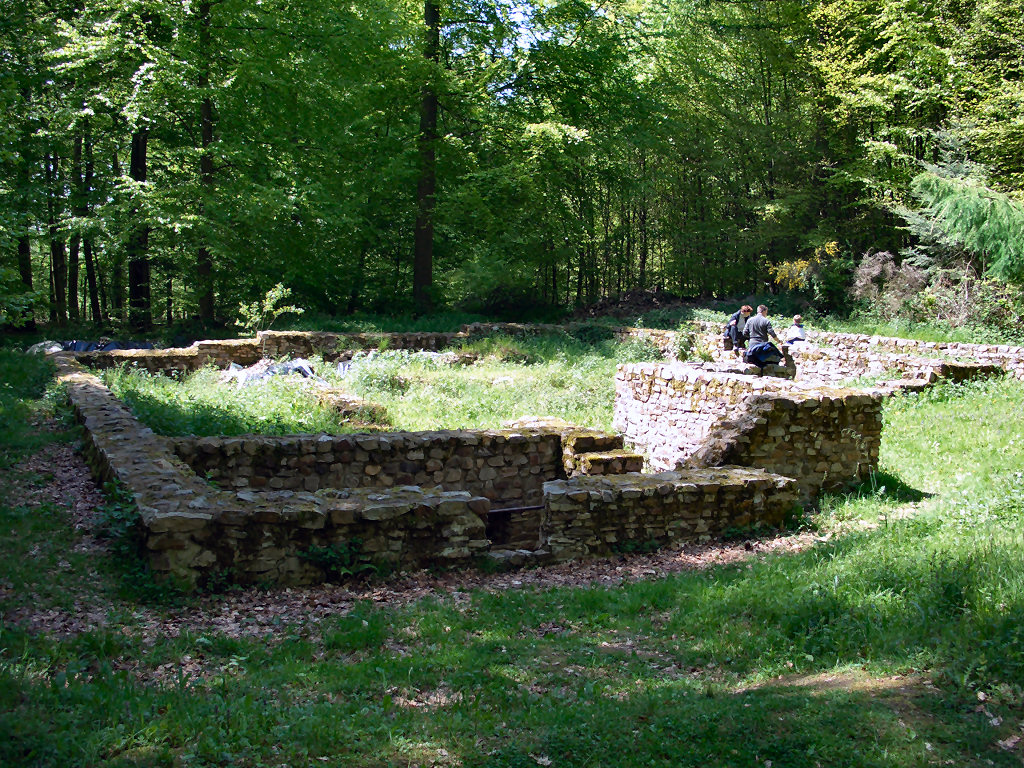
Teilausgrabung und Teilrekonstruktion eines römischen Bauernhofes am Remstecken im Stadtwald

Im Gallischen Krieg gegen die Germanen erreichten römische Truppen unter Julius Caesar 55 v. Chr. den Rhein und errichteten zwischen Koblenz und Andernach einen ersten Rheinübergang. In Koblenz selbst reichen Siedlungsreste in der Nähe des heutigen Münzplatzes, an der Kastorkirche und am Kurfürstlichen Schloss bis ins ausgehende erste vorchristliche Jahrhundert zurück. Ein erstes Kastell wurde 9 v. Chr. am Zusammenfluss von Mosel und Rhein zur Sicherung der Rheintalstraße Mainz-Köln-Xanten erbaut. Der erstmalige Nachweis dieses frührömischen Kastells gelang im November 2008, als man bei Bauarbeiten zur Bundesgartenschau 2011 an der Kastorkirche einen sensationellen Fund machte und einen antiken Graben entdeckte. Der vier Meter breite und immer noch 2,5 Meter tiefe Graben des 100 mal 100 Meter großen Kastells ist der fehlende Beweis für die frührömische Besiedlung von Koblenz, nach dem zuvor 150 Jahre lange vergebens im Bereich der Altstadt gesucht wurde. Koblenz zählt somit zu den ältesten Städten Deutschlands. Die Römer nannten ihre Ansiedlungen „Castellum apud Confluentes“, was so viel wie „Kastell bei den Zusammenfließenden“ bedeutet. Zu dieser Zeit siedelten hier die Treverer, die die gesamte Moselregion beherrschten. Die Siedlung gehörte seit etwa 85 n. Chr. zu der neu gegründeten römischen Provinz „Germania superior“.
Römische Brücken wurden über Rhein und Mosel errichtet. Eine ca. 350 Meter lange Pfahlbrücke über den Rhein wurde um 49 n. Chr. zwischen dem heutigen Ehrenbreitstein und der Koblenzer Rheinseite erbaut. Sie bestand aus ca. 650–750 Eichenstämmen mit eisernen Spitzen, so genannten Pfahlschuhen, von denen 51 bis heute erhalten geblieben sind. Die Moselbrücke, 50 m neben der heutigen Balduinbrücke gelegen, wurde als Teil der römischen Rheintalstraße erbaut.
Vermutlich unter Kaiser Domitian (81–96 n. Chr.) wurde das Kastell Niederberg für Auxiliartruppen in Niederberg zum Schutz des römischen Obergermanischen Limes errichtet. Die römischen Truppen wurden damit von Koblenz auf die rechte Rheinseite verlegt. Um 259/260 wurde der rechtsrheinische Bereich nach einer verheerenden fränkischen Offensive wieder geräumt. Nach dem Fall des Limes ließ Kaiser Konstantin (306–337) den Bereich der heutigen Altstadt mit einem mächtigen Mauerring mit 19 Rundtürmen und einem festen Tor versehen. Die Fundamente der Alten Burg bestehen aus den Resten eines der Rundtürme.
Oberhalb von Koblenz wurde im heutigen Stadtwald unweit der Römerstraße eine Tempelanlage für den römischen Mercurius und die gallische/keltische Rosmerta erbaut. Dort gefundene römische Münzen belegen eine Nutzung der Anlage bis in das 5. Jahrhundert. Am Remstecken finden sich Überreste eines römischen Bauernhofes (Villa rustica), der teilweise ausgegraben und teilrekonstruiert ist.
Vermutlich wurden beim Abzug der römischen Truppen im 5. Jahrhundert Rhein- und Moselbrücken zerstört. Die römische Stadtmauer blieb noch bis ins Frühmittelalter erhalten. Bis heute zeugen Mauerreste und Straßenzüge in der Koblenzer Altstadt von der spätrömischen Befestigung.

## Fränkische Zeit

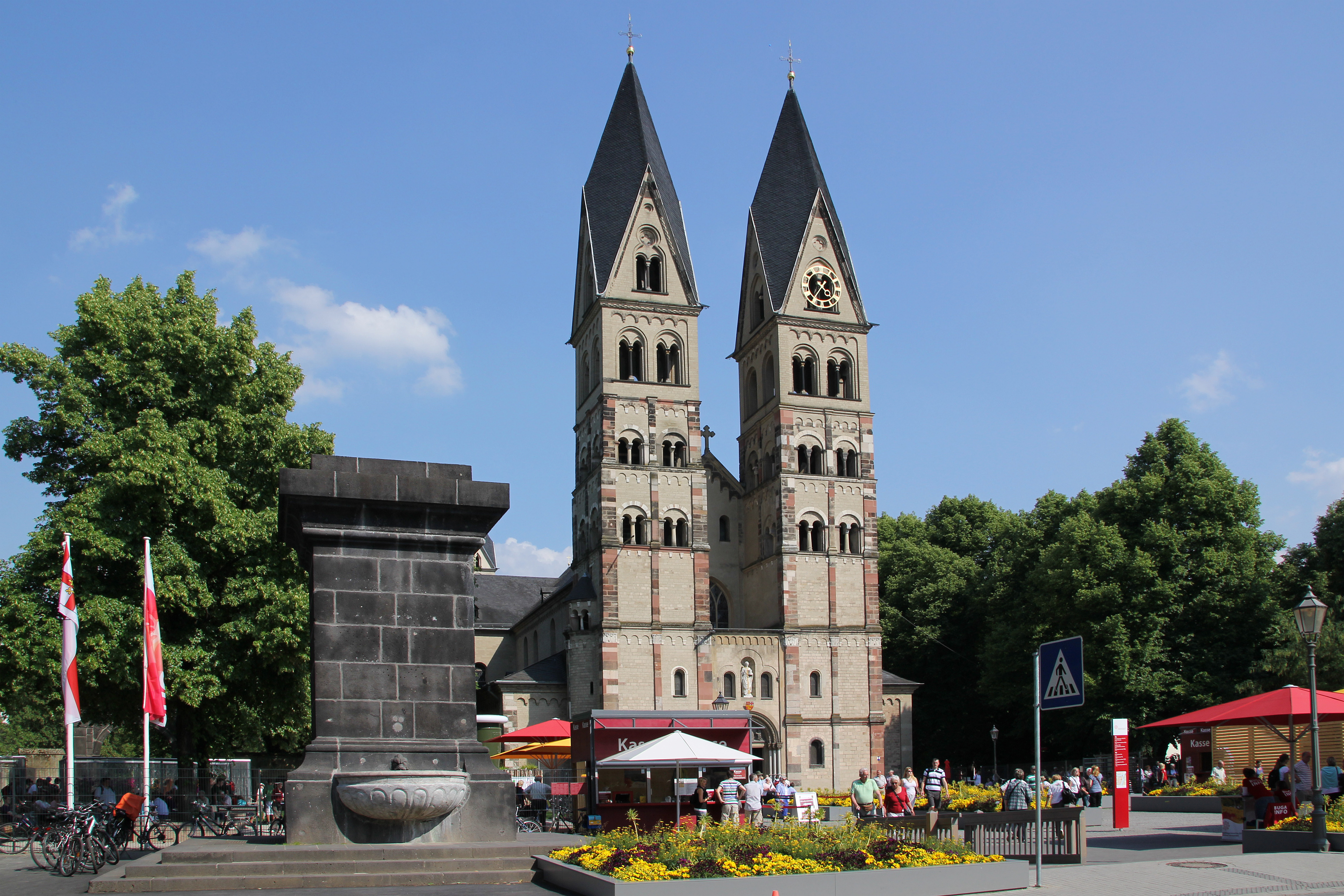
Basilika St. Kastor und Kastorbrunnen

Mit dem Zusammenbruch des Weströmischen Reiches Mitte des 5. Jahrhunderts wurde Koblenz von den Franken erobert und ein fränkischer Königshof begründet. Dieser lag an der Stelle, wo sich heute der Pfarrhof der Liebfrauenkirche befindet. Es gibt Belege dafür, dass sich mehrfach austrasische Könige in Koblenz aufgehalten haben. König Childebert II. empfing 585 im Koblenzer Königshof eine Gesandtschaft des Burgunderkönigs Guntram I., zu der auch der Bischof und Geschichtsschreiber Gregor von Tours gehörte. Unter der Liebfrauenkirche wurde ein Oratorium ausgegraben, welches wahrscheinlich zur Pfalzkapelle des Königshofs gehört hat.
Infolge des Reichsteilungsgesetzes Karls des Großen vom 6. Februar 806 fiel Koblenz an dessen Sohn Karl den Jüngeren. Dieser starb aber früh, so dass Koblenz nach dem Tode von Karl dem Großen 814 an seinen Sohn Ludwig der Fromme kam. Dieser unterstützte sehr wahrscheinlich 817 den Trierer Erzbischof Hetti bei der Gründung des Stiftes St. Kastor außerhalb der Stadtbefestigung.
Das Ergebnis der Aufstände von 830 bis 833 zwischen den Söhnen Ludwig des Frommen (Lothar I., Karl der Kahle, Ludwig der Deutsche) und gegen ihn selbst war eine zweite Reichsteilung. Karl der Kahle erhielt nun 837 u. a. Koblenz. Die folgenden Unruhen im Reich konnten erst mit dem Vertrag von Verdun 843 und der Teilung des Fränkischen Reichs beendet werden. Vorverhandlungen zu diesem Teilungsvertrag fanden vom 19. bis 24. Oktober 842 zwischen den Abgesandten der drei Enkel Karls des Großen in der 836 geweihten Kastorkirche statt. Koblenz fiel damit an das nach Lothar I. benannte Mittelreich Lotharingien.
Im Jahr 855 wurde das Reich Lothars I. in der Teilung von Prüm unter seinen drei Söhnen aufgeteilt, Koblenz kam dabei an Lothar II. Nach dessen Tod wurde das Mittelreich 870 mit dem Vertrag von Meersen unter den Brüdern Lothars I. (Ludwig der Deutsche und Karl der Kahle) erneut aufgeteilt. Der Ostteil des Reiches mit Koblenz wurde nun von Ludwig dem Deutschen regiert. Das Stift St. Kastor war mehrfach Treffpunkt der Kaiser und Könige sowie von deren Nachfahren. Im Juni 860 trafen sich hier die Karolinger zur Beilegung ihrer Streitigkeiten und handelten den Frieden von Koblenz aus.
Raubzüge der Normannen verschonten auch Koblenz nicht, die Stadt wurde im April 882 dabei verwüstet. Nach einer kurzzeitigen Unterbrechung gehörte Koblenz schließlich ab 925 ganz zum Ostfränkischen Reich, dem späteren Heiligen Römischen Reich Deutscher Nation.

## Kurfürstliche Zeit

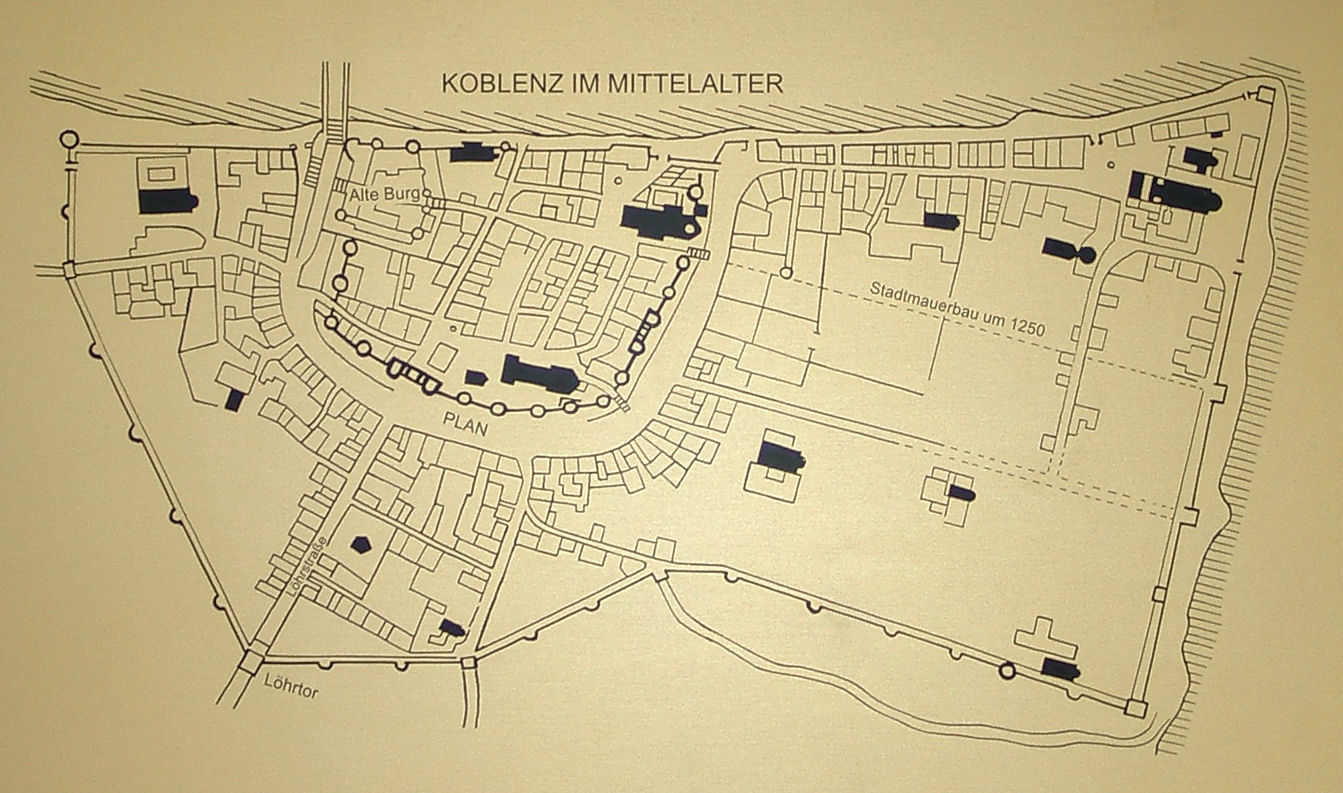
Karte der römischen und mittelalterlichen Stadtmauer von Koblenz

Kaiser Heinrich II. schenkte 1018 dem Trierer Erzbischof Poppo von Babenberg den Fiskus Koblenz mit allem Zubehör (u. a. Markt, Münze und Zoll). Die Erzbischöfe von Trier, die ab 1198 zum Kurfürstenkollegium gehörten, traten neben der kirchlichen nun auch die weltliche Herrschaft über die Stadt an. Kurtrier war eines der ursprünglich sieben Kurstaaten des Heiligen Römischen Reiches Deutscher Nation. Das weltliche Herrschaftsgebiet des Erzbischofs von Trier gehörte seit 1512 zum kurrheinischen Reichskreis und umfasste im Wesentlichen die Gebiete links und rechts der Unterläufe von Mosel und Lahn. Seine Hauptstadt war Trier, Residenzstadt wurde im 17. Jahrhundert Koblenz.
Der Ehrenbreitstein kam 1020 mit der neu erbauten Burg an die Trierer Erzbischöfe. Es war ihr Brückenkopf für den rechtsrheinischen Besitz des Kurfürstentums und galt als ihre sicherste Burg. So wurden hier in Krisenzeiten die größten Heiltümer des Landes aufbewahrt, z. B. der Kopf des heiligen Matthias (Bistumspatron) von 1380 bis 1422 und der Heilige Rock von 1657 bis 1794. Die Stadt Koblenz schützte die immer noch bestehende römische Stadtmauer.
Die heute evangelische Florinskirche wurde um 1100 unter Erzbischof Bruno von Lauffen als romanische dreischiffige Kirche des Marienstiftes erbaut. Das Stift nannte sich später zwar nach dem Heiligen aus Remüs, behielt aber das Marienpatrozinium bei. Im 16. Jahrhundert wurde sie im Stil der Gotik verändert. Um 1180 begann der Bau der romanischen Liebfrauenkirche. Ein Vorgängerbau der Kirche aus dem 5. Jahrhundert ging auf eine spätantike Halle aus der Zeit des Kaisers Valentinian I. (364–375) zurück. Die Liebfrauenkirche war die Pfarrkirche der Stadt. Sie wurde vom Stift St. Kastor betreut. Die Liebfrauenkirche wurde im 15. Jahrhundert erweitert. Die von Weitem sichtbaren barocken Hauben stammen nach Kriegszerstörung aus dem Jahr 1688.
Kaiser Heinrich IV. traf sich im Dezember 1105 mit seinem Sohn Heinrich V. in Koblenz. Folge war die Einkerkerung und Abdankung des Vaters sowie die Machtübernahme durch den Sohn. Am 7. März 1138 wurde der Staufer Konrad III. in Koblenz zum König gewählt. Im 19. Jahrhundert wurde von Historikern wie Philipp Jaffé die These vertreten, die Wahl wäre in der Kirche St. Peter in Lützelkoblenz durchgeführt worden. Die Fürstenversammlung fand „apud Confluentiam in Cathedra St. Petri“ statt. Das war aber eine Zeit- (das Fest Kathedra Petri) und keine Ortsangabe. Außerdem gab es die Kirche, die 1218 erstmals urkundlich erwähnt wurde, im Jahr 1138 wahrscheinlich noch gar nicht. Veranlasst durch den Deutschen Thronstreit kam es im ausgetrockneten Moselbett bei Koblenz im Oktober 1198 zur Schlacht zwischen König Philipp von Schwaben und König Otto IV. Die Gegner Philipps, vor allem der Kölner Erzbischof Adolf von Altena, der Trierer Erzbischof Johann I. und Herzog Heinrich I. von Brabant, leisteten am 11. November 1204 in der Stadt den Treueid. Im Spätmittelalter erhielt Koblenz die Stadtrechte verliehen. Das älteste bekannte Stadtsiegel stammt aus dem Jahr 1214.
Erzbischof Theoderich von Wied rief 1216 die Ritter des Deutschen Ordens nach Koblenz und schenkte ihnen einen Teil des Geländes der Kastorkirche sowie das St.-Nikolaus-Hospital, welches Bruno von Lauffen im Jahr 1110 der Stiftskirche St. Florin gestiftet und mit Ländereien ausgestattet hatte. Das Spital wurde dann auf das Gelände des Deutschen Ordens an die Stelle der späteren Trotzenburg verlegt. Eine Motivation für die Ansiedlung des Ordens war die Krankenpflege. Unmittelbar an der Ecke, wo die Mosel in den Rhein fließt, entstand bald danach die Deutschordenskommende. Diese Ballei war dem Hochmeister des gesamten Ordens direkt unterstellt. Seit der Niederlassung des Deutschen Ordens trug diese Stätte zunächst die Bezeichnung „Deutscher Ordt“ und dann „Deutsches Eck“. Anfang des 13. Jahrhunderts ließen sich zwei weitere Ordensgemeinschaften in Koblenz nieder und begründeten das Dominikaner- sowie das Franziskanerkloster.
In den Jahren 1242 bis 1259 wurde Burg Stolzenfels von Erzbischof Arnold II. von Isenburg als kurtrierische Zollburg gegenüber der kurmainzischen Burg Lahneck errichtet. Der noch heute erhaltene fünfseitige Bergfried entstand 1248. Die Burg wurde von den Erzbischöfen Kuno und Werner von Falkenstein in den Jahren 1388 bis 1418 mit einem Wohnturm sowie dem Palasbau auf der Rheinseite erweitert. Im Jahr 1632 wurde Burg Stolzenfels erst von den Schweden und anschließend zweimal für jeweils zwei Jahre (1634 und 1646) von den Franzosen besetzt. Nach ihrer Zerstörung im Pfälzischen Erbfolgekrieg durch die Franzosen 1688 war sie 150 Jahre lang Ruine.
Erzbischof Arnold II. von Isenburg erwarb 1253 die Vogtei von Koblenz. Die Stadt war nun auch in jurisdiktioneller Hinsicht im Besitz der Trierer Erzbischöfe. Arnold begann um 1250 mit der Erweiterung und Verstärkung der Koblenzer Stadtmauer, die zu jener Zeit noch der spätrömischen Kastellmauer entsprach. Die Verwaltung der Stadt unterstand dem Schultheiß, der wiederum vom Erzbischof eingesetzt wurde. Der 1272 erstmals erwähnte Koblenzer Stadtrat widerstrebte aber dem Erzbischof. So ließ Heinrich II. von Finstingen ab 1277 die Alte Burg, die bereits um 1185 von der Ministerialenfamilie von der Arken als Wohnturm aus den Resten eines römischen Rundturms errichtet worden war, als eine Zwingburg gegen die nach mehr Unabhängigkeit strebenden Bürger ausbauen. Die Burg wurde teilweise auf den Resten der spätrömischen Stadtmauer aus dem 4. Jahrhundert errichtet. Die Bürger verhinderten ab 1281 den Weiterbau von Stadtmauer und Burg. Heinrich II. von Finstingen sah sich daher gezwungen, die Stadt zu unterwerfen und holte 1283 zu einem bewaffneten Gegenschlag aus. Erzbischof Diether von Nassau unterwarf die Stadt endgültig 1304 nach heftigen Kämpfen. Koblenz musste zukünftig auf Bildung eines Stadtrats verzichten. Burg und Stadtmauer wurden nun zu Ende gebaut. Durchsetzen konnte sich die Bildung eines Stadtrats aber ab 1332. Der Adelshof Monreal (heute das „Alte Brauhaus“) fungierte als Rathaus. Im Jahr 1331 übergab Erzbischof Balduin das Benediktinerkloster auf dem Beatusberg den Karthäusern zur Reform. Die Kartäuser zeichneten sich vor allem durch Sittenstrenge, Krankenpflege sowie gute Wirtschaftsführung aus und prägten fast 500 Jahre lang das religiöse Leben in Koblenz.

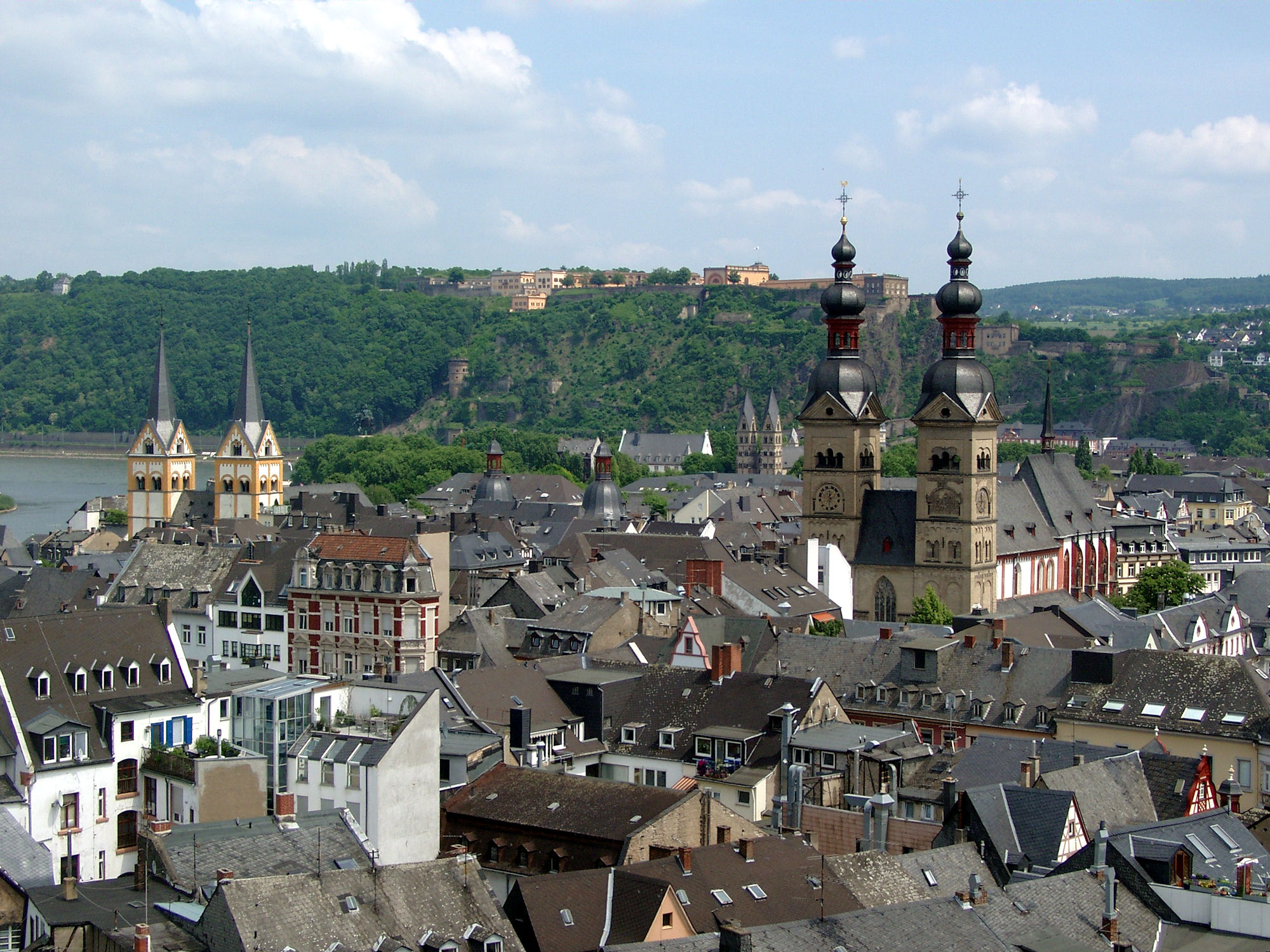
Koblenzer Altstadt: Florinskirche (links), Liebfrauenkirche (rechts) und im Hintergrund die Basilika St. Kastor
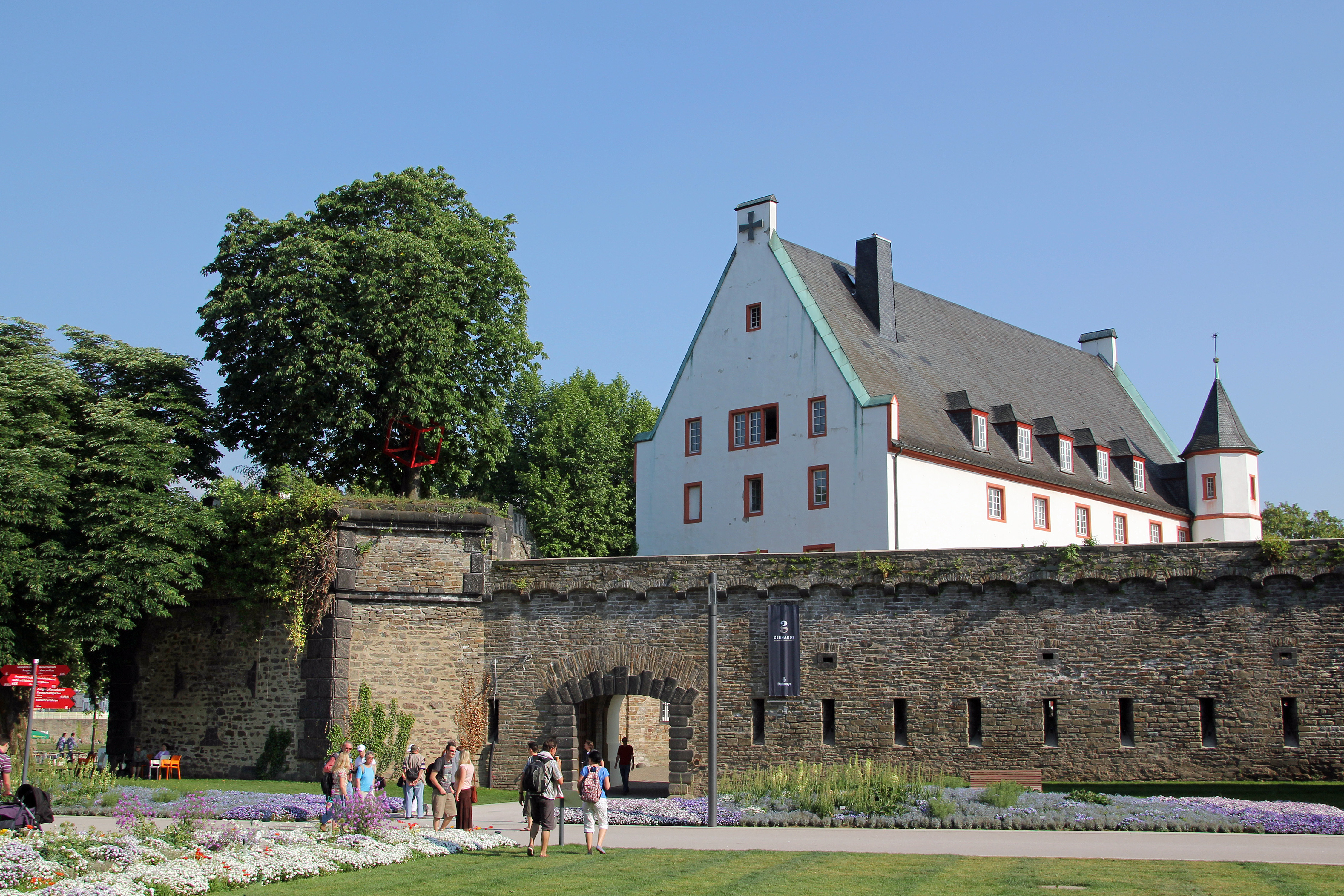
Deutschherrenhaus mit dem Kreuz des Deutschen Ordens
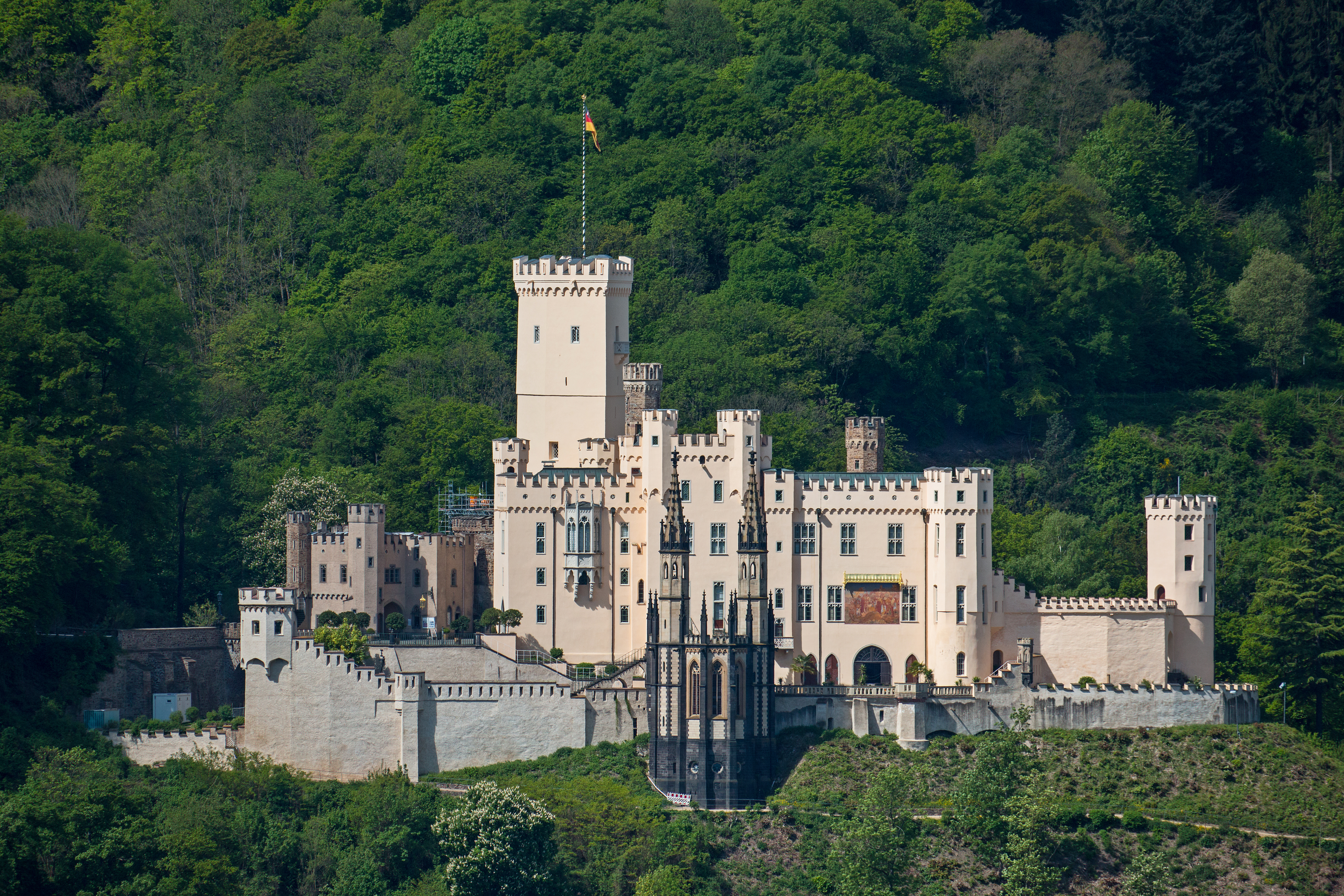
Schloss Stolzenfels
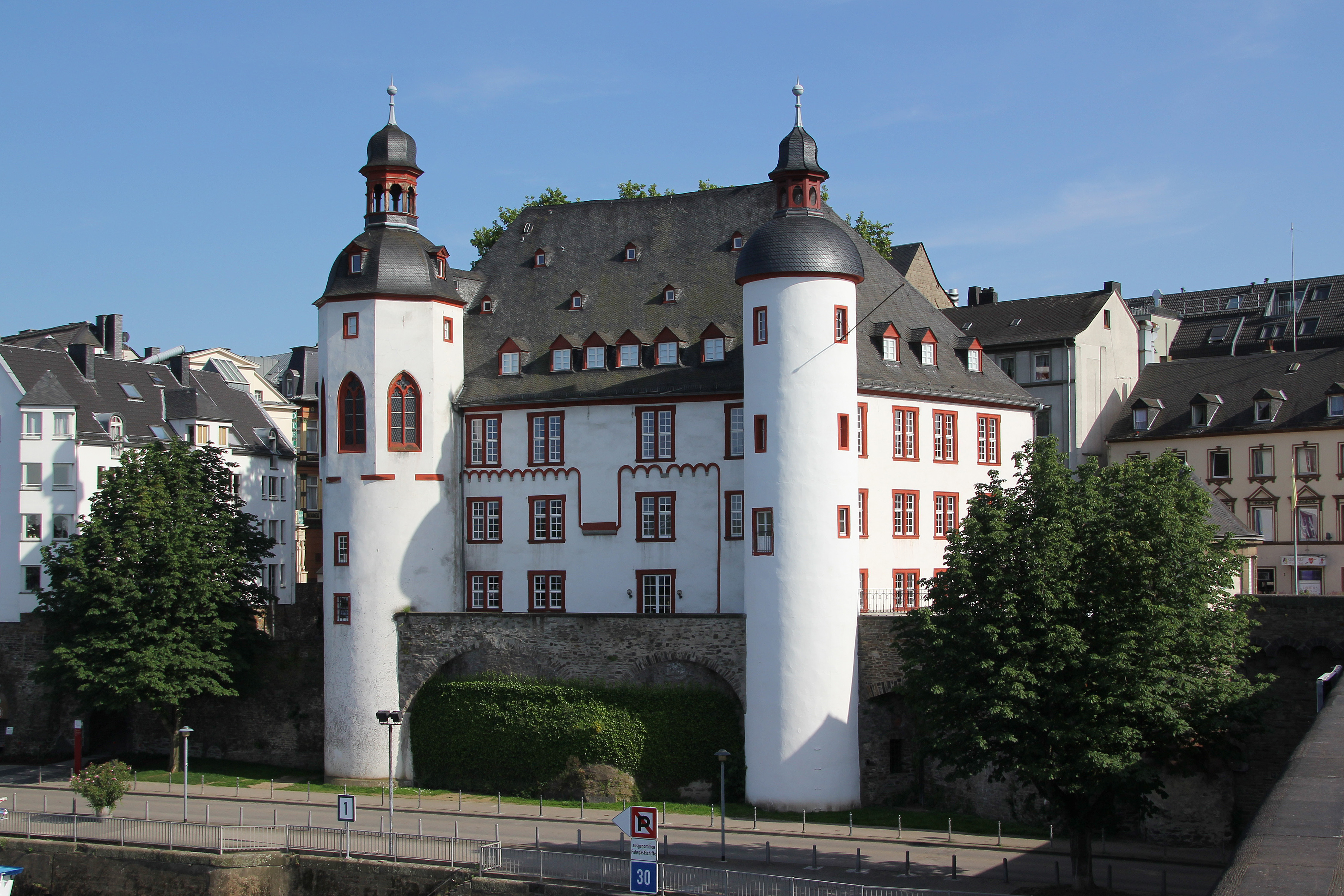
Alte Burg
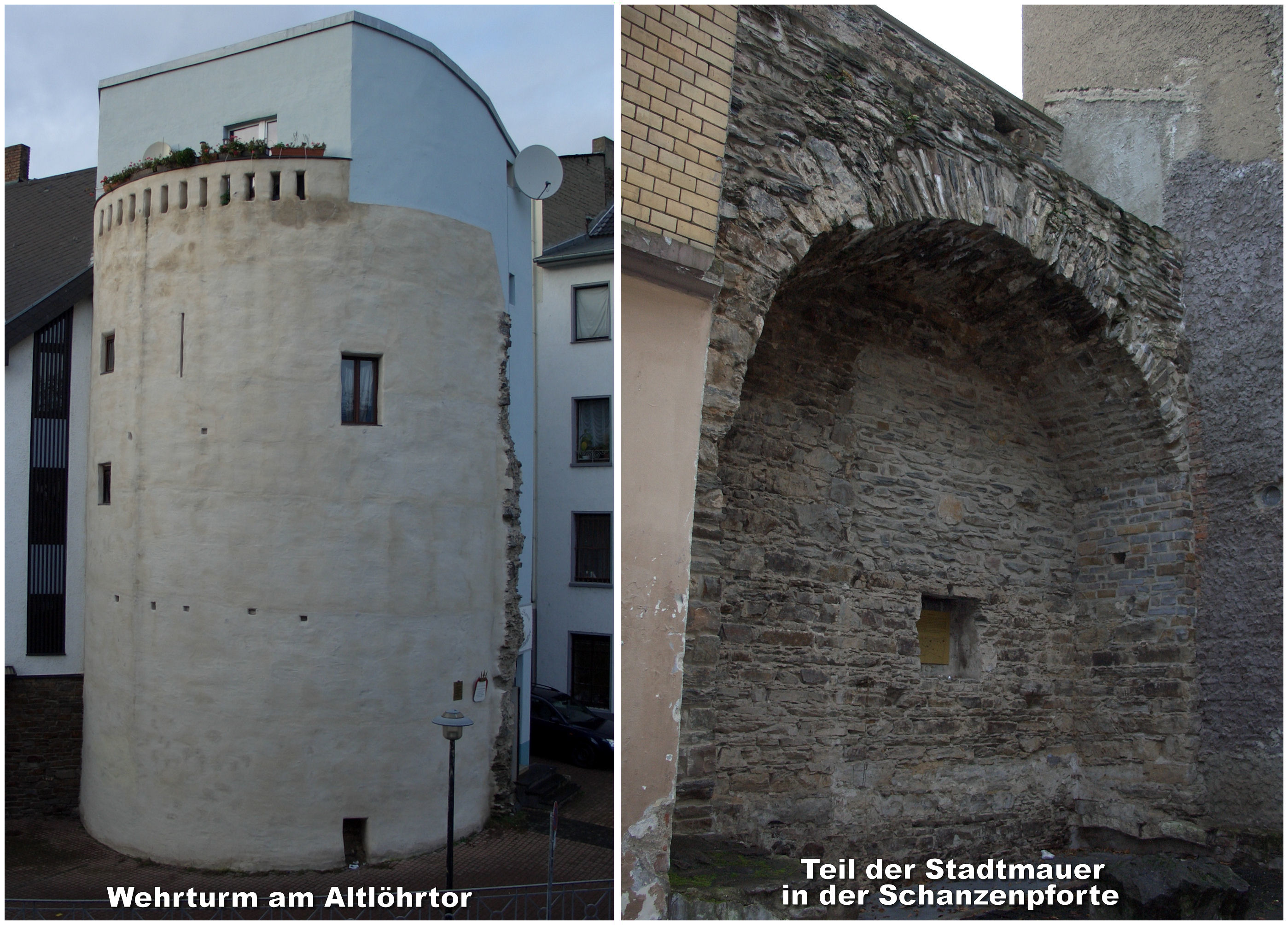
Reste der mittelalterlichen Stadtmauer

Kaiser Ludwig der Bayer hielt 1338 in Anwesenheit des englischen Königs Eduard III. einen Hoftag in der Kastorkirche ab. Der Bau der Balduinbrücke wurde unter Kurfürst Balduin von Luxemburg um 1342 begonnen und in 85-jähriger Bauzeit vollendet. In der Grenzauer Fehde wurden 1347 kurtrierische Truppen aus Koblenz bei Grenzau vernichtend geschlagen. Die Juden wurden nach 100-jähriger Verbannung aus Kurtrier 1518 von Kurfürst Richard von Greiffenklau zu Vollrads wieder in Koblenz zugelassen. Die Verärgerung der Bevölkerung über den vermeintlichen Wucher der Juden schlugen am 13. März 1531 in pogromartige Ausschreitungen um.
Auf dem Plan wurde 1536 der Straßenräuber Johann Lutter von Kobern hingerichtet. Bis heute erinnert der „Augenroller“ (erst 1724 dort angebracht) am 1419–1425 errichteten Kauf- und Tanzhaus an den Raubritter. Das Gebäude fungierte von 1674 bis 1794 auch als Rathaus von Koblenz und beherbergt heute das Mittelrhein-Museum. Der Jesuitenorden siedelte sich 1580 in den Gebäuden des ehemaligen Zisterzienserklosters aus dem 12. Jahrhundert am heutigen Jesuitenplatz an. Ziel war es der Reformation entgegenzuwirken, die jedoch in Koblenz kaum Fuß fassen konnte. Sie begründeten ein Jesuitenkolleg (das heutige Rathaus der Stadt Koblenz) und ein Jesuitenkloster, an dem sie zwischen 1613 und 1617 die Jesuitenkirche als dreischiffige Säulenbasilika erbauten.
Kurfürst Philipp Christoph von Sötern erbaute 1629 in Ehrenbreitstein das Schloss Philippsburg und machte es zu seinem Amtssitz. Ehrenbreitstein war von nun an Residenz der Trierer Kurfürsten. Auf persönlichen Wunsch des Kurfürsten siedelten sich die Kapuziner 1627 in Ehrenbreitstein an und begründeten ein Kloster. Im Dreißigjährigen Krieg schlug sich Kurfürst Philipp Christoph von Sötern auf die Seite Frankreichs. Er räumte französischen Truppen das Besatzungsrecht ein, die sogleich am 5. Juni 1632 die Festung Ehrenbreitstein besetzten. Koblenz hingegen wurde mit Truppen des kaiserlichen Generals Jean de Merode belegt. Die Stadt wurde daraufhin von schwedischen Truppen unter Gustaf Horn belagert und am 1. Juli 1632 schließlich eingenommen. Nachdem der Kurfürst 1635 von kaiserlichen Truppen gefangen genommen und Trier erobert worden war, befreiten diese am 4. Mai 1636 auch Koblenz. Die französische Besatzung des Ehrenbreitstein kapitulierte erst nach über einjähriger Belagerung am 27. Juni 1637. Die Kriegshandlungen hatten zur Folge, dass gegen Ende des Dreißigjährigen Krieges 1648 die Hälfte der Stadt zerstört war, viele Einwohner kamen ums Leben.
Erneut wurde die Stadt im Oktober/November 1688 während des Pfälzischen Erbfolgekriegs von dem französischen Marschall Louis-François de Boufflers belagert. Durch den Beschuss der französischen Truppen entstanden enorme Zerstörungen, die Stadt konnte aber als einige der Wenigen in Kurtrier nicht eingenommen werden. Die vielen kriegerischen Ereignisse des 16. und 17. Jahrhunderts begünstigten die Ausbreitung von Epidemien, besonders von Pest und Typhus, an der viele Einwohner der Stadt verstarben. Für die Jahre 1581, 1597–1598, 1611–1613, 1621–1623 und letztmals 1666–1668 sind Pest-Epidemien historisch belegt. Die Toten wurden in Massengräbern vor den Toren der Stadt beerdigt. Ein Zeugnis dieser Zeit ist das heute noch erhaltene Pestkreuz von 1669.
Von 1680 bis 1819 versah die so genannte „Fliegende Brücke“ den Fährbetrieb über den Rhein zwischen Koblenz und Ehrenbreitstein. Diese Gierseilfähre war ein Meisterwerk der damaligen Technik. Sie bestand aus zwei aneinander gekoppelten großen Kähnen mit einem aus Balken und Brettern gezimmerten Belag, auf dem Platz für acht Fuhrwerke und hundert Fahrgäste war. Wie eine Fähre war sie im Rhein verankert, dabei liefen Taue und Ketten, an denen sie hing, über neun Kähne. Nachdem die Koblenzer bereits 1608 das Bierprivileg durch Kurfürst Lothar von Metternich erhalten hatten, wurde nun ab 1689 im „Alten Brauhaus“ eigenständig Bier gebraut. Hieraus entwickelte sich das traditionsreiche Unternehmen Königsbacher Brauerei, welches 1885 vom „Alten Brauhaus“ in eine größere Produktionsstätte am Königsbach im Stadtteil Stolzenfels umzog.
Am 23. November 1786 zog Kurfürst Clemens Wenzeslaus von Sachsen vom Schloss Philippsburg in Ehrenbreitstein in das neu erbaute klassizistische Schloss in Koblenz, mitten unter die Bürger, um. Im darauf folgenden Jahr ließ er das neue Theater Koblenz einweihen. Clemens Wenzeslaus ließ zwischen 1783 und 1786 die erste Wasserleitung errichten, die vom Kimmelberg in Metternich über die Balduinbrücke nach Koblenz führte. Daran wurden bis 1812 drei öffentliche Brunnen angeschlossen. Durch das vom Kurfürsten 1784 erlassene Toleranzedikt wurden Protestanten in Kurtrier geduldet und diese ließen sich nun auch in Koblenz nieder. Der Ausbruch der Französischen Revolution verhinderte seine weiteren Reformen. Den Emigranten und den flüchtigen Mitgliedern des mit ihm verwandten französischen Hofes (Clemens Wenzeslaus war der Onkel des französischen Königs Ludwig XVI.) bot er, insbesondere im Schloss Schönbornslust vor den Toren der Stadt Koblenz, eine Zufluchtstätte. Damit wurde Koblenz ein Zentrum der französischen Royalisten.
Im Ersten Koalitionskrieg war nach dem Sieg in der Schlacht bei Fleurus der Weg für die französische Revolutionsarmee zum Rhein frei. Kurfürst Clemens Wenzeslaus war deshalb gezwungen, am 5. Oktober 1794 endgültig aus seinem Territorium nach Augsburg zu fliehen. Zwei Wochen danach, am 24. Oktober 1794, wurde Koblenz von einer Division der französischen Sambre- und Maas-Armee unter General François Séverin Marceau eingenommen. Zur Freude der Bevölkerung wurde die Stadt fast kampflos übergeben, es gab so gut wie keine Zerstörungen. Der Großteil der kaiserlichen Truppen zog sich noch am 22. Oktober auf die Festung Ehrenbreitstein zurück. Diese konnte sich noch bis zum 27. Januar 1799 halten, musste dann aber auch vor den Franzosen kapitulieren. Diese Ereignisse markierten das Ende des Trierer Kurstaats. Frankreich dehnte sein Herrschaftsgebiet bis zum Rhein aus.

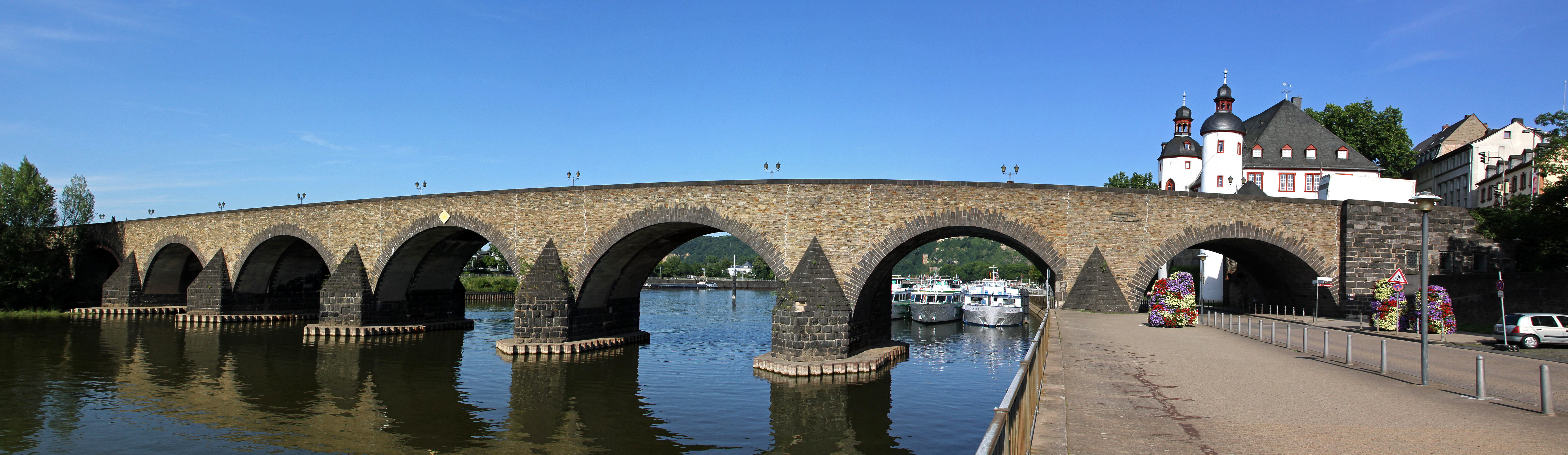
Balduinbrücke
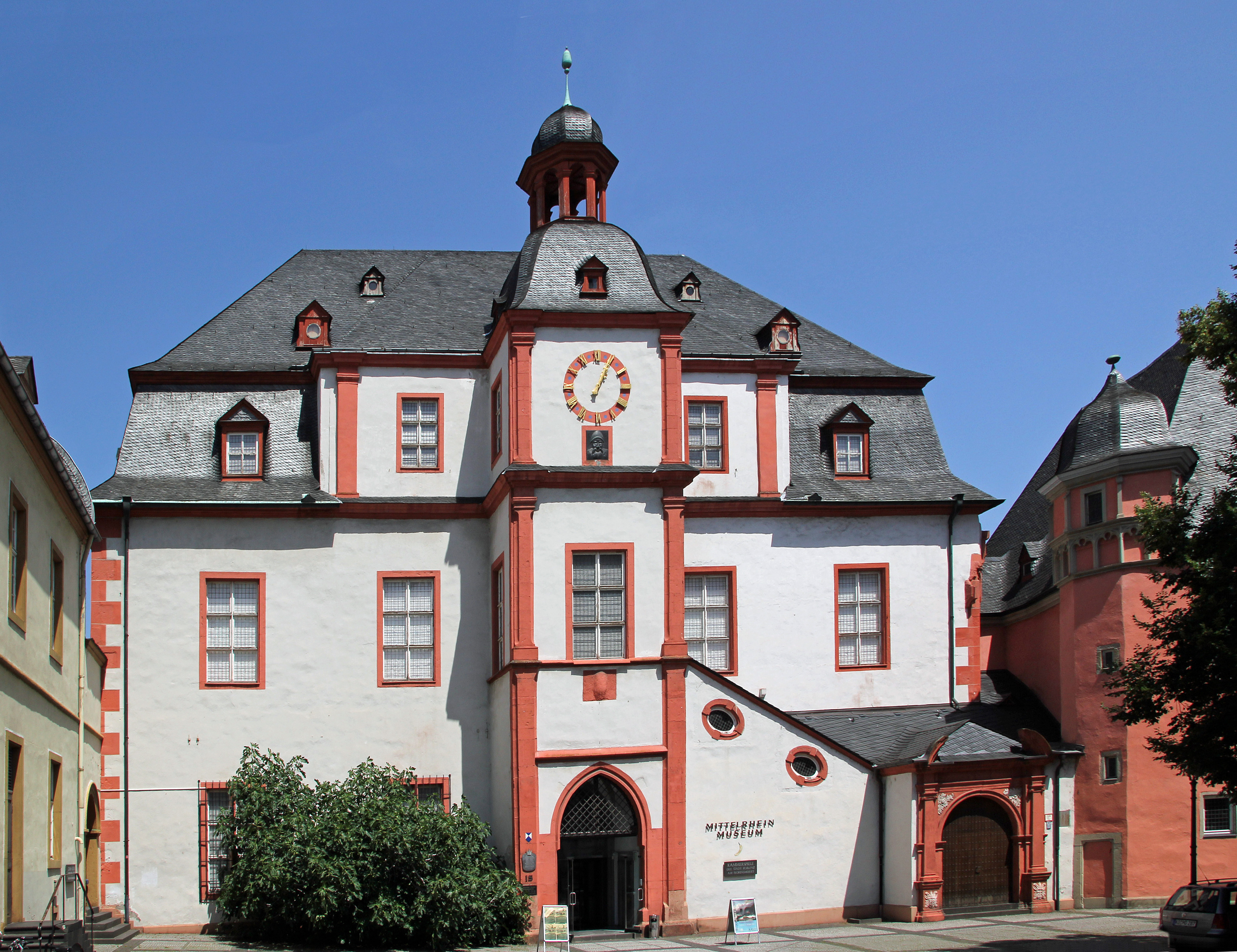
Altes Kauf- und Tanzhaus am Florinsmarkt
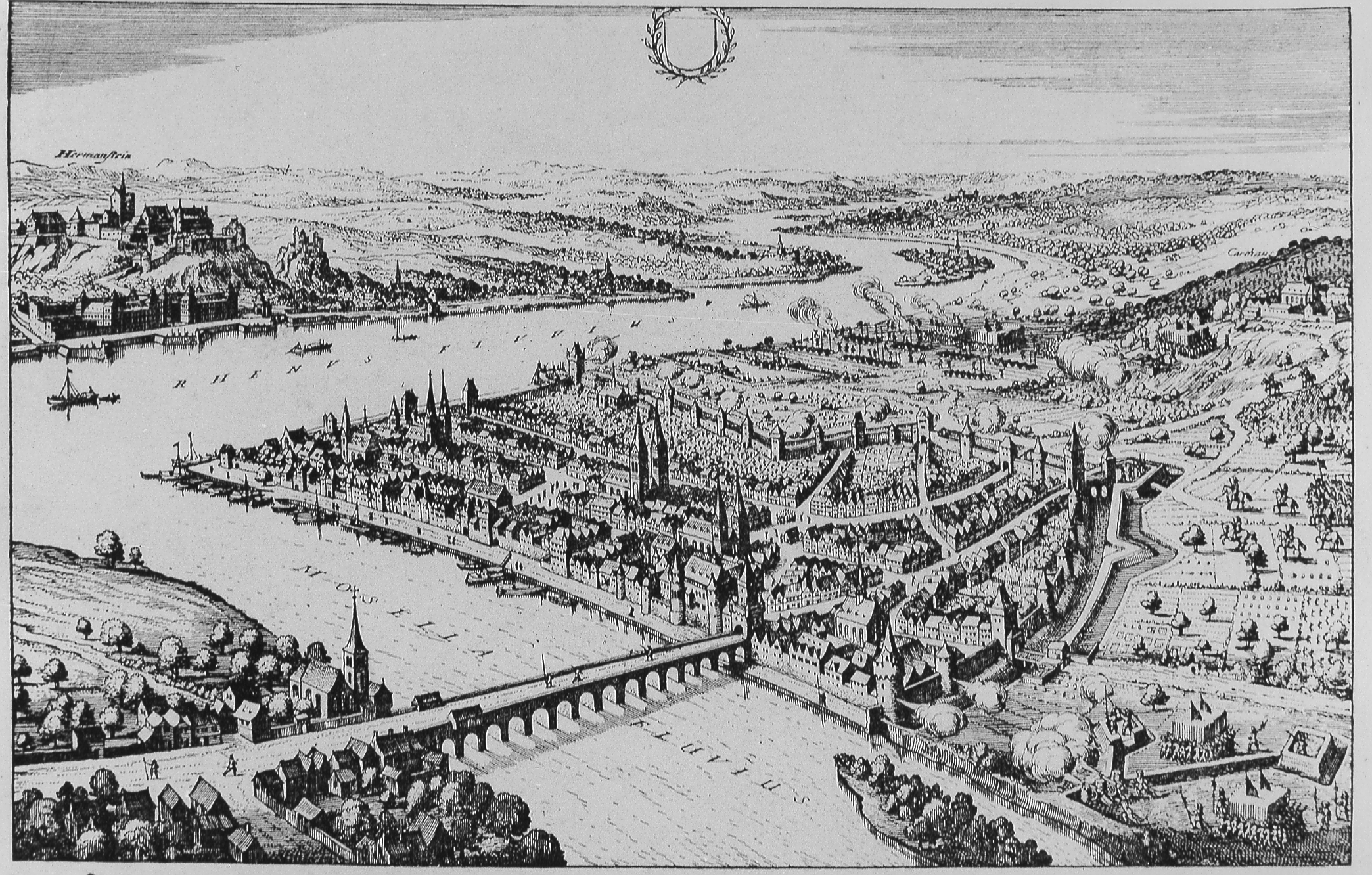
Koblenz im Jahre 1632 – Belagerung durch schwedische Truppen im Dreißigjährigen Krieg
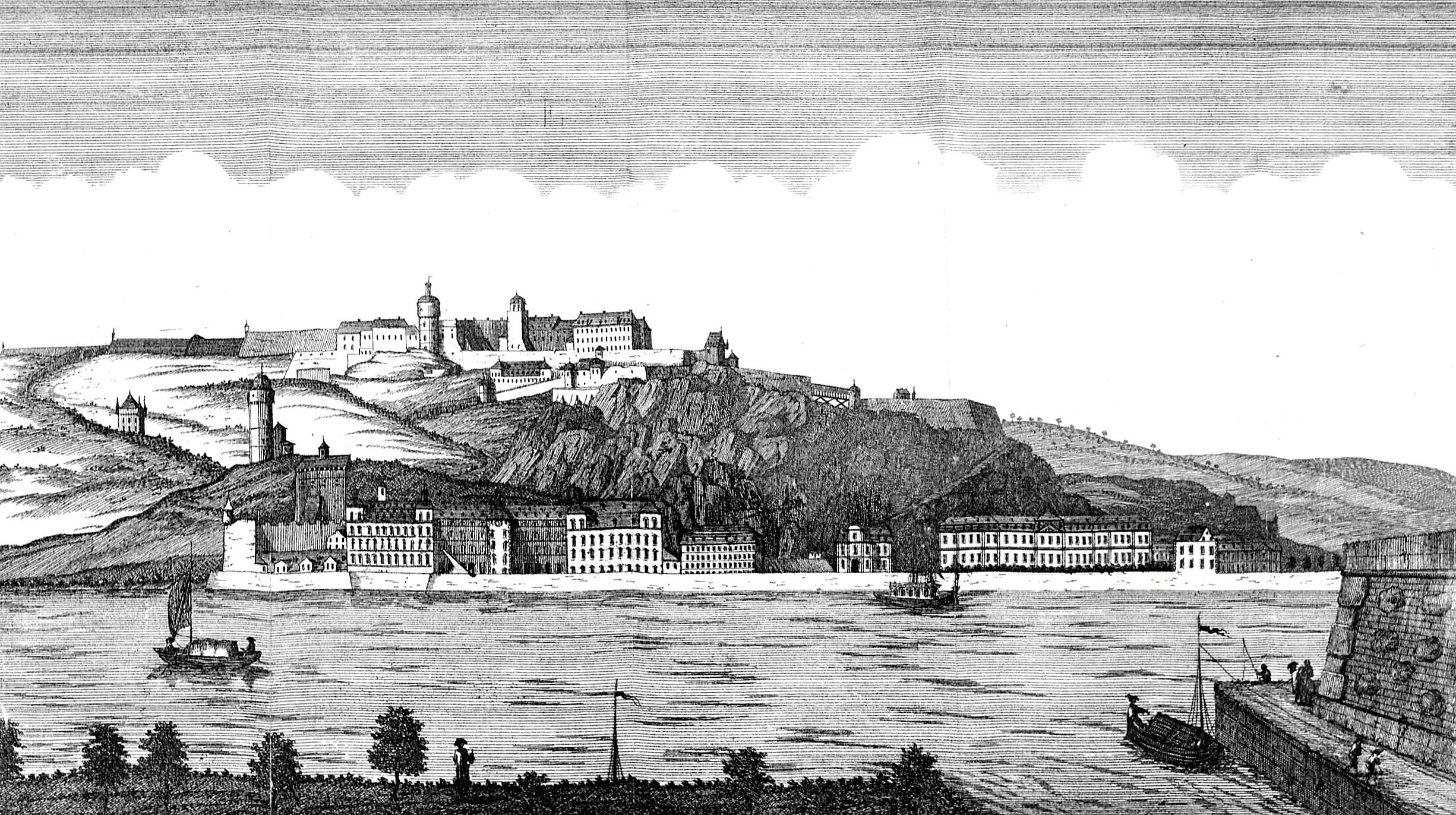
Die kurtrierische Festung Ehrenbreitstein, darunter das Schloss Philippsburg 1789
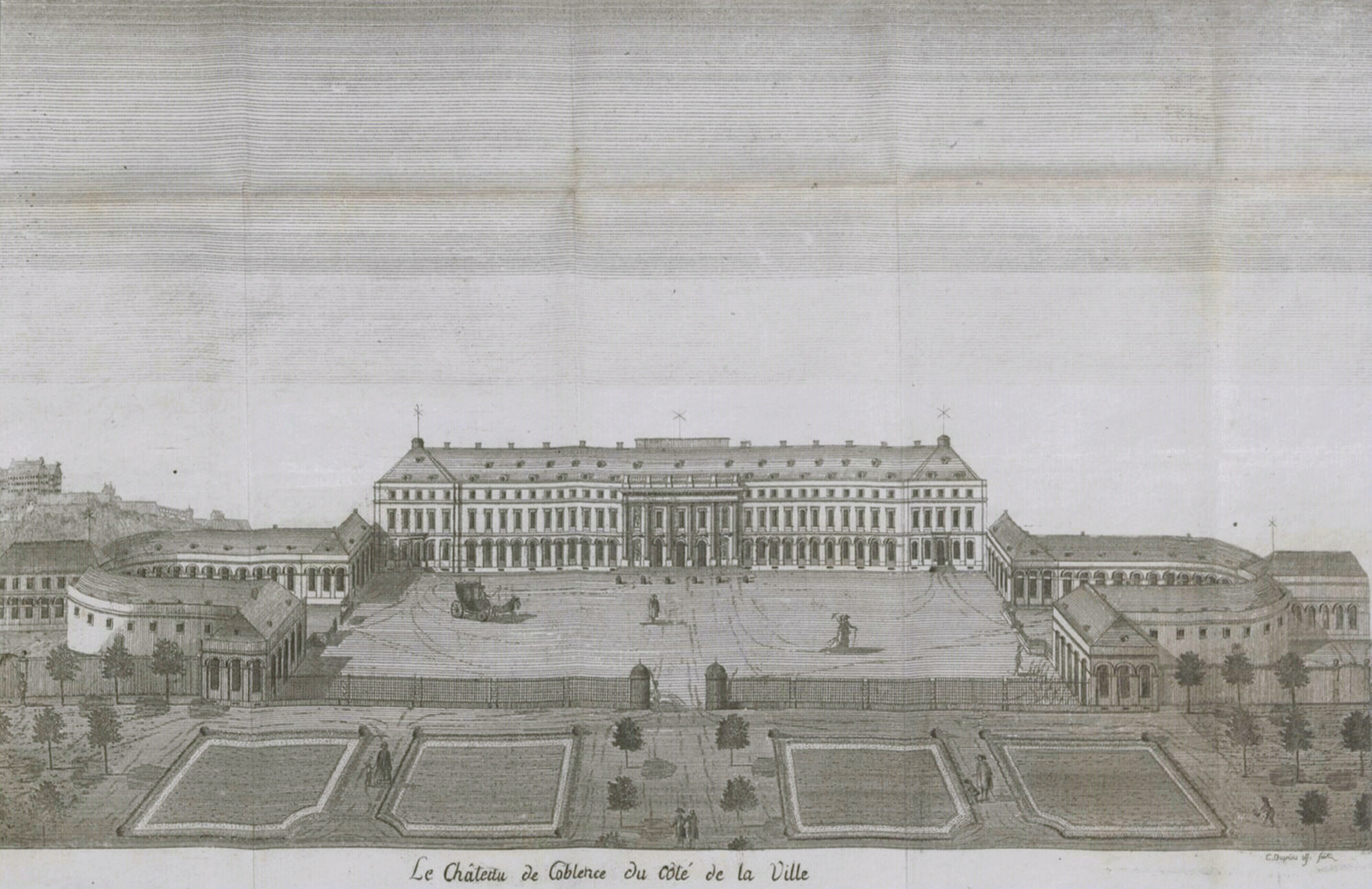
Das Kurfürstliche Schloss 1789
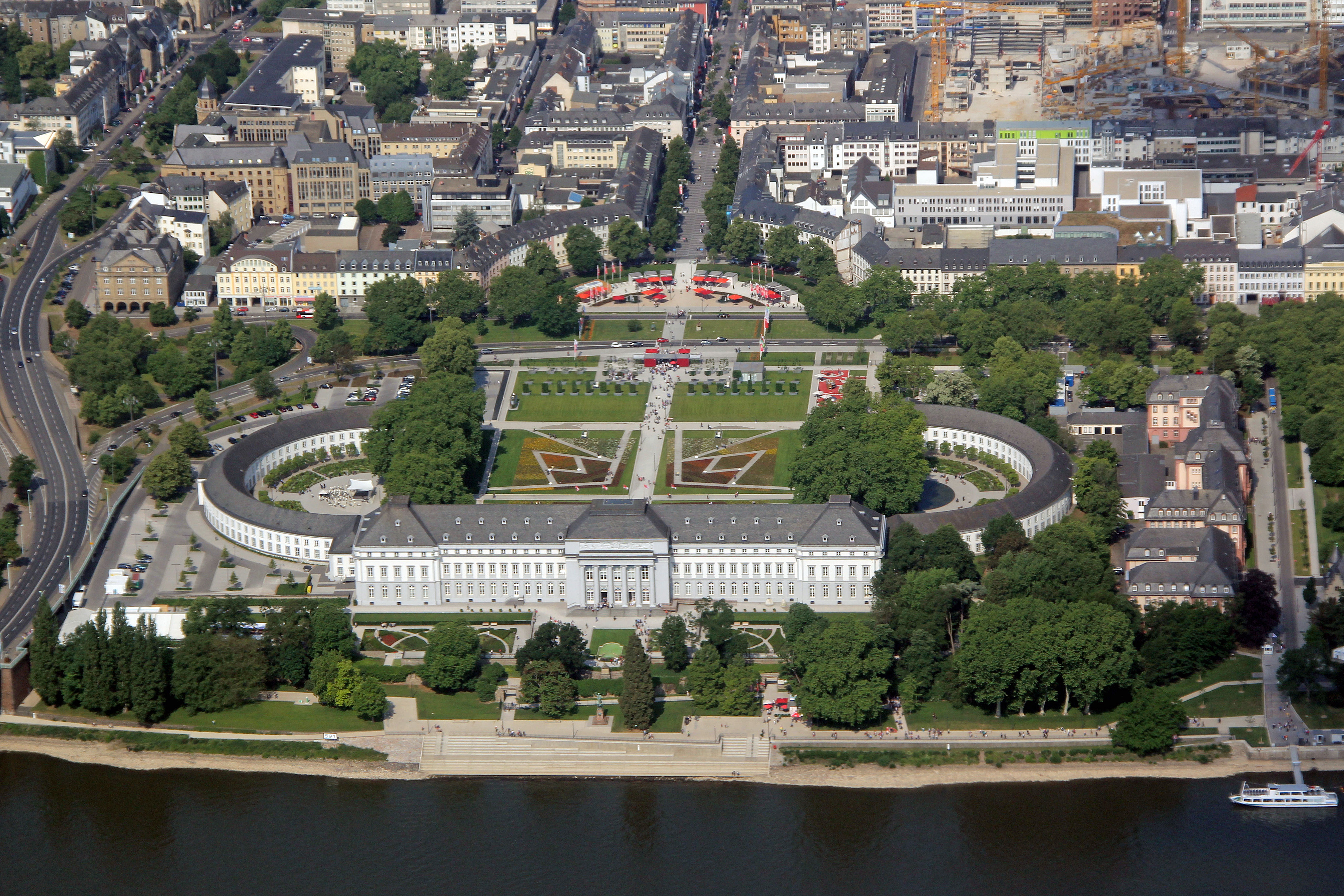
Das Kurfürstliche Schloss 2011

## Französische Zeit
Die französische Besatzungsmacht pflanzte am 26. Oktober 1794 vor dem Kurfürstlichen Schloss einen Freiheitsbaum, als Zeichen der symbolischen Befreiung der Stadt von der kurfürstlichen Herrschaft und begann sogleich mit der provisorischen Umgestaltung der Verwaltung. Nach Eintreffen des Volksrepräsentanten Pierre Bourbotte (1763–1795) am 29. Oktober wurde der Bevölkerung am 15. November 1794 eine Kontribution in Höhe von 1,5 Millionen Livres auferlegt, als Strafe für das von den französischen Emigranten nach Koblenz mitgebrachte und aus Frankreich geraubte Geld. Auch die Einquartierungen der französischen Soldaten in den Häusern der Bevölkerung und die Forderungen nach Sachleistungen stellten eine große Last dar. Der Stadtrat reichte deswegen viele Bittschriften zur Milderung dieser Lasten in Paris ein.
Der Koblenzer Gelehrte Joseph Görres machte sich 1797 für eine eigene Republik unter der Schutzherrschaft der Franzosen stark. Die Schaffung dieser so genannten Cisrhenanischen Republik scheiterte aber. Die Franzosen unter Generalkommissar François Joseph Rudler reorganisierten die eroberten Gebiete am linken Rheinufer nach französischem Vorbild in Départements. Hauptstadt des 1798 gegründeten „Département de Rhin-et-Moselle“ wurde Koblenz unter dem 1800 eingesetzten ersten Präfekten Philippe Joseph Boucqueau. Im Frieden von Lunéville fiel Koblenz am 9. Februar 1801 nun auch formal an Frankreich. Da die Franzosen durch den Friedensvertrag die rechtsrheinischen Gebiete räumen mussten, sprengten diese vorher die alte kurtrierische Festung auf dem Ehrenbreitstein. Das darunter liegende Schloss Philippsburg wurde bei der Sprengung so in Mitleidenschaft gezogen, dass es abgebrochen werden musste. Auch die Stadtbefestigung wurde größtenteils niedergelegt. Die heutigen rechtsrheinischen Teile der Stadt fielen an das Herzogtum Nassau.

Wappen von Koblenz während der französischen Besatzung

Ab 1802 wurden sämtliche Stifte und Klöster in Koblenz säkularisiert. Dabei wurden die Deutschordenskirche, die Franziskanerkirche, die Kreuzgänge von St. Kastor und St. Florin sowie die Ausstattung von St. Florin, der Dominikanerkirche und der Schlosskirche zerstört. Bestehen blieben nur die Pfarrkirchen. Mit Auflösung der kirchlichen Herrschaft und der Änderung der Besitzverhältnisse entstand eine neue Gesellschaftsordnung. Hohen Besuch erhielt die Stadt vom 17. bis 19. September 1804, als sich Napoleon Bonaparte mit seiner Gattin Joséphine in Koblenz aufhielt. Nachdem ab 1804 Frankreich im Département den Code civil einführte, wurde am 1. November 1806 eine Rechtsschule (Universität) im Metternicher Hof, dem Geburtshaus des österreichischen Staatsmannes Fürst von Metternich, eingerichtet. Dieses moderne Rechtswesen beruhte auf individuellen Freiheiten, der Gleichheit vor dem Gesetz, der Einhaltung rechtsstaatlicher Grundsätze, dem Schutz des Eigentums und der strikten Trennung von Kirche und Staat. Es galt in den linksrheinischen Gebieten auch nach der französischen Zeit noch weiter bis zur Einführung des Bürgerlichen Gesetzbuches im Jahr 1900.
Präfekt Adrien de Lezay-Marnésia wurde am 1. März 1810 unvermutet nach Straßburg versetzt. Sein Nachfolger Jean Marie Thérèse Doazan bescherte Koblenz ein einzigartiges Denkmal. Im Jahr 1812 ließ er vor der Kastorkirche einen klassizistischen Brunnen aus Basaltquadern errichten, dessen (zudem orthographisch falsche) französische Inschrift an den erfolgreichen Russlandfeldzug Napoléons erinnern sollte. Im Sechsten Koalitionskrieg überquerte jedoch in der Neujahrsnacht auf das Jahr 1814 das vorwiegend russische Armeekorps unter General Saint-Priest, das den rechten Flügel von Blüchers Schlesischer Armee bildete, den Rhein auf der Breite von Neuwied bis zur Lahnmündung mit Schwerpunkt Koblenz. Die Franzosen hatten die Stadt kurz zuvor geräumt und überließen sie kampflos den Russen. Ihr Befehlshaber bewies jedoch Humor und ließ weder Doazans Brunnen noch die erste Inschrift entfernen, sondern eine zweite darunter setzen. Sie lautet:
„Vu et approuvé par nous commandant/ russe de la ville de Coblentz/ le 1er janvier 1814.“
(dt.: „Gesehen und genehmigt durch uns, russischer Kommandant der Stadt Koblenz“, am 1. Januar 1814.)
In dieser Zeit der Zugehörigkeit zu Frankreich entstand der Begriff des Schängels, mit dem bis heute jeder bezeichnet wird, der in Koblenz geboren ist. Er leitet sich von dem Spitznamen der Franzosen Schang (nach dem französischen Namen Jean) ab. Schängel ist die Verkleinerungsform, mit der man die Kinder titulierte, die aus der Beziehung zwischen Koblenzerinnen und Franzosen hervorgingen.

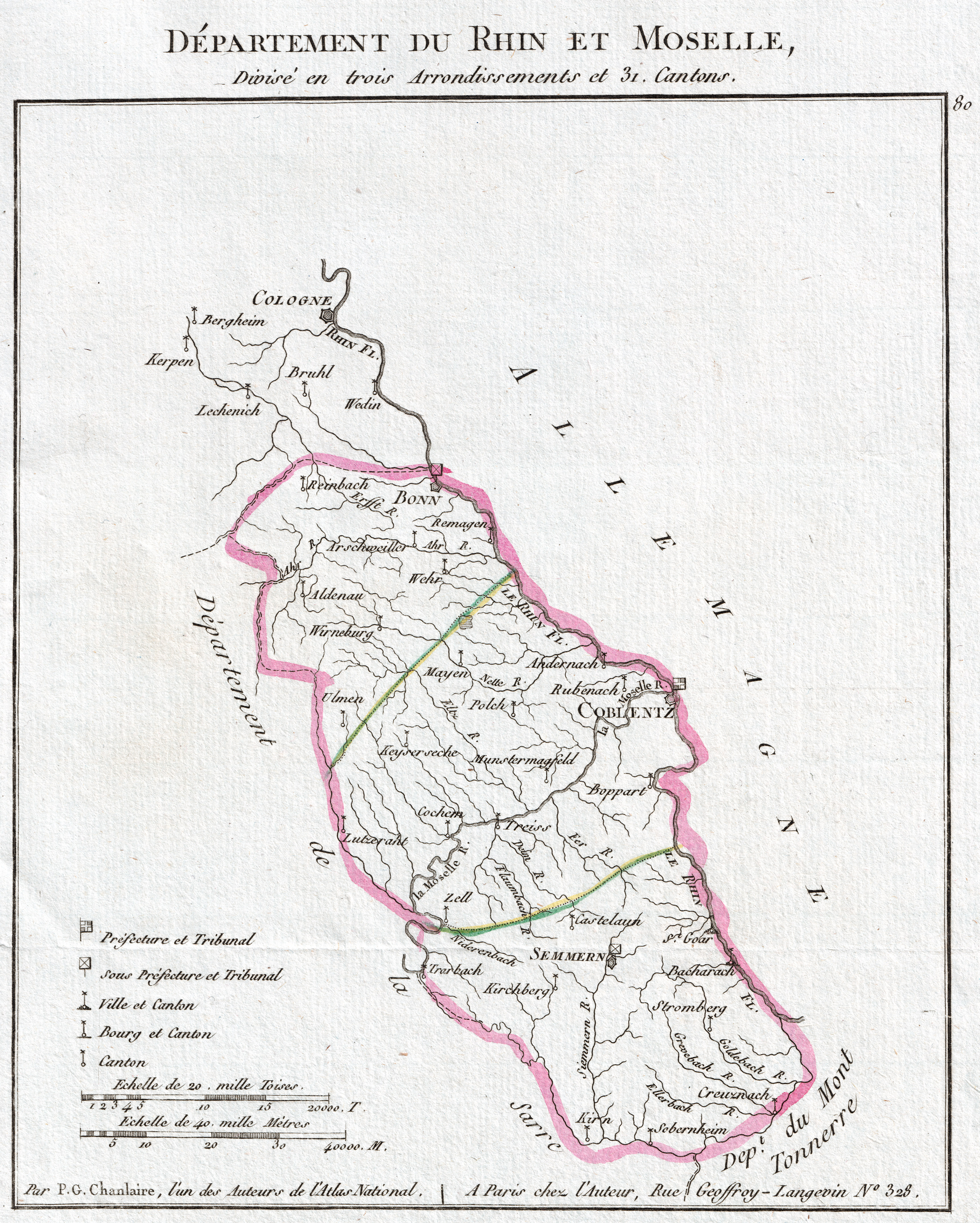
Karte des Departments Rhin-et-Moselle
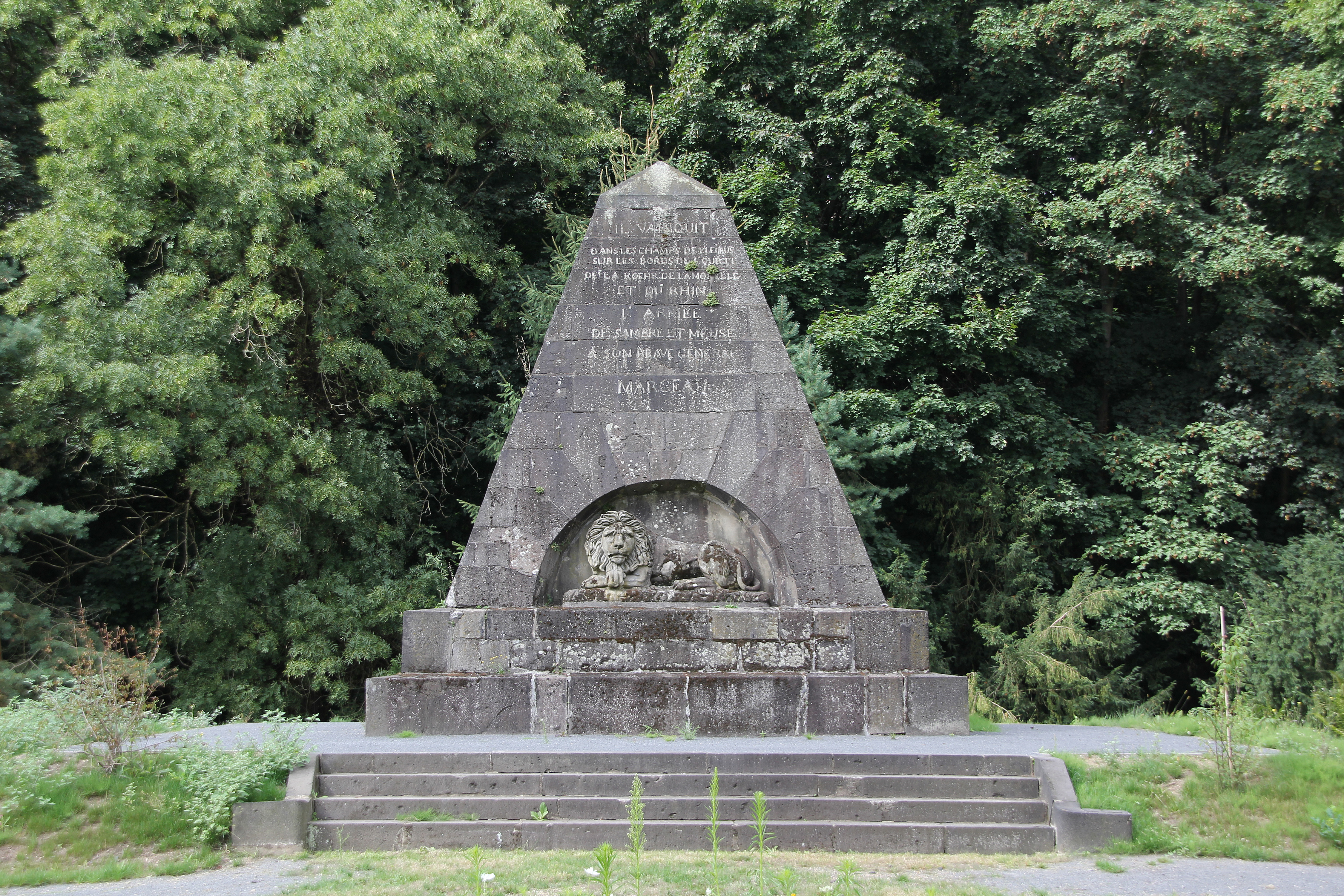
Das Marceau-Denkmal in Koblenz-Lützel
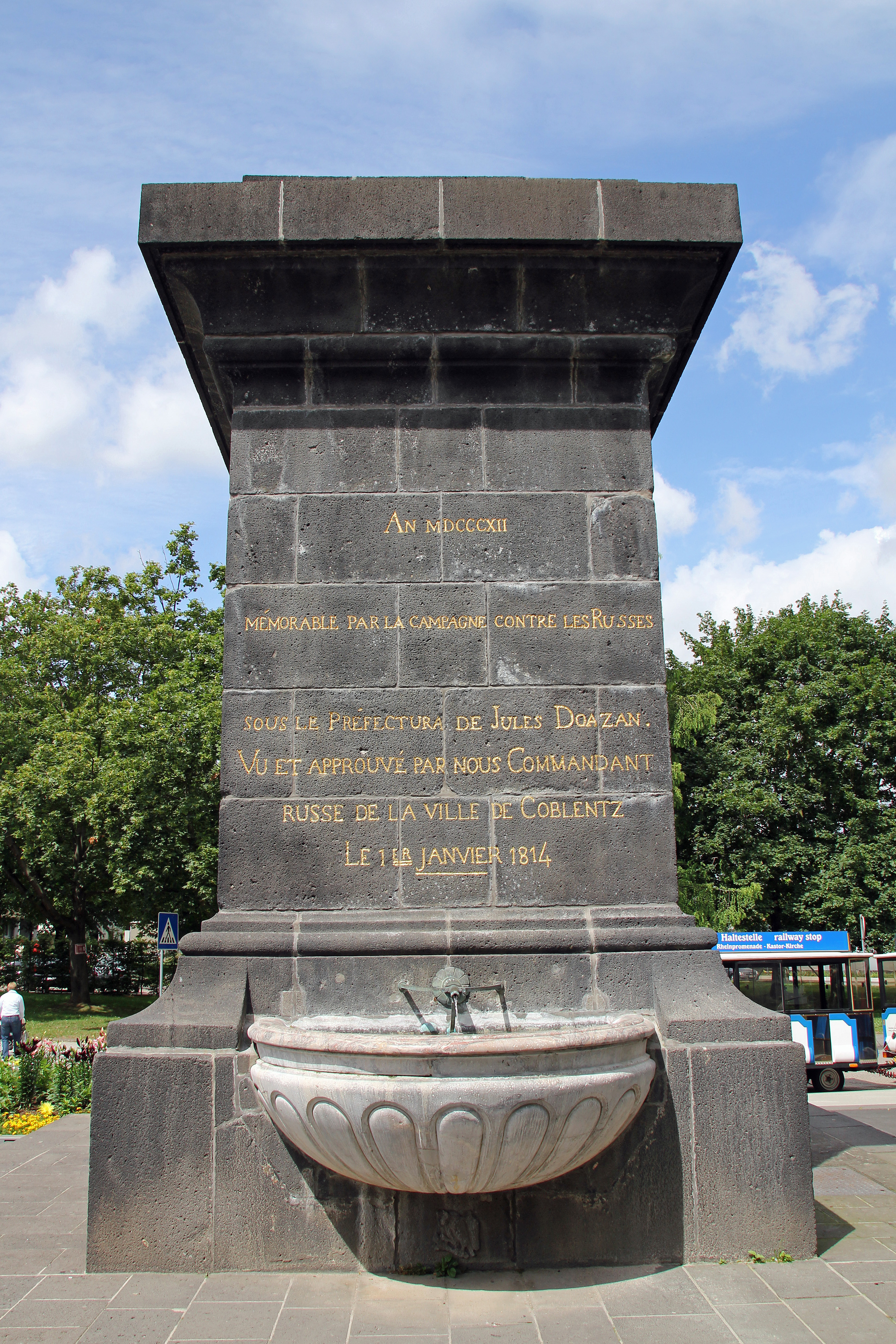
Kastorbrunnen
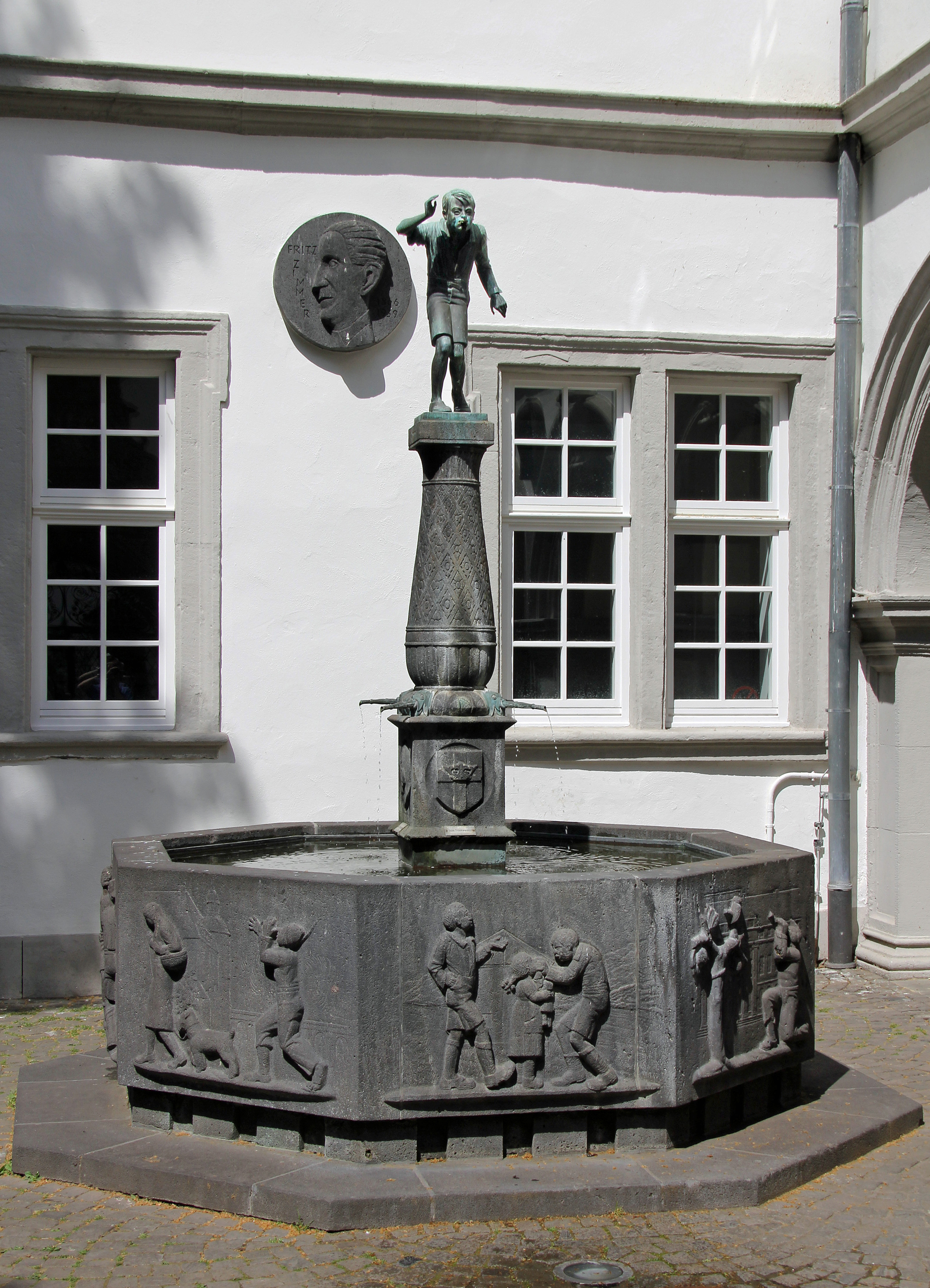
Schängelbrunnen
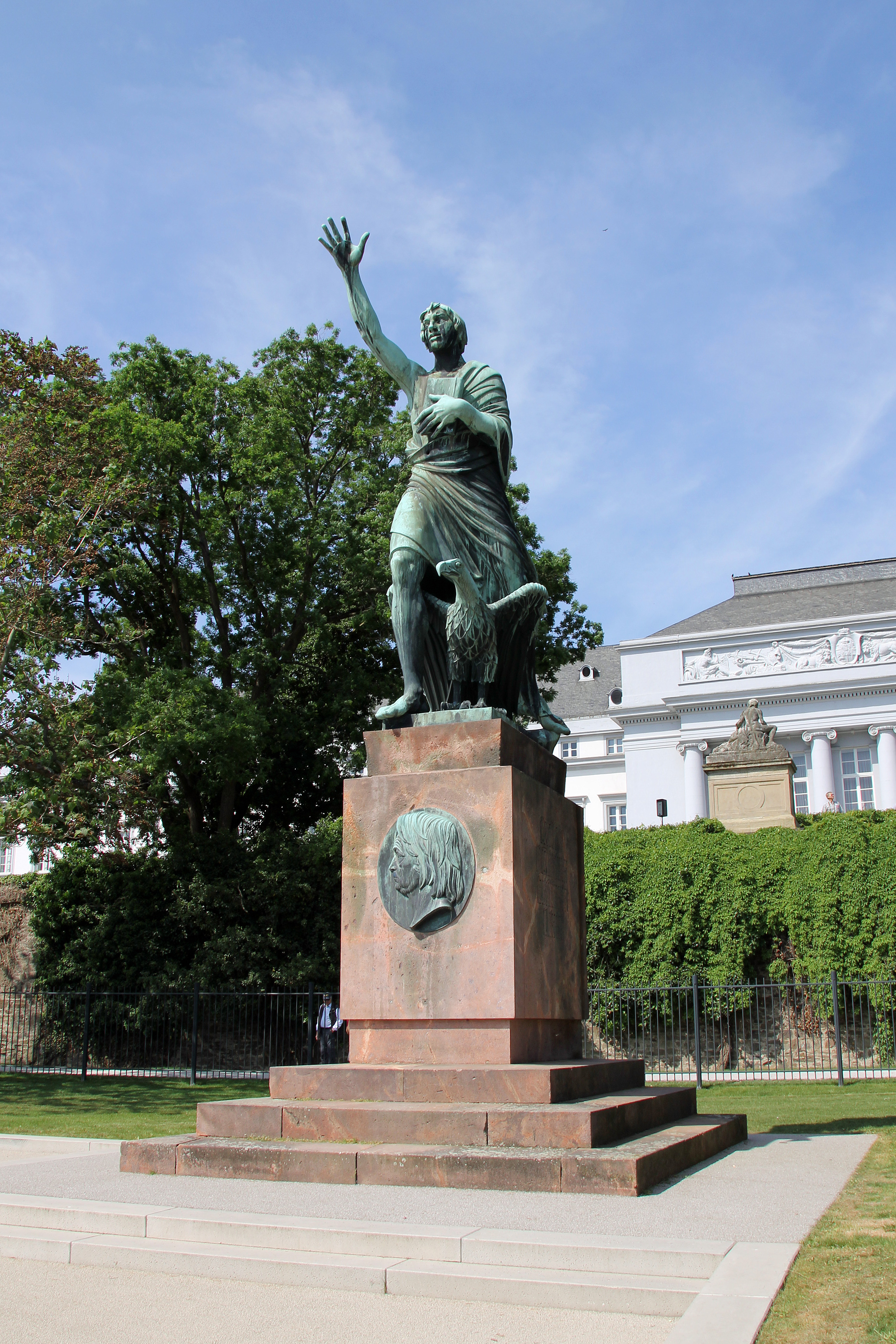
Das Joseph-Görres-Denkmal in den Rheinanlagen

## Preußische Zeit

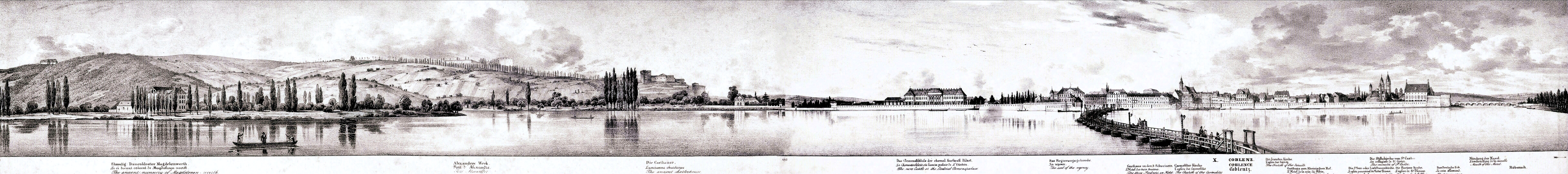
Stadtpanorama von Jakob Becker 1833

Nach Auflösung der französischen Départements am linken Rheinufer wurde das Gebiet gemeinsam von Preußen und Österreichern als Generalgouvernement Mittelrhein provisorisch verwaltet. Als Ergebnis des Wiener Kongresses von 1814/15 gingen die rheinischen Besitztümer des Trierer Kurstaates und damit auch Koblenz auf das Königreich Preußen über. Am 23. April 1815, wurde in Koblenz das Besitzergreifungspatent des preußischen Königs Friedrich Wilhelm III. vom 5. April 1815 durch Johann Josef Mazza an die Einwohner feierlich bekannt gemacht. Koblenz wurde 1815 zunächst Hauptstadt der preußischen Provinz Großherzogtum Niederrhein, ab 1822 Hauptstadt der Rheinprovinz (bis 1947). Neben den staatlichen Verwaltungsbehörden für diese Provinz waren hier das VIII. preußische Armeekorps sowie das Konsistorium der evangelischen Landeskirche (bis 1934) beheimatet. Am 23. Januar 1814 begann Joseph Görres mit der Herausgabe des Rheinischen Merkur, der europaweite Aufmerksamkeit erregte. Die Zeitung wurde aber schon bald wegen ihrer liberalen Einstellung und der Kritik an den deutschen Herrschern zensiert und verboten.
Am 11. März 1815 erließ König Friedrich Wilhelm III. die „Order zur Neubefestigung der Stadt Coblenz und der Festung Ehrenbreitstein“. In den folgenden Jahren entstand die Festung Koblenz, eines der umfangreichsten Festungssysteme Europas, gebaut nach modernsten Erkenntnissen, der so genannten „Neupreußischen“ oder „Neudeutschen Befestigungsmanier“. Die Stadt erhielt eine neue Stadtumwallung, die Höhenzüge um die Stadt wurden mit massiven Festungsbauten versehen. An der Stelle der alten kurfürstlichen Festung auf dem Ehrenbreitstein, die flächenmäßig größer war als der Nachfolgerbau, errichteten die Militäringenieure Gustav von Rauch und Ernst Ludwig von Aster eine weitläufige Zitadelle, die bis heute das Stadtbild beherrscht. Es entstand mit der Festung Ehrenbreitstein das größte militärische Bollwerk am Rhein, eine der stärksten Bastionen, die heute noch fast vollständig erhalten geblieben ist.
Als weitere Festungsanlagen wurde in Koblenz das Fort Asterstein im heutigen Stadtteil Asterstein, die Feste Kaiser Franz in Lützel und die Feste Kaiser Alexander mit dem vorgelagerten Fort Konstantin auf der Karthause errichtet. Von den zu den Festungen gehörenden Fleschen ist heute nur noch ein Teil der Neuendorfer Flesche in Neuendorf und der Moselflesche in Lützel erhalten geblieben.
Mit Bau der Festung Koblenz mit ihren weit auseinander liegenden Festungen und Forts, besonders auf der linken Rheinseite, genügte der einzige Rheinübergang mittels der alten „Fliegenden Brücke“ nicht mehr den Ansprüchen. So wurde 1819 eine gebogene Schiffbrücke zwischen Koblenz und Ehrenbreitstein erbaut. Auf 36 hölzernen Kähnen überspannte die Fahrbahn den Rhein in einer Länge von 325 Metern. Es wurden zwei oder drei Joche ausgefahren, um Schiffen die Durchfahrt zu ermöglichen. Im Jahr 1841 erfolgte ein Umbau zu einer geraden Schiffbrücke, die bis zu ihrer Zerstörung im Zweiten Weltkrieg 1945 den Rhein überbrückte.

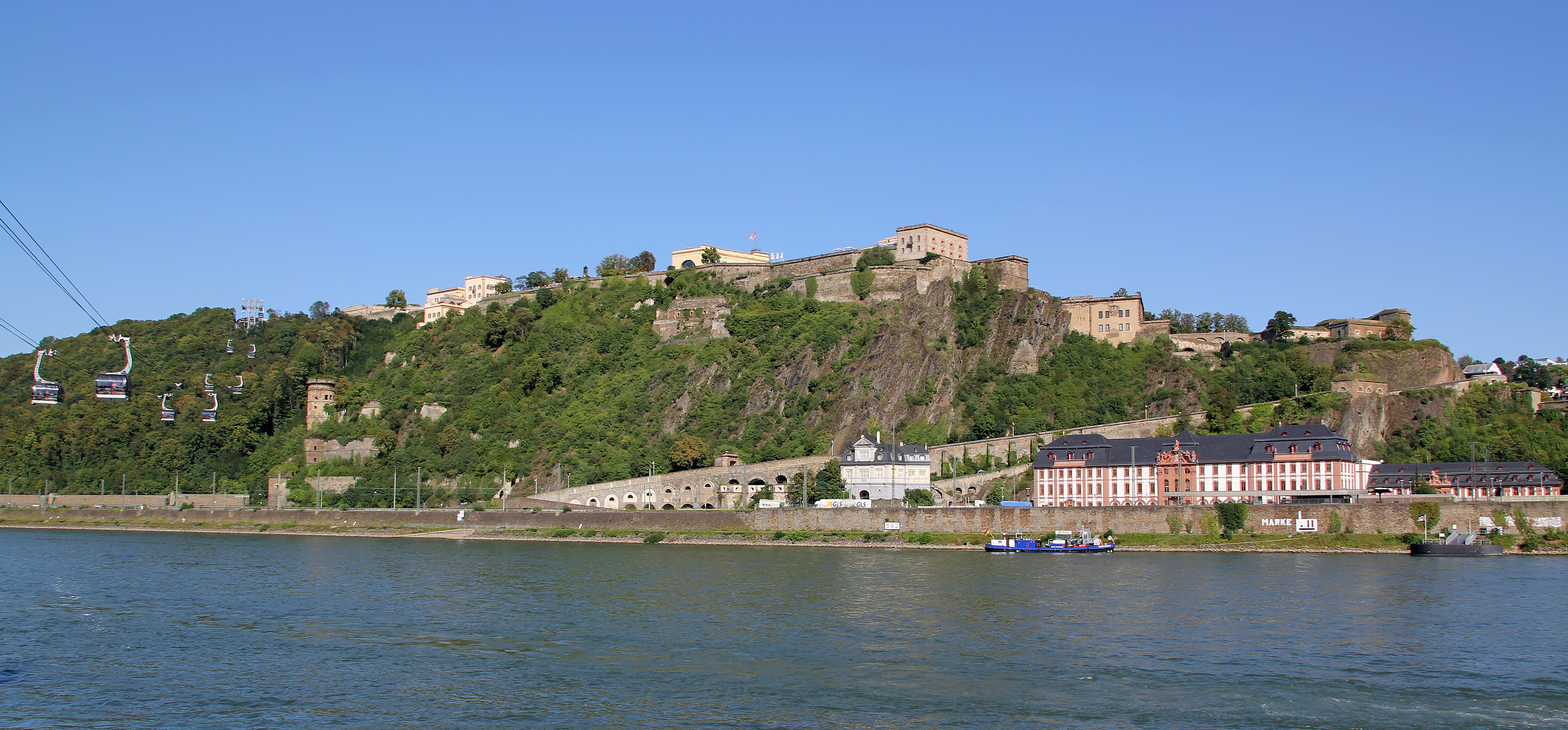
Die preußische Festung Ehrenbreitstein
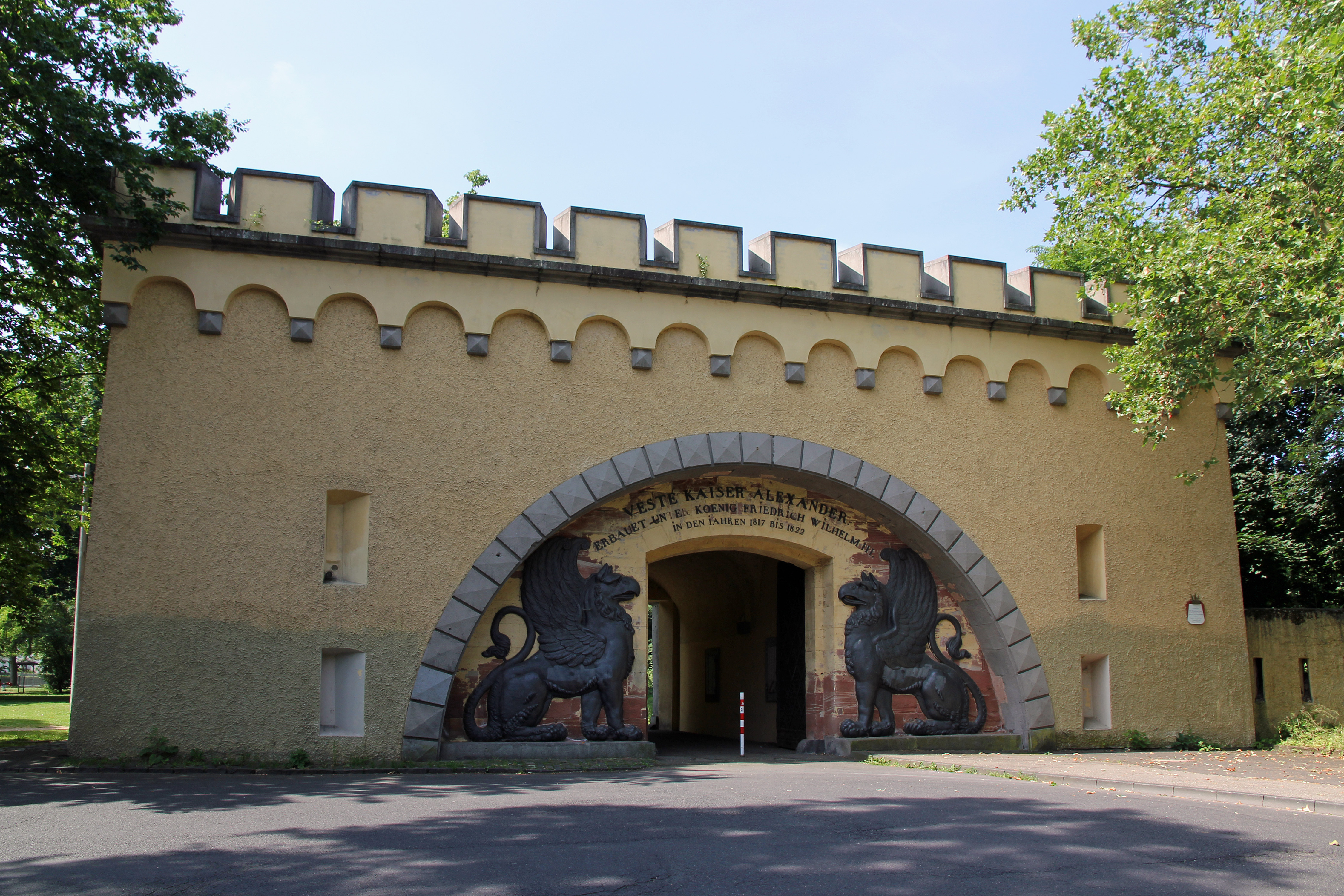
Das Löwentor der Feste Kaiser Alexander
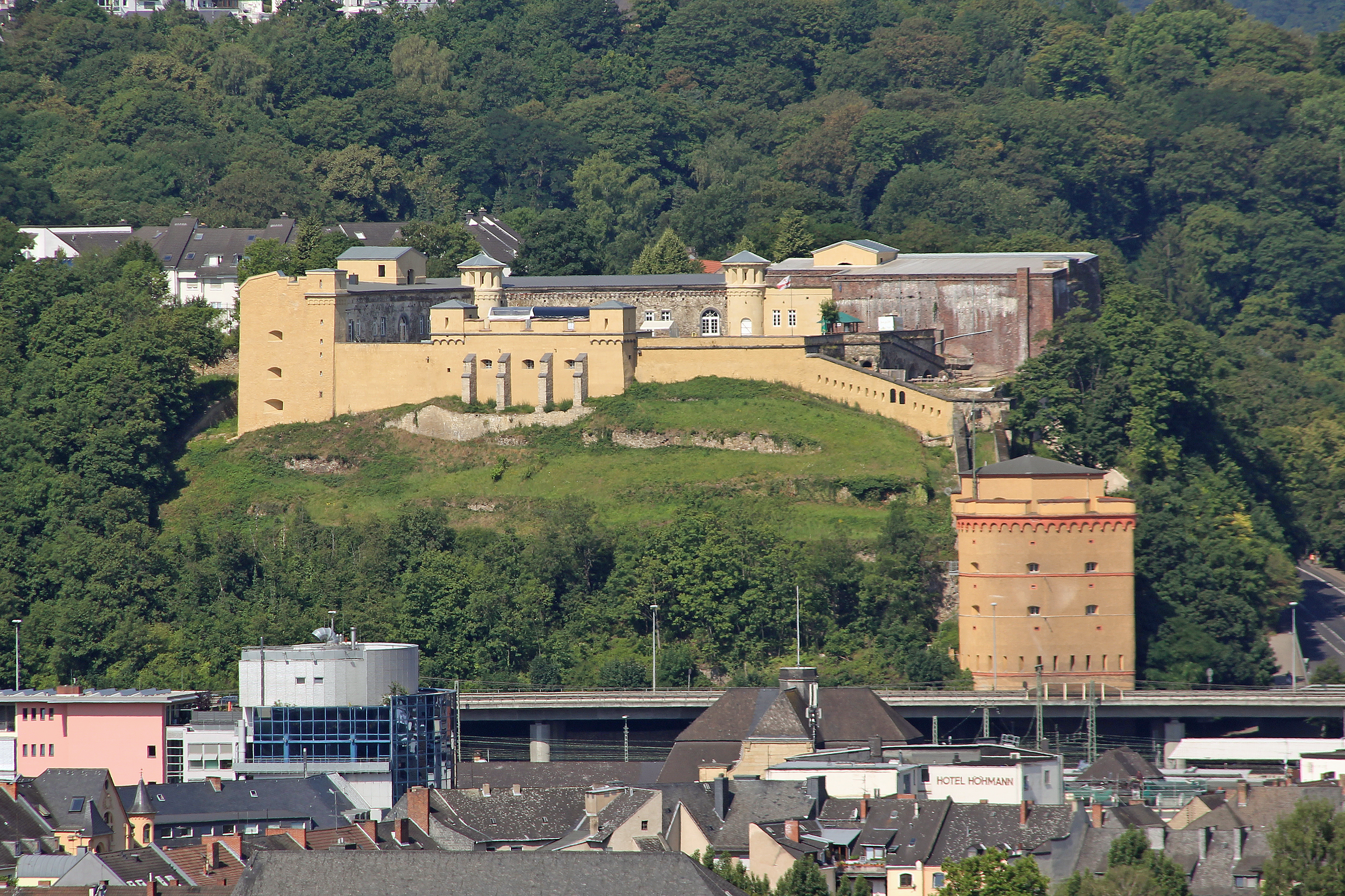
Fort Großfürst Konstantin
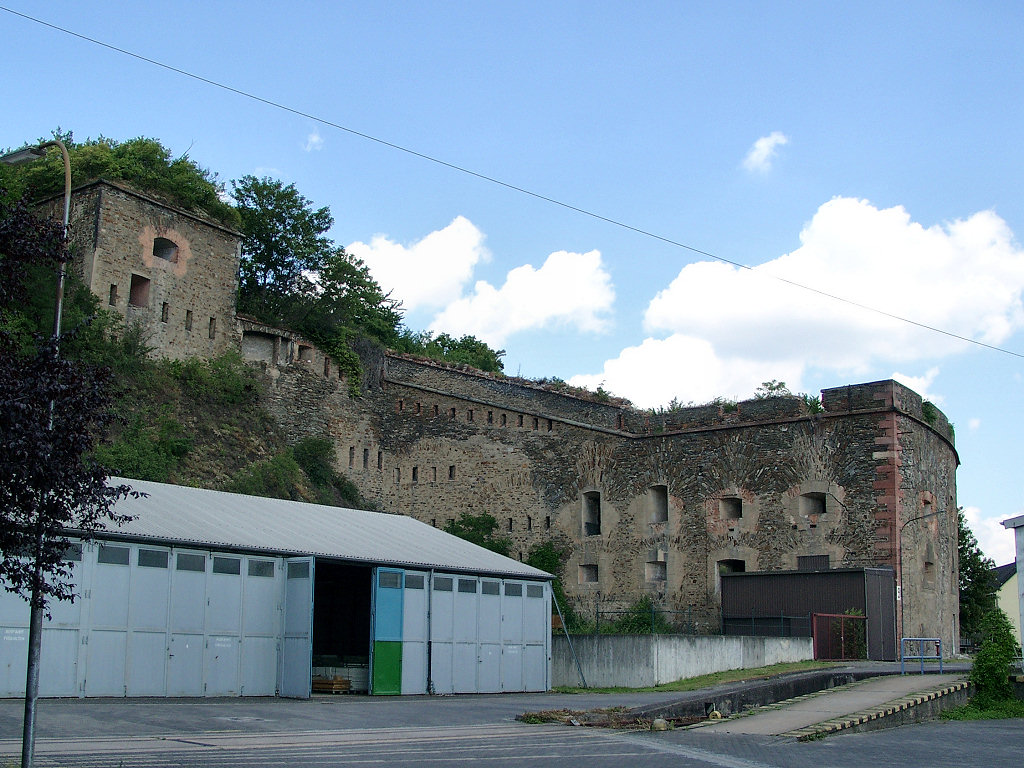
Feste Kaiser Franz
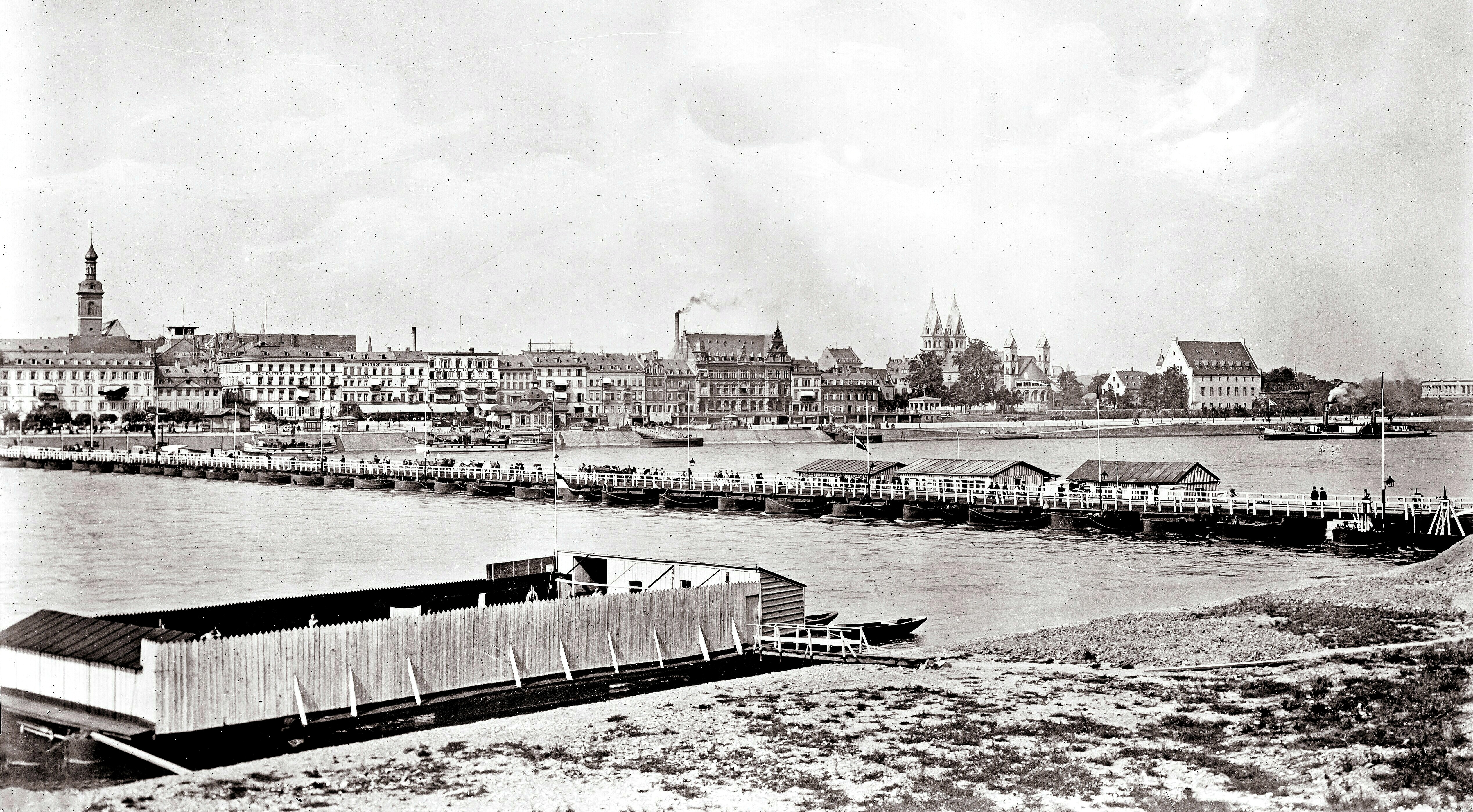
Schiffbrücke über den Rhein, vor 1912

Die Stadt Koblenz schenkte 1815 dem Kronprinzen Friedrich Wilhelm IV. die Ruinen der Burg Stolzenfels, die dieser jedoch erst 1823 annahm. Drei Jahre später ließ er von dem Architekten Johann Claudius von Lassaulx die klassizistisch-neuromanische Pfarrkirche errichten. Dieser baute die Burg als Sommersitz wieder auf. Bis 1842 entstand unter Mitwirken Karl Friedrich Schinkels das heutige Schloss. Unverkennbar sind die Einflüsse der englischen Neugotik und Schinkels romantischer Stil. Am 14. September 1842 zog König Friedrich Wilhelm IV. schließlich in das Schloss ein.
Von 1823 bis 1911 war das Kurfürstliche Schloss am Rheinufer Sitz des Oberpräsidenten der preußischen Rheinprovinz und des Friedensgerichts. In den Jahren 1850 bis 1858 amtierte hier als preußischer Militärgouverneur der Prinz von Preußen, der spätere Kaiser Wilhelm I., mit seiner Gattin Augusta. Augusta ließ ab 1856 die später nach ihr benannten Rheinanlagen als Park anlegen. Sie war auch Gönnerin des katholischen Pfarrers Johann Baptist Kraus und unterstützte tatkräftig seine Bestrebungen, in Arenberg einen Wallfahrtsort zu begründen. Dieses brachte der liberal eingestellten Augusta in Berlin viel Kritik ein. In Arenberg entstanden von 1845 bis 1872 eine Wallfahrtskirche und die nach ihrem Begründer benannten Pfarrer-Kraus-Anlagen, einer Landschaftsbilderbibel als Naturpark angelegt. Kaiserin Augusta besuchte alljährlich bis wenige Wochen vor ihrem Tod im Januar 1890 das Schloss und die Stadt Koblenz, ihr „rheinisches Potsdam“.

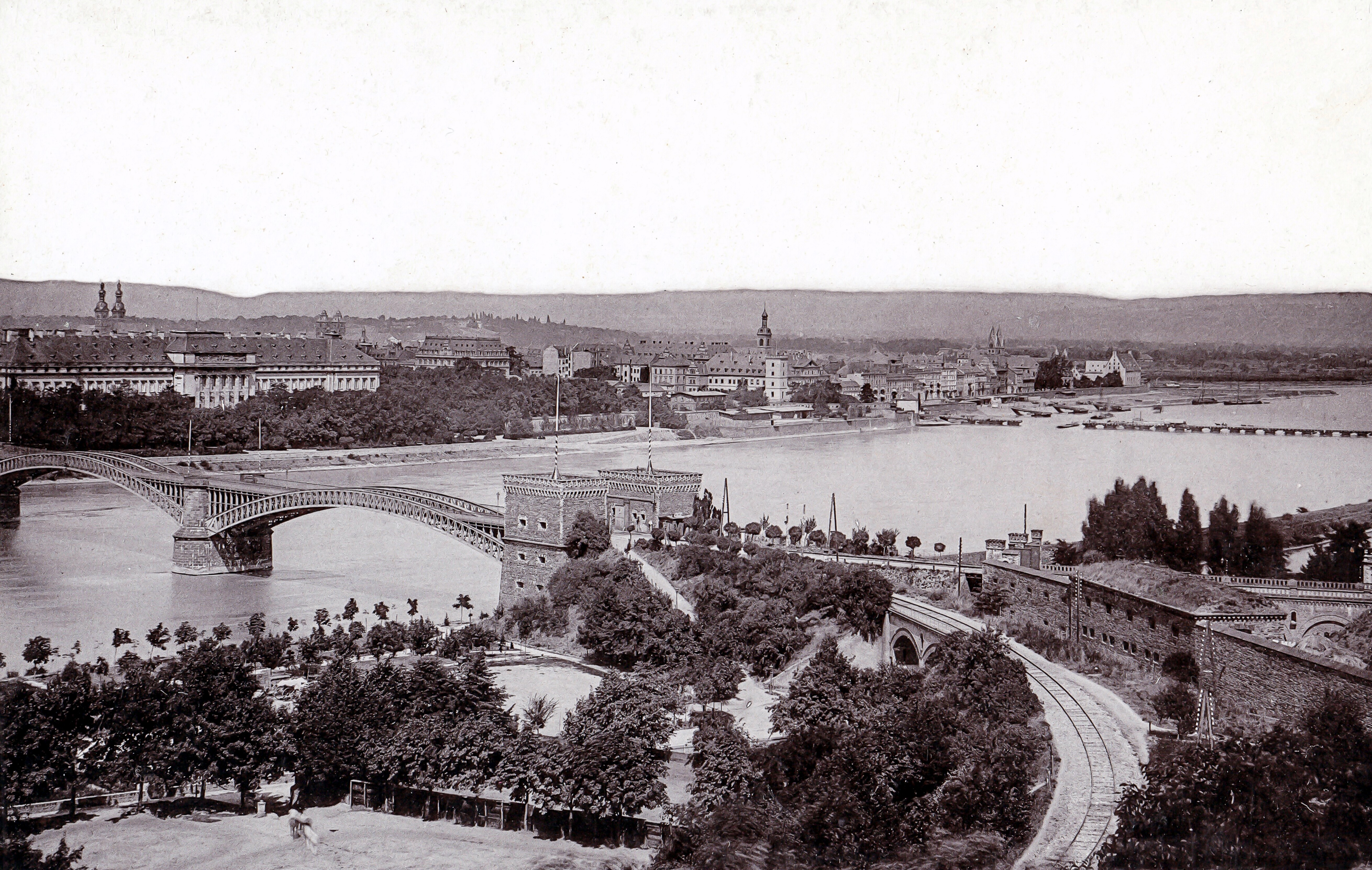
Koblenz vom rechten Rheinufer, im Vordergrund die Pfaffendorfer Eisenbahnbrücke, 1890

Die erste Eisenbahn der Rheinischen Eisenbahngesellschaft fuhr am 11. November 1858 über die neu erbaute Moseleisenbahnbrücke auf der linken Rheinstrecke im Rheinbahnhof in der Fischelstraße ein. Ab 1864 wurde das Eisenbahnnetz weiter ausgebaut und die Pfaffendorfer Brücke über den Rhein in Anwesenheit des preußischen Königspaares eingeweiht. Sie war zunächst eine reine Eisenbahnbrücke und verband die linke mit der rechten Rheinstrecke. Während der Bauzeit der Pfaffendorfer Brücke wurde als Zwischenlösung zur vorzeitigen Verbindung der linken mit der rechten Rheinstrecke das Trajekt Stolzenfels–Oberlahnstein eingesetzt. Die letzten Eisenbahnzüge überquerten die Pfaffendorfer Brücke Anfang des Ersten Weltkrieges im August 1914. Im Jahre 1932 wurde der völlige Umbau der Pfaffendorfer Brücke begonnen, welches sich zu einem kompletten Neubau entwickelte. Im Oktober 1878 erfolgte die Einweihung der Gülser Moseleisenbahnbrücke. Im Jahr darauf konnte mit Vollendung der Horchheimer Eisenbahnbrücke über den Rhein der Ausbau des Koblenzer Eisenbahnnetzes abgeschlossen werden. Die erste Straßenbahn der Coblenzer Straßenbahn-Gesellschaft verkehrte ab 1887 in der Stadt. Zunächst war sie eine Pferdebahn, wurde dann aber ab 1899 elektrifiziert und erhielt die Gelegenheit, ihr Verkehrsnetz über die Pfaffendorfer Brücke auf der rechten Rheinseite auszubauen.
Mit der Zunahme der Bevölkerung und zahlreicher Typhusfälle in der Stadt war es an der Zeit, die Hygiene in der Stadt neu zu ordnen. Die Wasserversorgung in Koblenz wurde bis ins 19. Jahrhundert über Ziehbrunnen sichergestellt. Bereits 1847 wurde das erste Gaswerk im Rauental in Betrieb genommen. Der Siegeszug der Gas- und später auch der Dieselmotoren beflügelte dieses Vorhaben. Einher ging ebenfalls die Entwicklung der Kanalisation in den 1880er Jahren. Oberbürgermeister Karl Heinrich Lottner beauftragte den Ingenieur Ernst Grahn mit dem Bau des ersten Wasserwerks auf dem Oberwerth. Die erste mit Gasmotoren betriebene Pumpstation wurde 1885–1886 erbaut und versorgte das 27 km lange Rohrnetz der Stadt mit einem Mix aus Grundwasser und Uferfiltrat.
Die Stadtbefestigung wurde ab 1890 wegen der fortschreitenden Kriegstechnik aufgegeben und vollständig abgerissen. Die Festungen in Koblenz verloren an militärischer Bedeutung, blieben aber bis zum Ersten Weltkrieg in Funktion. Danach wurden sie zum Teil geschleift oder verwahrlosten. Vollständig erhalten blieb nur die Festung Ehrenbreitstein. Das Siedlungsgebiet der Stadt konnte nun erstmals aus den engen Stadtgrenzen ausbrechen. Die städtebauliche Entwicklung der nächsten Jahre war wesentlich durch den Stübben-Plan von 1889 geprägt. Der bedeutende preußische Städteplaner sah in seinem Plan eine Erweiterung der Stadt Koblenz nach Westen (Goldgrube, Rauental) und nach Süden (Südliche Vorstadt) hin vor. Große Teile seines Plans, vor allem die großzügigen Verkehrsachsen im Westen, wurden aber nicht umgesetzt.
Einige Wochen nach dem Tode Kaiser Wilhelms I. im Jahre 1888 wurde in Koblenz und zugleich auch in der preußischen Provinzialverwaltung der Gedanke geboren, dem „verewigten Fürsten“ als besonderen Dank ein Denkmal zu errichten. Die letzte Entscheidung für den Standort des Denkmals überließ man dem jungen Kaiser Wilhelm II., der sich 1891 für den Zusammenfluss von Rhein und Mosel als Errichtungsstelle des Denkmals entschied. Die kleine Insel im Mündungsbereich, mit deren Hilfe Mitte des 19. Jahrhunderts ein kleiner Sicherheitshafen mit Molenverbindung zum Festland angelegt worden war, wurde als Gebiet für die Denkmalsgründung ausgewiesen. Durch Zuschüttung dieses Hafens wurde das notwendige Gelände geschaffen. In der Zeit von 1893 bis 1897, nachdem eine Million Mark zur Verfügung stand, wurde das Monument nach Entwürfen von Professor Emil Hundrieser und des Architekten Bruno Schmitz errichtet. Die Gesamthöhe beträgt 37 Meter und ist somit sogar einen Meter höher als das Niederwalddenkmal in Rüdesheim. Am 31. August 1897 wurde das Kaiser-Wilhelm-Denkmal der Rheinprovinz am Deutschen Eck in Anwesenheit von Kaiser Wilhelm II. seiner Bestimmung übergeben. Von nun an verlagerte sich im allgemeinen Sprachgebrauch der Name Deutsches Eck von der Deutschordensballei auf das neue Denkmal.

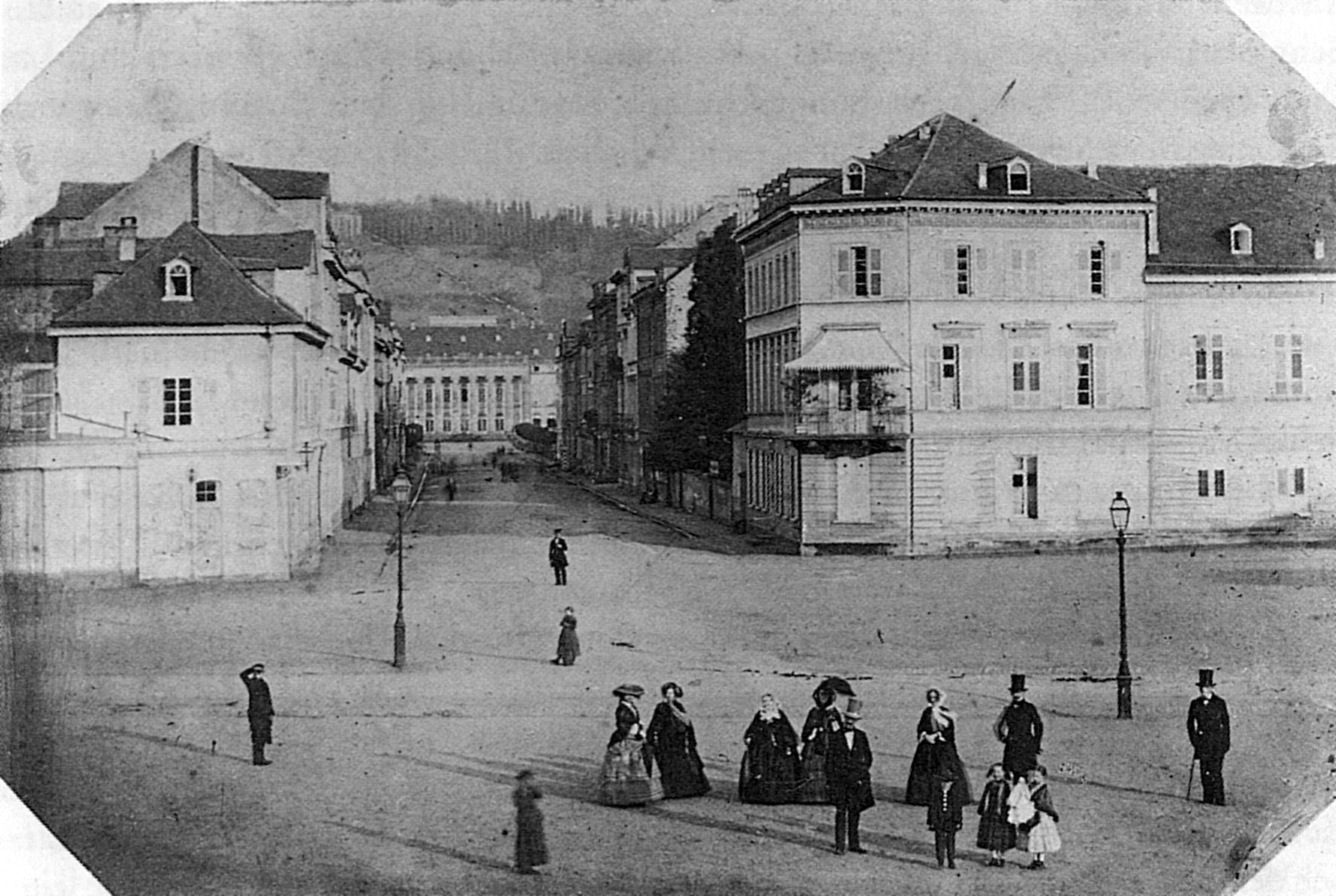
Löhrrondell um 1850, eines der ältesten Fotografien von Koblenz
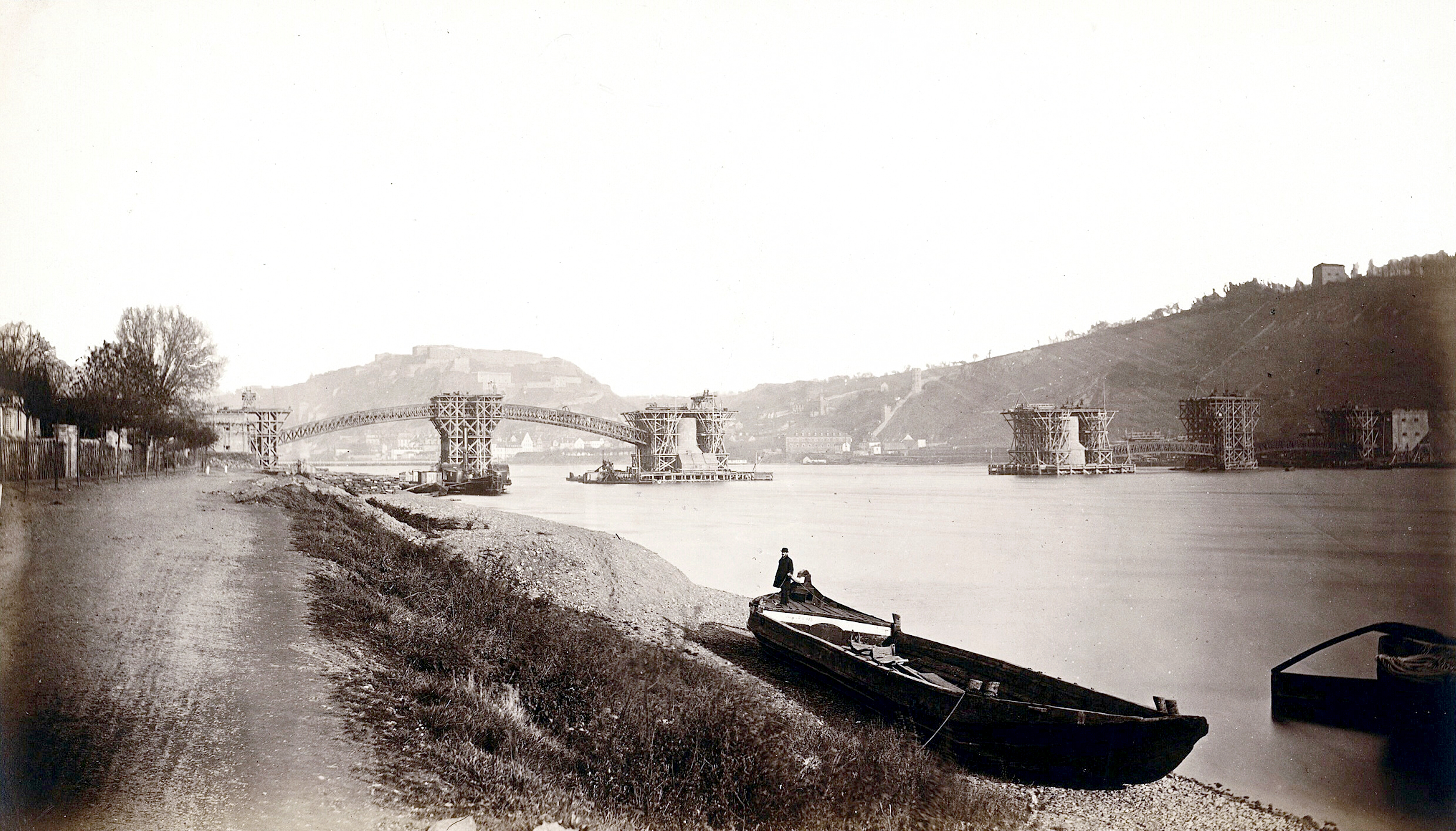
Bau der Pfaffendorfer Brücke über den Rhein 1863, dahinter die Festung Ehrenbreitstein
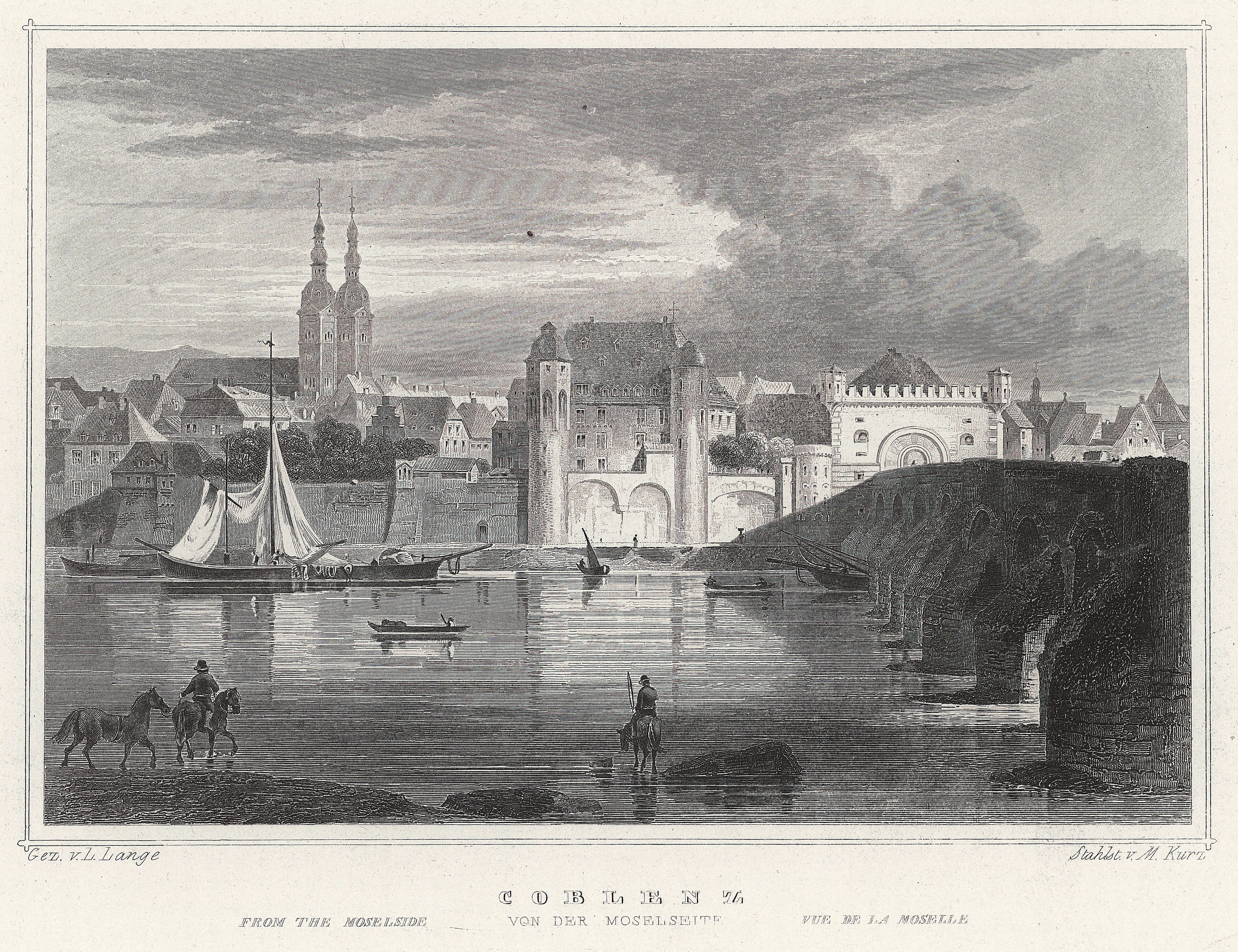
Koblenz, Ansicht von der Moselseite, im 19. Jahrhundert
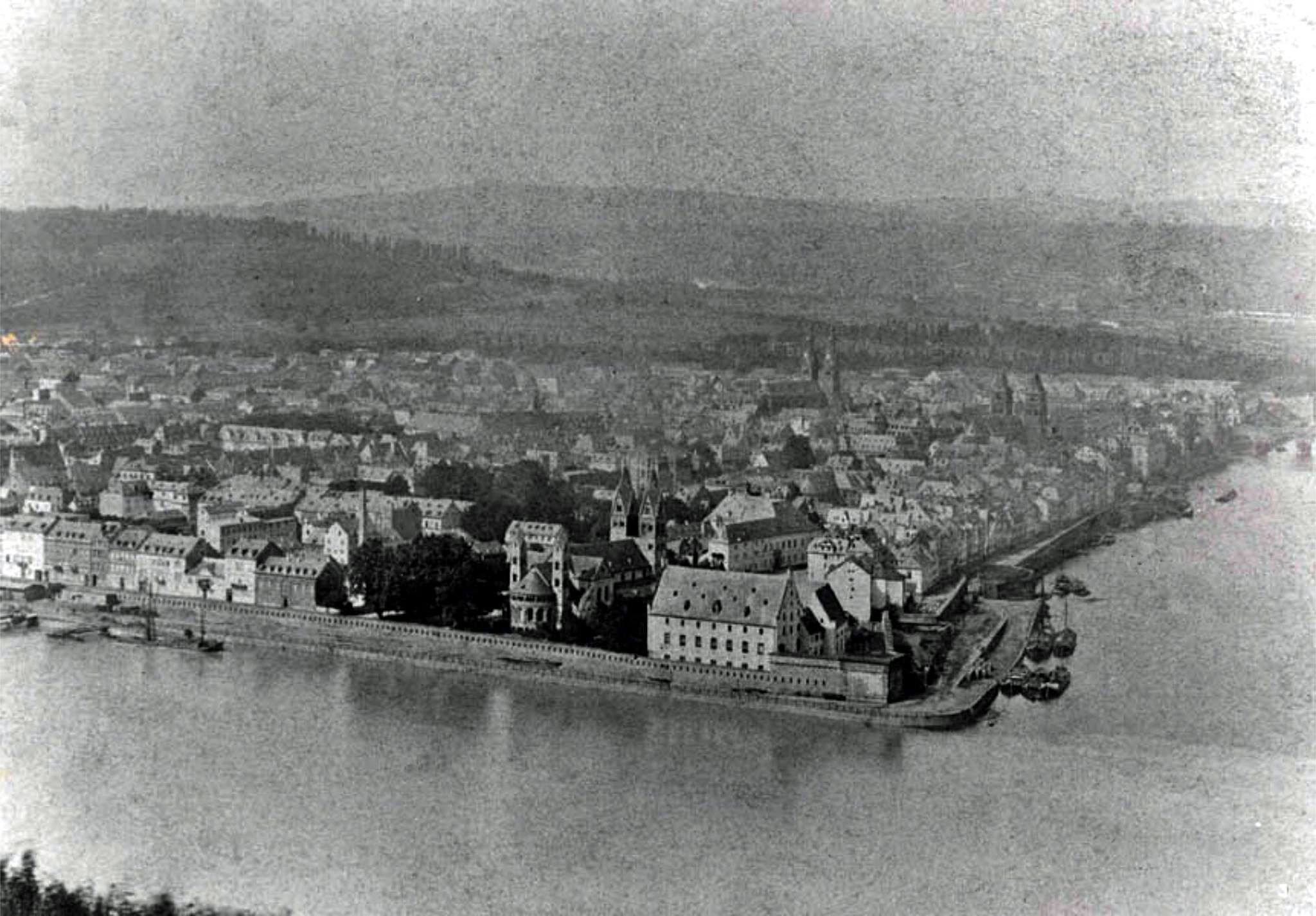
Koblenz um 1875
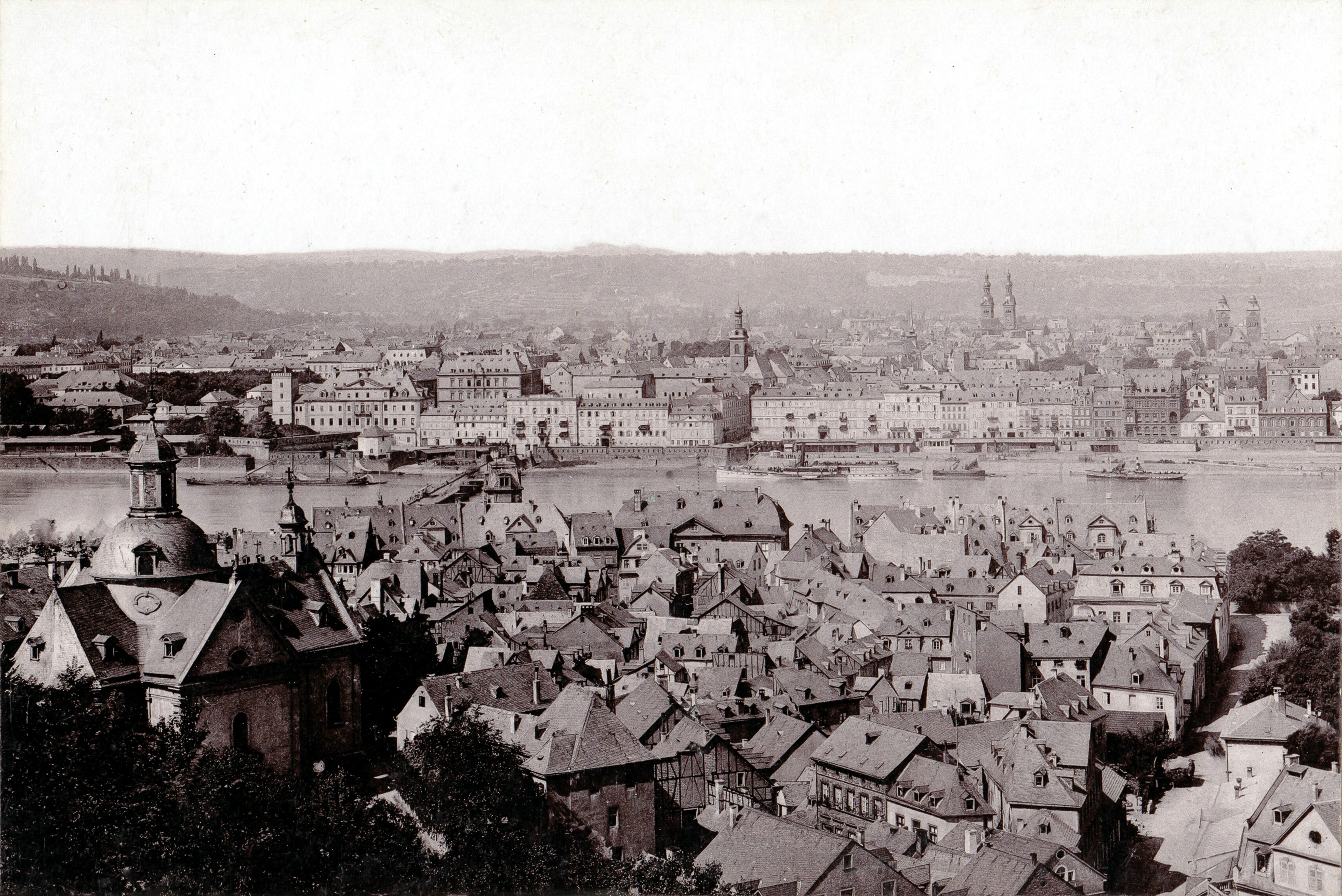
Ehrenbreitstein und Koblenz 1888
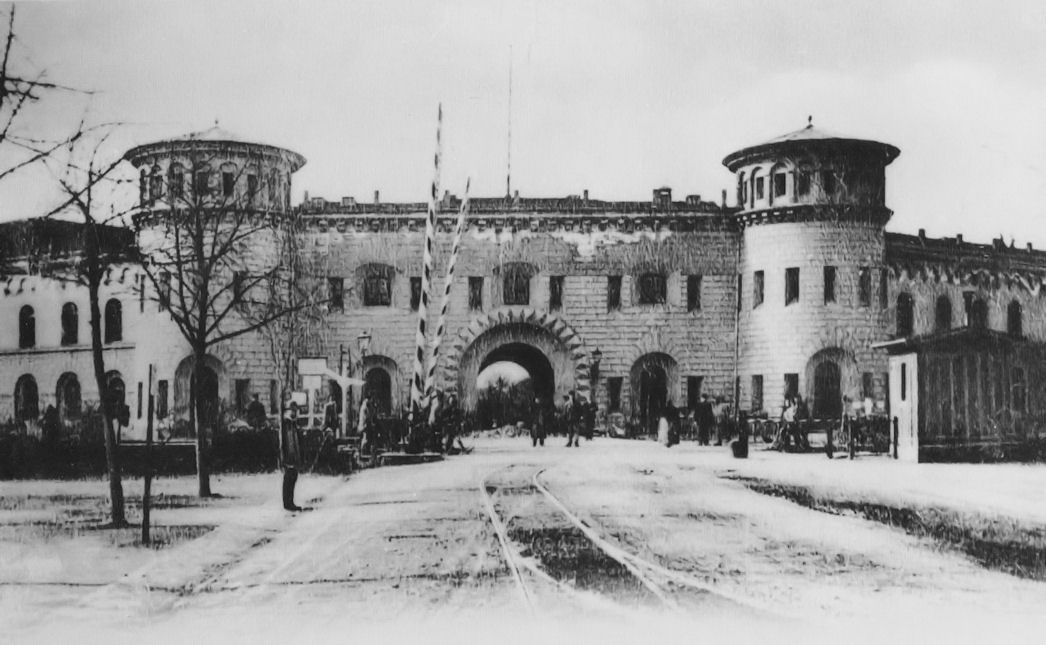
Das „Mainzer Tor“ der preußischen Stadtbefestigung um 1880
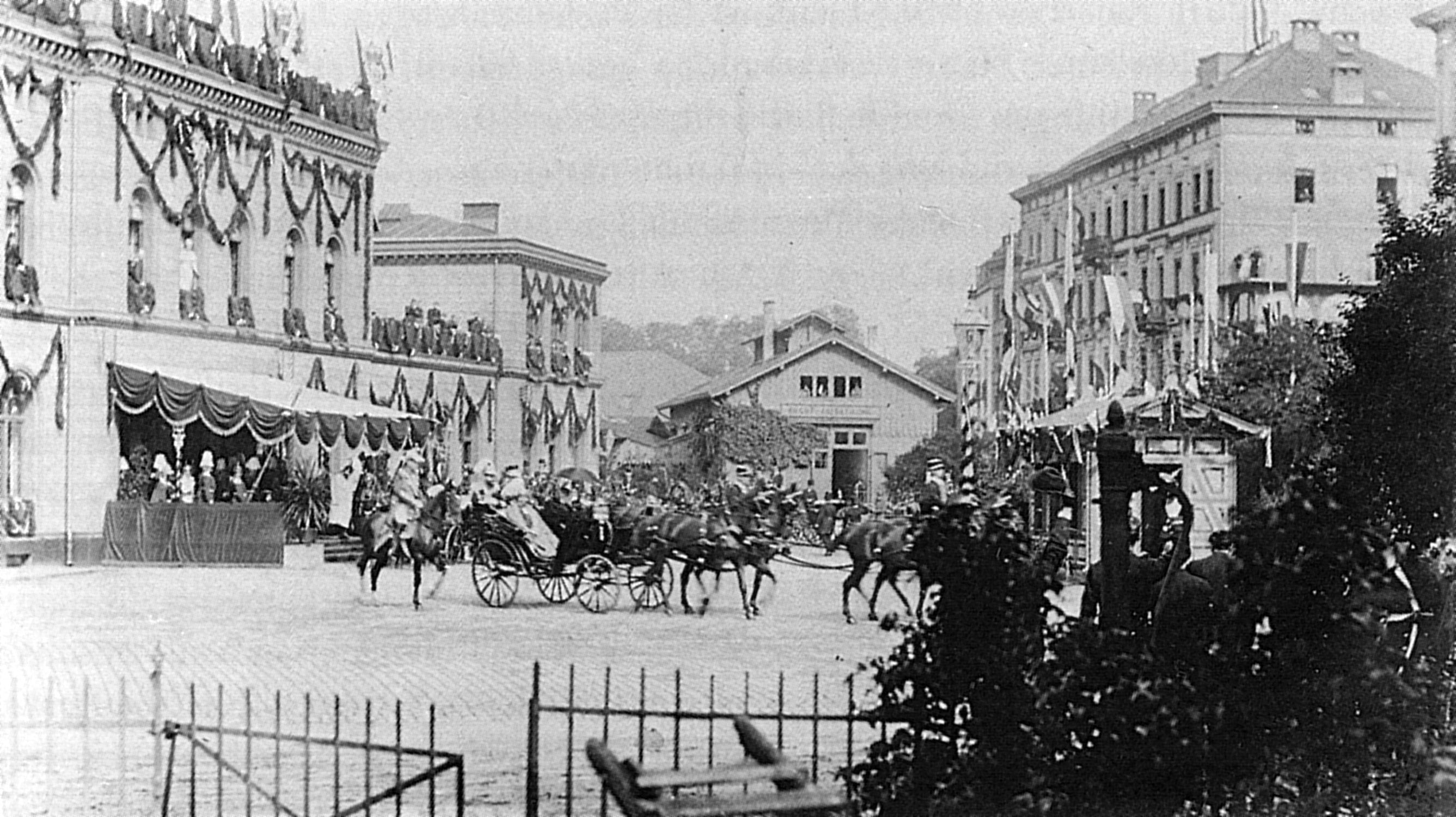
Ankunft von Kaiser Wilhelm II. auf dem Rheinbahnhof 1893
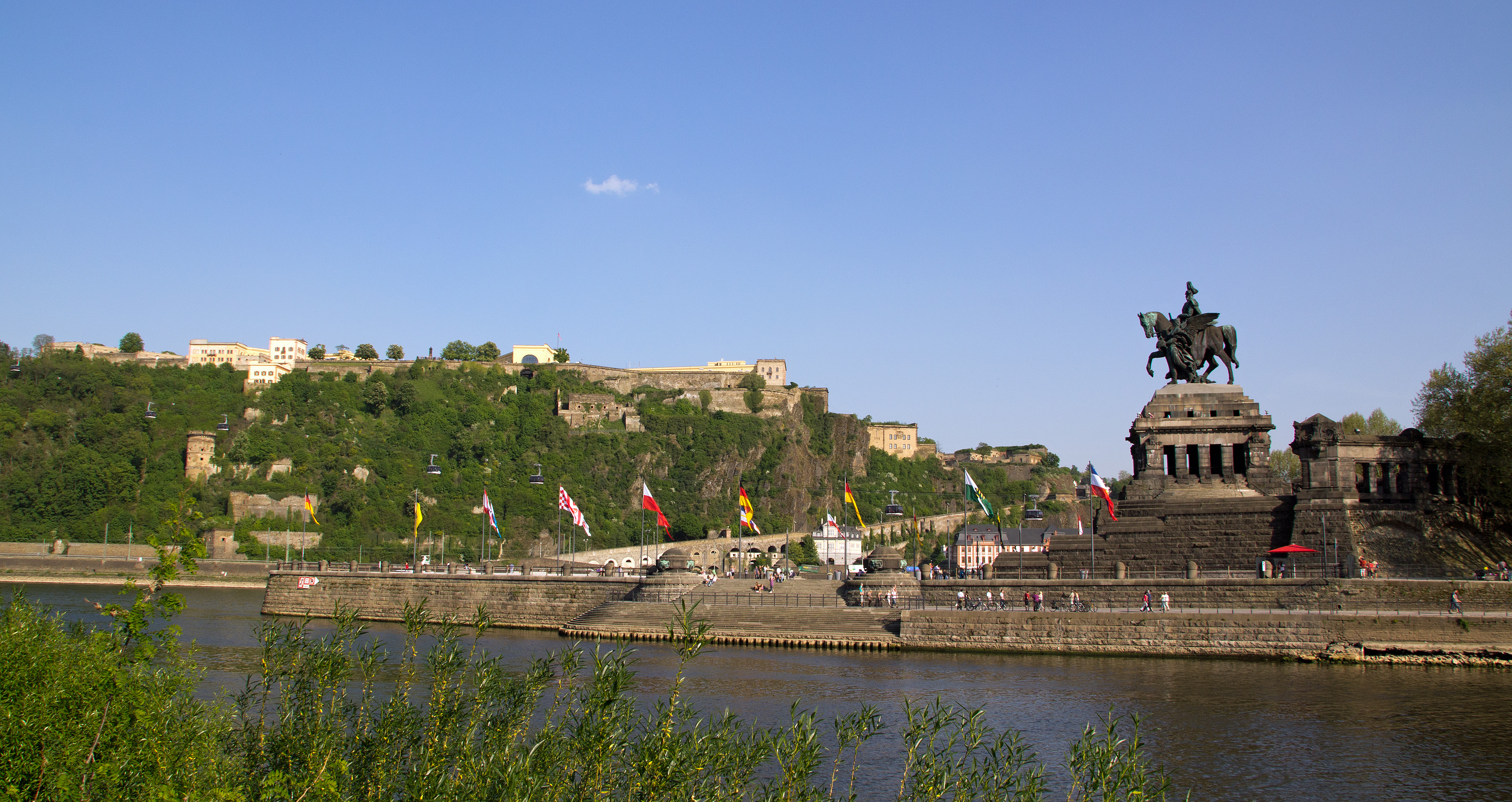
Kaiser-Wilhelm-Denkmal der Rheinprovinz am Deutschen Eck

## 20. Jahrhundert
Gleich zu Anfang des 20. Jahrhunderts gab es in Koblenz große bauliche Veränderungen. Nach der Aufgabe der preußischen Stadtbefestigung entstanden an Stelle des Walls zwei große Ringe, der Kaiserin-Augusta-Ring (heute Moselring) und der Kaiser-Wilhelm-Ring (heute Friedrich-Ebert-Ring). Direkt am ehemaligen Löhrtor wurde von 1900 bis 1903 nach Plänen des späteren Mainzer Dombaumeisters Ludwig Becker die katholische Herz-Jesu-Kirche im neuromanischen Stil erbaut. Südlich des ehemaligen Walls wuchs rasch ein neues Siedlungsgebiet heran. Rund um die 1897 erbaute katholische St.-Josef-Kirche und dem ersten evangelischen Kirchenneubau der Stadt, der 1904 erbauten Christuskirche, entstanden schmuckvolle Bürgerhäuser der Gründerzeit. Der kleine Rheinbahnhof in der Fischelstraße wurde aufgegeben und in der neuen Südlichen Vorstadt entstand von 1899 bis 1902 nach Plänen von Fritz Klingholz ein prächtiger Hauptbahnhof. Das Rheinufer zwischen dem Kurfürstlichen Schloss und dem Deutschen Eck wurde 1902–1913 mit repräsentativen Gebäuden bebaut. So entstand hier das Oberpräsidium der Rheinprovinz, das preußische Regierungsgebäude für den Regierungsbezirk Koblenz und das im neoklassizistischen Stil errichtete Hotel Koblenzer Hof.
Den Brandschutz übernahm seit 1852 eine Freiwillige Feuerwehr in Koblenz. Die erste Berufsfeuerwehr wurde am 1. Oktober 1911 im alten Rathaus Am Plan aufgestellt. Dort blieb die Feuerwache bis zu ihrem Umzug 1973 in ein modernes Gebäude im Rauental. Auf dem riesigen Exerzierplatz südlich der 1903 aufgegebenen Feste Kaiser Alexander landete am 7. Oktober 1909 mit der Parseval 3 das erste Luftschiff in Koblenz. Hier entstand das 1913 eröffnete Flugfeld Koblenz-Karthause, das bis 1965 in Betrieb war und durch die Eröffnung des Flugplatzes Koblenz-Winningen 1971 ersetzt wurde.
Mit Beginn des Ersten Weltkriegs war Koblenz ein Verkehrsknotenpunkt für den Aufmarsch der Soldaten an die Westfront. Aber auch Munition und Verpflegung wurde mit der Eisenbahn über Koblenz nach Frankreich transportiert. Bis zu 40.000 Soldaten befanden sich zeitweise in der Stadt. Im August 1914 kamen bereits die ersten verwundeten und verstümmelten Soldaten mit Lazarettzügen zurück, um in Koblenzer Krankenhäusern behandelt zu werden. Am 31. Juli 1914 wurde der Belagerungszustand über die Festung Koblenz verhängt. Kaiser Wilhelm II. befehligte im Großen Hauptquartier, das vom 16. bis 30. August 1914 im Kaiser-Wilhelm-Realgymnasium eingerichtet wurde, mit seinen Generälen die deutschen Armeen. Die Versorgungssituation wurde im Verlaufe des Krieges für die Koblenzer Bevölkerung immer schlechter. Der Winter 1916/17 ging als Steckrübenwinter in die Geschichte ein. Es fanden die ersten Luftangriffe auf Koblenz statt, bei dem Angriff vom 12. März 1918 kamen 12 Menschen ums Leben.

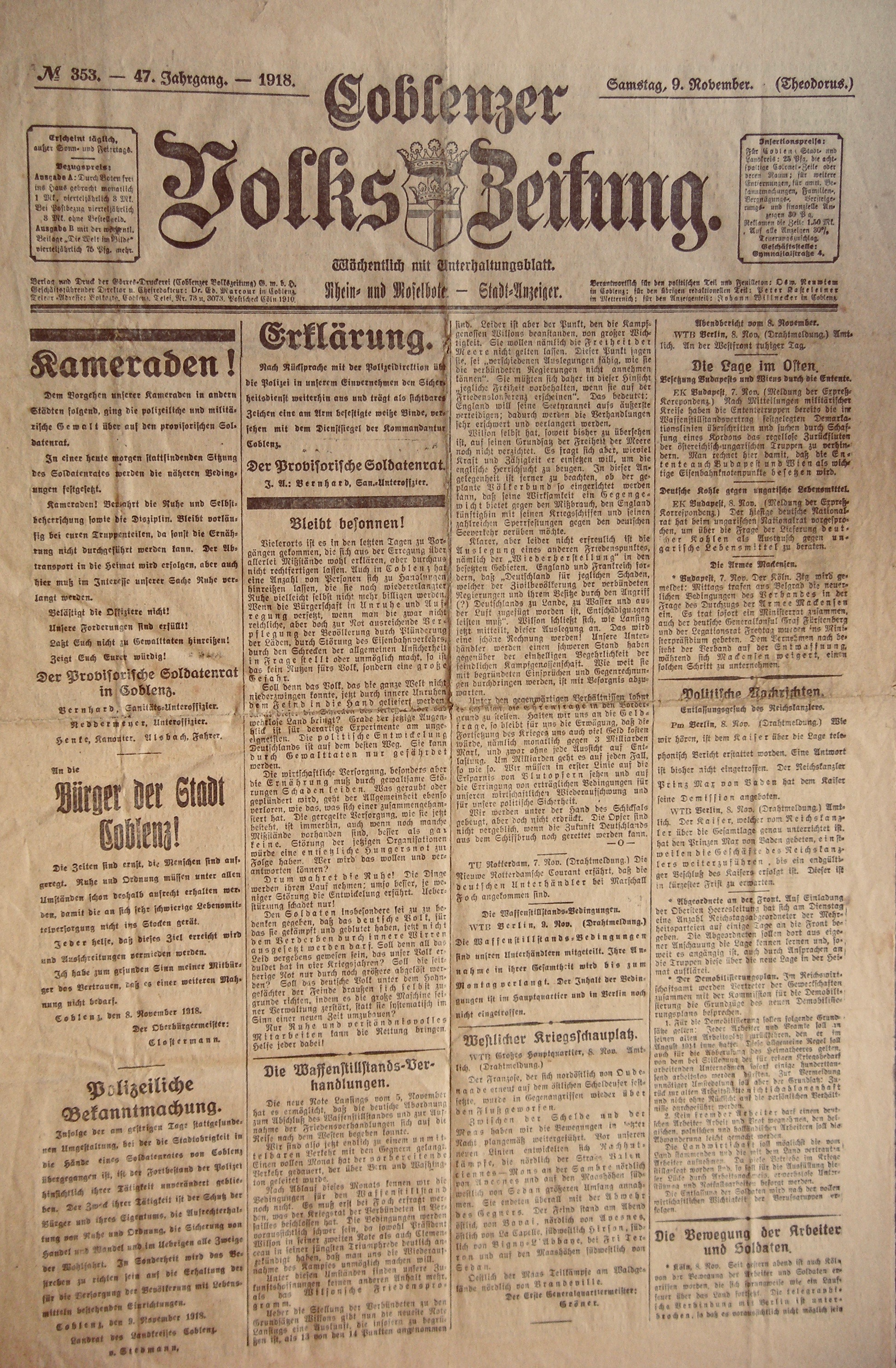
Am 9. November 1918 veröffentlicht die Coblenzer Volkszeitung Aufrufe des Arbeiter- und Soldatenrats und berichtet über das nahe Kriegsende

Unmittelbar vor dem Ende des Ersten Weltkriegs, am 8. November 1918, übernahm im Zuge der Novemberrevolution auch in Koblenz ein Arbeiter- und Soldatenrat die Kontrolle über Militär und Zivilverwaltung. Noch im Dezember 1918 marschierten amerikanische Truppen der 3. US-Armee im Rahmen der Rheinlandbesetzung in die Stadt ein. General Henry Tureman Allen, Kommandeur der amerikanischen Truppen in Deutschland, hatte seinen Dienstsitz im Hotel Coblenzer Hof in Koblenz. Nach 1919 wurden viele Festungsbauwerke gemäß den Bestimmungen des Versailler Vertrags geschleift. General Allen, der sich in Koblenz vor allem um die Versorgung der hungernden Bevölkerung verdient machte, setzte sich sehr für die Erhaltung der Festung Ehrenbreitstein ein. Der Übergang der militärischen Befehlsgewalt von den Amerikanern auf die Franzosen erfolgte am 27. Januar 1923, die daraufhin in die Stadt einrückten. Die Rheinlandkommission der vier alliierten Besatzungsmächte bezog bereits 1920 ihren Sitz im Oberpräsidium der Rheinprovinz in Koblenz.
Nach der Einführung des aktiven und passiven Frauenwahlrechts wurden im Jahr 1919 erstmals weibliche Abgeordnete in den Koblenzer Stadtrat gewählt. Wegen der Inflation von 1923 wurde auch in Koblenz Notgeld herausgegeben.
In Koblenz versuchten Separatisten seit dem 21. Oktober 1923, die Macht zu übernehmen, um eine Rheinische Republik zu gründen. Es kam in den folgenden Tagen zu zahlreichen Handgreiflichkeiten mit der Ortspolizei und der Bürgerschaft. In der Nacht des 23. Oktober besetzten die Separatisten mit Unterstützung des französischen Militärs das Kurfürstliche Schloss, mussten es auf Druck des Oberbürgermeisters Karl Russell und der Ortspolizei zunächst wieder räumen und besetzten es in der folgenden Nacht erneut. In deren Folge musste Russell auf Weisung der französischen Besatzung das besetzte Rheinland für zehn Monate verlassen. Der französische Hochkommissar und Präsident der Rheinlandkommission, Paul Tirard, erkannte die Herrschaft der Separatisten unter dem designierten Ministerpräsidenten Josef Friedrich Matthes am 26. Oktober als legitime Regierung an. Die direkte Herrschaft der Separatisten endete, nachdem die Franzosen ihnen ihre Unterstützung entzogen hatten, mit dem Rücktritt von Matthes am 27. November 1923.
Im Jahr 1924 entstand in Wallersheim das Umspannwerk des RWE als Teil der Nord-Süd-Leitung, der weltweit ersten Hochspannungsleitung. In Koblenz fand 1925 die „Reichsausstellung Deutscher Wein“ statt. Das Veranstaltungsgelände zog sich von den Rheinanlagen bis zur 1898–1901 erbauten Städtischen Festhalle hin. Das Weindorf ist als Teil des Geländes bis heute erhalten geblieben. Am 26. Mai 1926 wurde die Schreibweise des Namens der Stadt von „Coblenz“ in „Koblenz“ geändert.
Die französische Besatzungsarmee verließ am 30. November 1929 Koblenz und bis 30. Juni 1930 auch das restliche Rheinland. Am 22. Juli 1930 besuchte Reichspräsident Paul von Hindenburg die Stadt anlässlich der Befreiungsfeiern. Ein tragisches Ereignis, die Brückenkatastrophe in Koblenz, machte Lützel an diesem Tag mit einem Schlag für kurze Zeit in ganz Deutschland bekannt. Am Abend kam es nach einem Feuerwerk, mit dem die Feierlichkeiten zum Abzug der Franzosen aus dem Rheinland abgeschlossen wurden, am Sicherheitshafen zu einem folgenschweren Unfall. Von den zurück strömenden Menschen überlastet, brach eine enge Behelfsbrücke im Dunkeln ein und riss 38 Personen in den Tod.

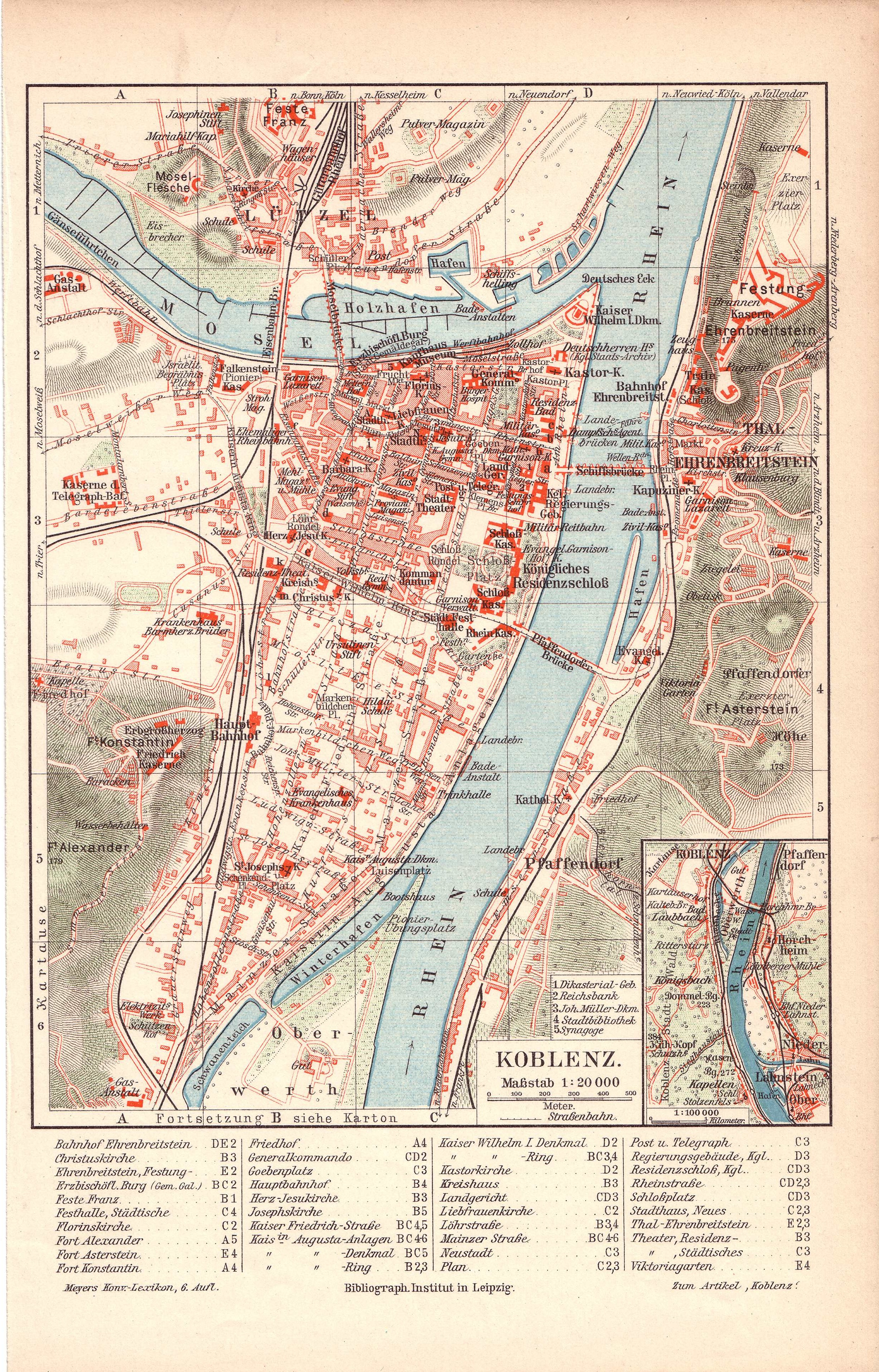
Stadtplan von 1905
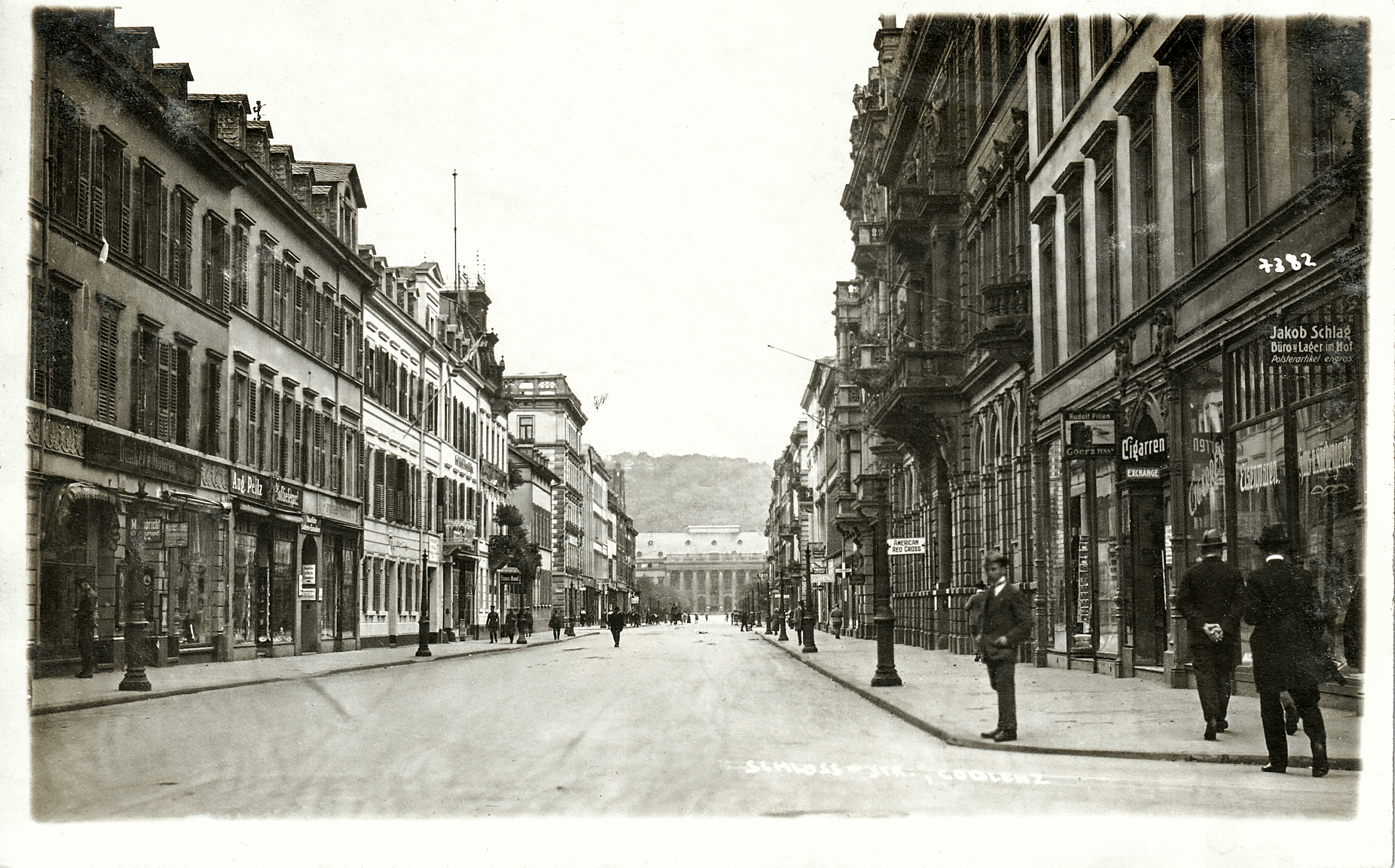
Blick in die Schloßstraße, 1921
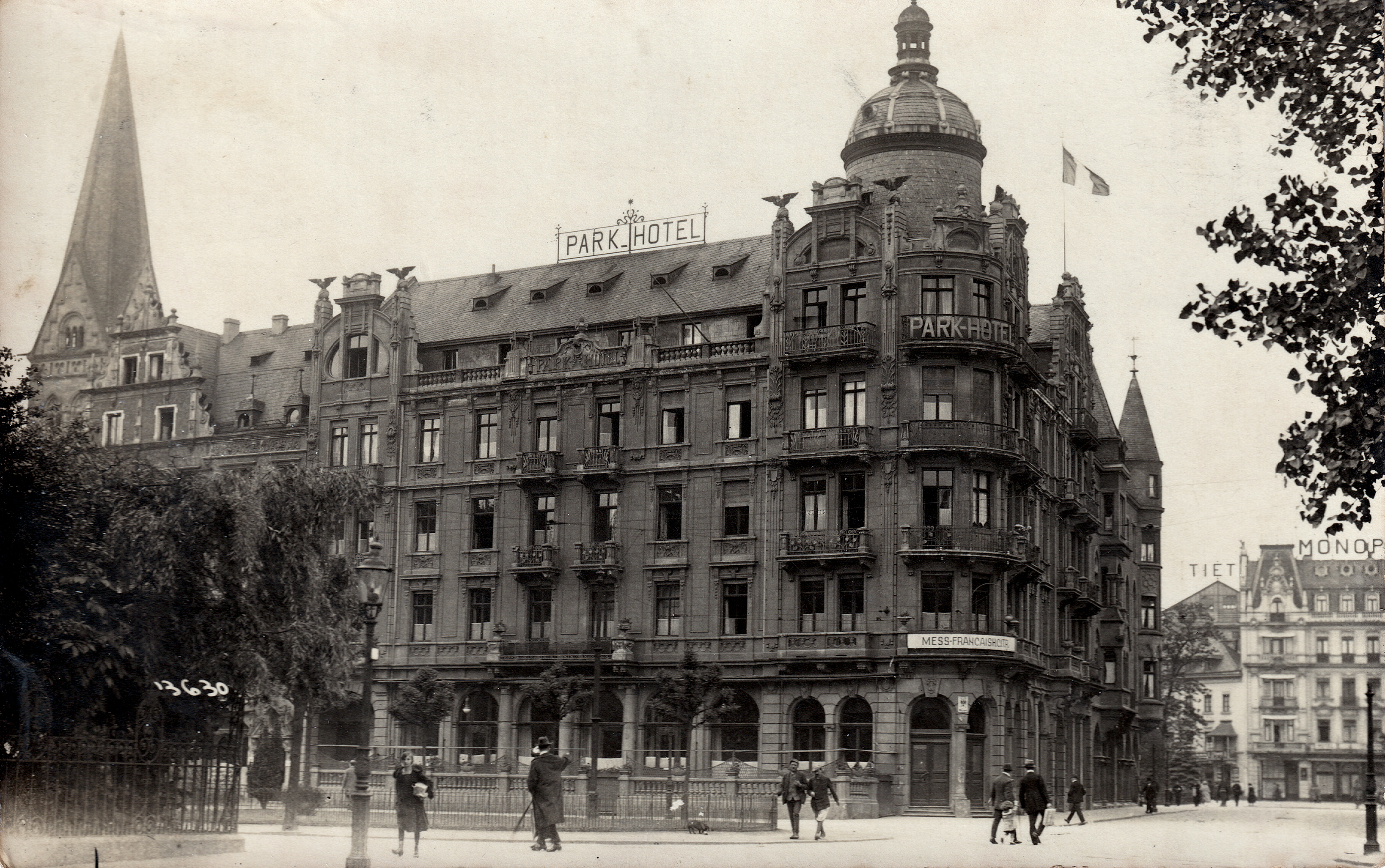
Das repräsentative Park-Hotel am Kaiser-Wilhelm-Ring, 1923
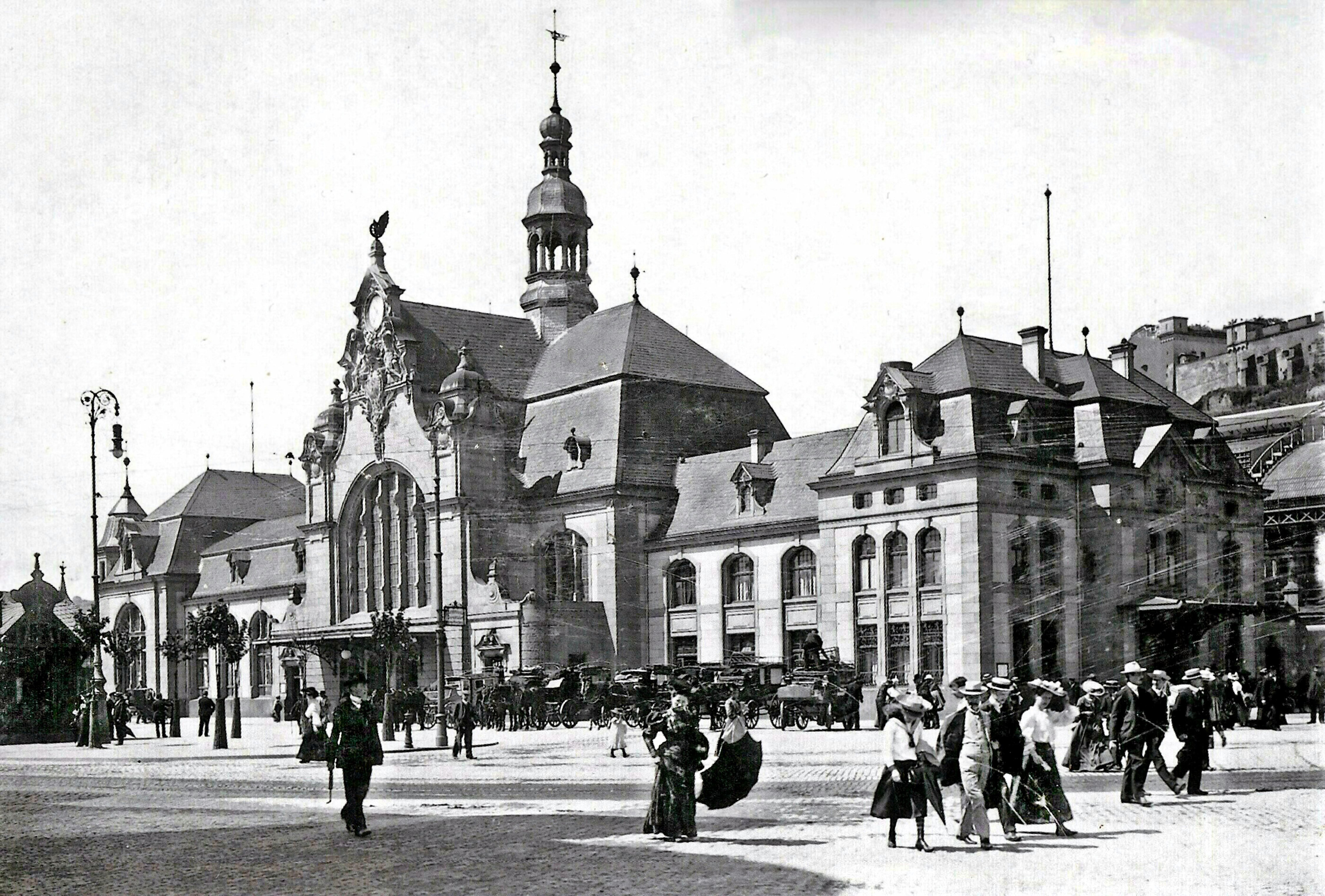
Koblenz Hauptbahnhof im Jahre 1905
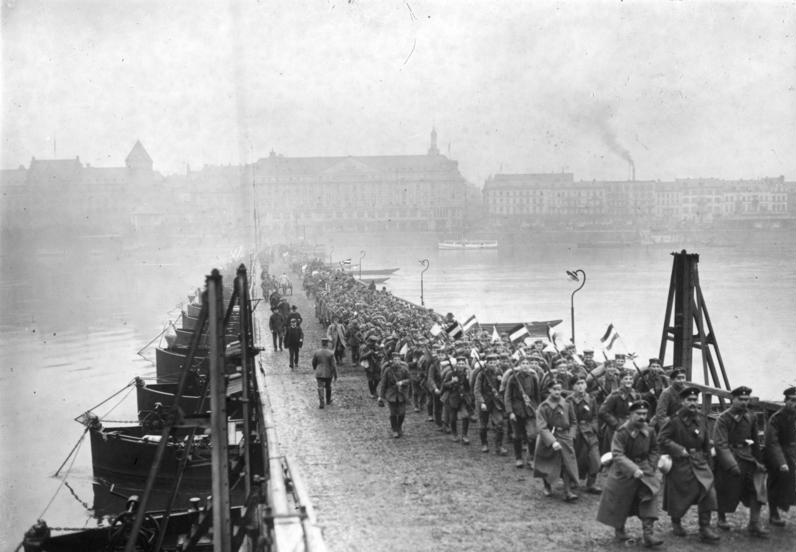
Zurückkehrende deutsche Truppen überqueren über die Schiffbrücke den Rhein, November 1918
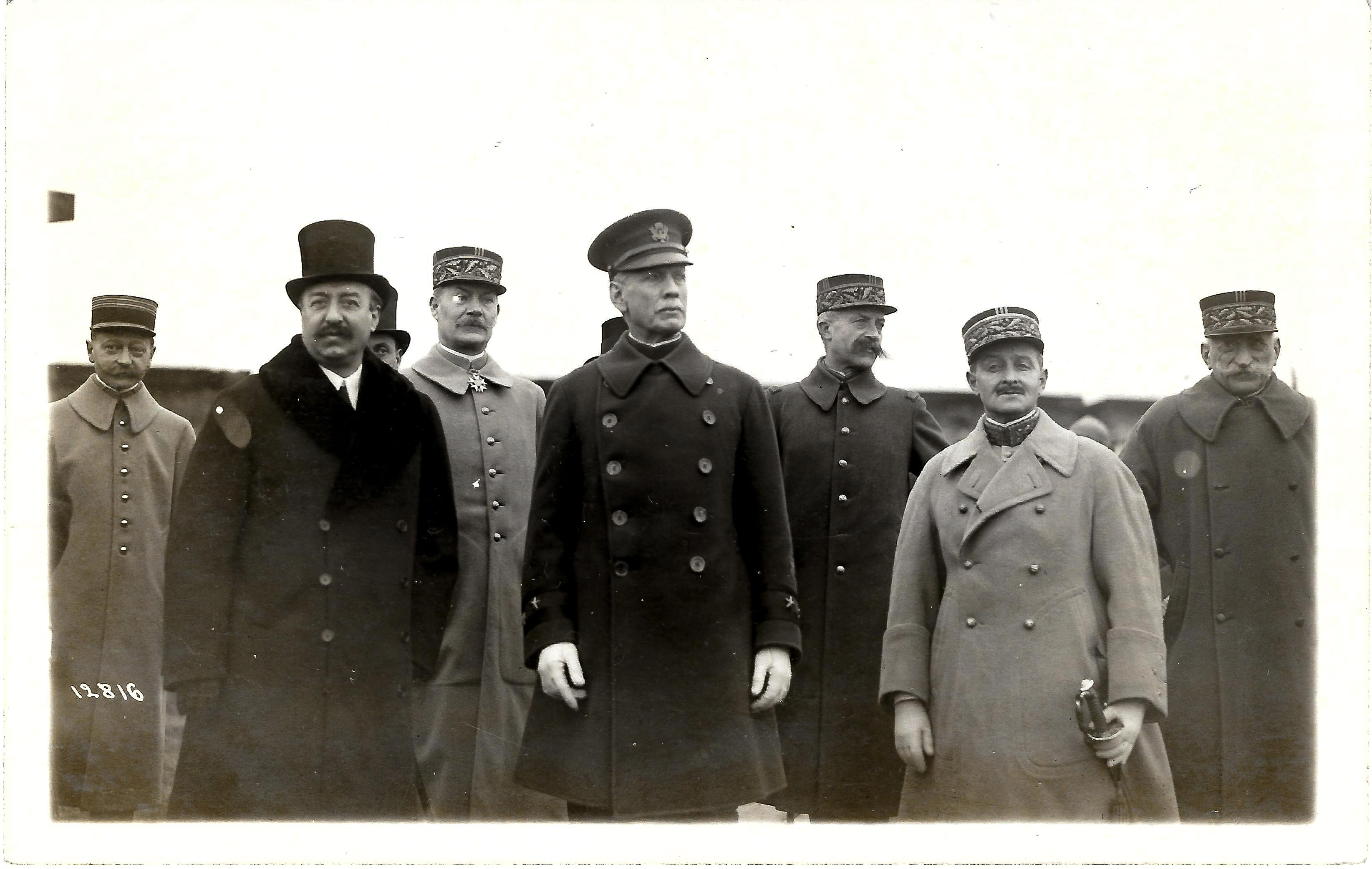
Henry T. Allen und Paul Tirard während des Flaggenwechsels auf Feste Ehrenbreitstein, 24. Januar 1923
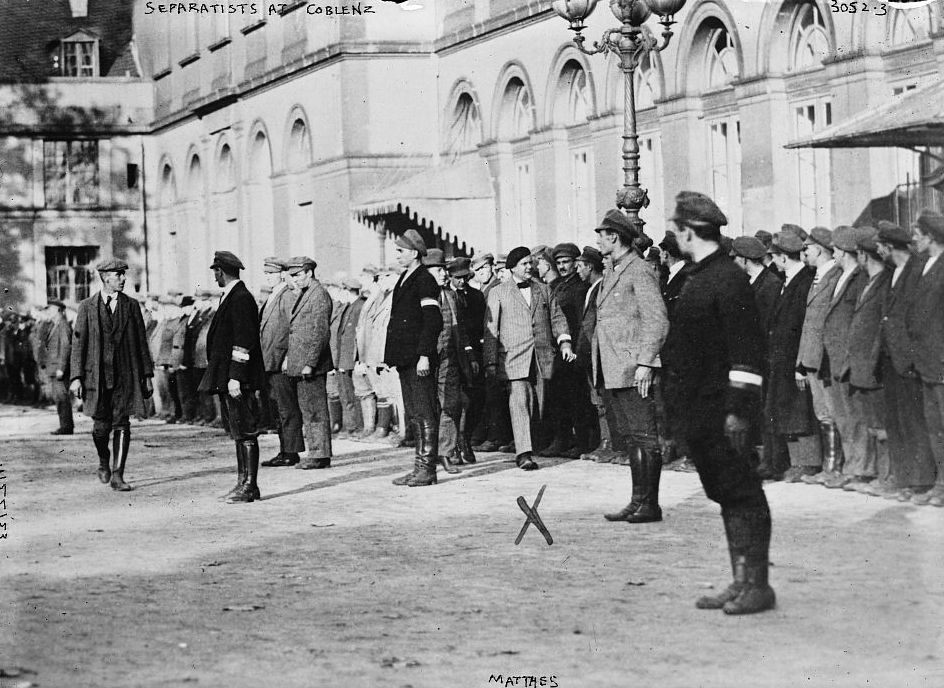
Separatisten der Rheinischen Republik vor dem Kurfürstlichen Schloss 1923
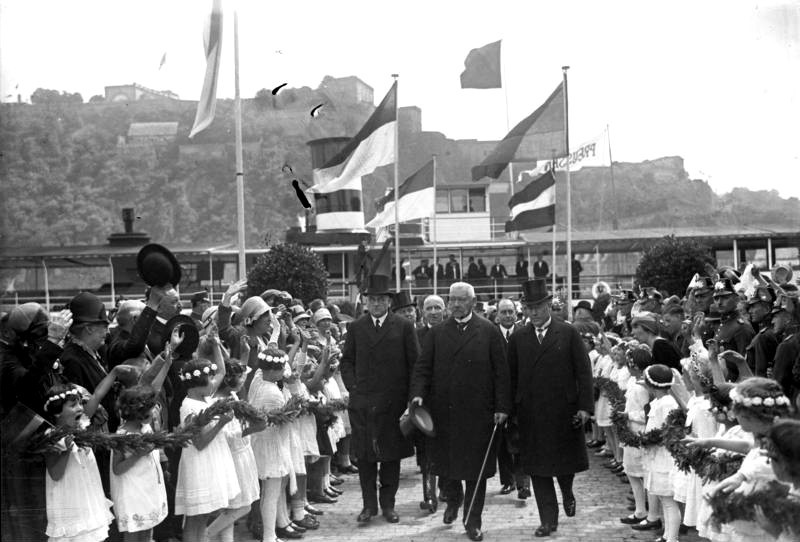
Reichspräsident Hindenburg bei der Befreiungsfeier 1930 am Deutschen Eck

### Nationalsozialismus
Kurz nach der Machtergreifung der NSDAP Ende Januar 1933 wurde am 8. März der Oberbürgermeister Hugo Rosendahl von Karl Carius abgesetzt und durch das NSDAP-Mitglied Otto Wittgen ersetzt. Nur kurze Zeit danach fanden am 1. April bereits die ersten Hetz- und Boykottaktionen gegen jüdische Mitbürger in Koblenz statt. Die Koblenzer Polizei und Gestapo führten eine Reihe von Razzien gegen SPD- und KPD-Mitglieder durch, auch Pfarrer waren Repressionen ausgesetzt. Adolf Hitler wurde am 31. August 1934 zum „Ehrenbürger“ der Stadt Koblenz erklärt, die seit 1931 Hauptstadt des „Gaus Koblenz-Trier“ (ab 1941 „Gau Moselland“) unter Gauleiter Gustav Simon war. Ein Höhepunkt der Judenverfolgung war die Reichspogromnacht von 1938, bei der in Koblenz die Synagoge im Bürresheimer Hof am Florinsmarkt beschädigt und die Inneneinrichtung vernichtet wurde. Der Jüdische Friedhof im Stadtteil Rauental wurde ebenfalls verwüstet. Zusätzlich wurden jüdische Wohnungen und Geschäfte zerstört sowie zahlreiche Juden misshandelt.
Die historische Balduinbrücke blieb bis in die jüngste Zeit die einzige Verbindung über die Mosel. Sie konnte auf Dauer dem wachsenden Verkehrsaufkommen nicht mehr genügen. Eine zunehmende Verbreitung der Kraftwagen, aber auch bessere linksrheinische Verkehrswege stellten schließlich die Stadt Koblenz in den dreißiger Jahren vor die Frage einer zusätzlichen Überquerung der Mosel durch einen neuen Brückenbau. Nach zweijähriger Bauzeit war die zweite Moselbrücke fertig. Die Einweihung und die Verkehrsübergabe der Neuen Moselbrücke (heute Europabrücke) erfolgte am 22. April 1934 unter dem Namen Adolf-Hitler-Brücke. Auf dem Vorplatz des Kurfürstlichen Schlosses wurde am 24. März 1935 eine Thingstätte eingeweiht, die 1944 bei einem Luftangriff zerstört wurde. Im gleichen Jahr ging auch die Rundfunksendeanlage Koblenz in Betrieb, welche bis 1965 einen 107 Meter hohen Holzturm als Antennenträger benutzte. Infolge der Wiederbesetzung des Rheinlands 1936 wurden auch in Koblenz erneut deutsche Truppen stationiert. Am 15. Juni 1941 erfolgte die Einweihung des Schängelbrunnens auf dem Rathausplatz. Er wurde damit zum neuen Wahrzeichen der Stadt.
In den Jahren 1938 bis 1940 trieb die NS-Regierung die Schiffbarmachung der Mosel voran. Dazu wurde 1941 mit dem Bau der Staustufe Koblenz begonnen. Nach kriegsbedingter Einstellung des Projektes wurde der Bau ab 1948 weitergeführt und schließlich 1951 vollendet. Nach dem 1956 geschlossenen Moselvertrag zwischen Deutschland, Frankreich und Luxemburg wurde die endgültige Schiffbarmachung in den Jahren 1958 bis 1964 realisiert. Die Balduinbrücke wurde verändert, indem man Teile abbrach und die nördliche Hälfte über den Schifffahrtskanal durch eine moderne Konstruktion ersetzte.
Im Rahmen der Deportation von Juden aus Deutschland wurden im Jahr 1942 aus der Region 870 Juden über den Bahnhof Koblenz-Lützel in die Vernichtungslager abtransportiert. Ein Jahr später folgten 149 Koblenzer Sinti, die vom Hauptbahnhof aus ins KZ Auschwitz-Birkenau geschafft und in Gaskammern ermordet wurden. Von den einst 600 Koblenzer Juden (1933) hatten am Ende des Zweiten Weltkriegs nur 22 den Holocaust überlebt. Einige entkamen den Deportationen zuvor durch Flucht ins Ausland. Die wenigen Überlebenden des Holocausts nutzten ab 1947 die Trauerhalle am jüdischen Friedhof im Rauental als Synagoge.

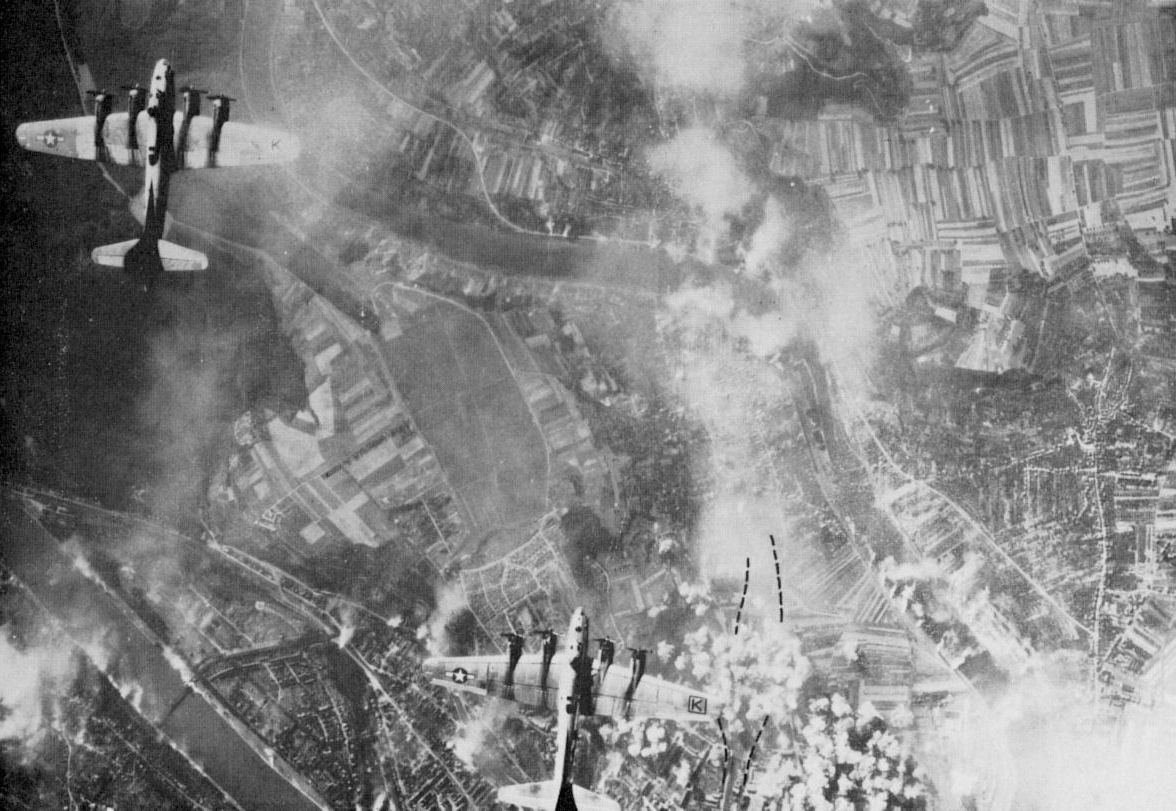
Zwei B-17-Bomber der USAAF während des Luftangriffs auf Koblenz vom 19. September 1944

Im Luftkrieg des Zweiten Weltkriegs war Koblenz zunächst verschont geblieben, da die Stadt von den Alliierten nur als Ziel mit untergeordneter Priorität geführt wurde. Mit der Landung der Alliierten in Frankreich (Operation Overlord) im Juni 1944 geriet aber auch Koblenz ins Visier der Bomberflotten, besonders als das Eisenbahnnetz in der Region an Bedeutung gewann. Am 6. November 1944 näherte sich um 19:28 Uhr ein Kampfverband von Lancaster-Bomber der britischen Royal Air Force und legte das Zentrum von Koblenz in Schutt und Asche. Das Stadtzentrum, von 153.392 Stabbrandbomben, 456 Flammstrahlbomben und 130 Luftminen getroffen, brannte nieder. Der Feuersturm machte alle Löschversuche aussichtslos. Die Stadt als geordnetes Gemeinwesen existierte nach diesem schwersten Luftangriff nicht mehr. Die Luftangriffe auf Koblenz von 1944 und 1945 zerstörten die Stadt zu 87 %. Das historische Stadtbild ist dadurch für immer verloren gegangen. Der Luftkrieg auf Koblenz hatte 1016 Tote und 2925 Verwundete gefordert. Von den einst 23.700 Wohnungen waren nur 1500 unbeschädigt geblieben. Zwei Millionen Kubikmeter Schutt und Trümmer prägten das Stadtbild. Vom Rhein hatte man ungehinderten Durchblick bis nach Moselweiß.
Von den 94.417 Einwohnern (1943) lebten zum Kriegsende noch ca. 9.000 Menschen im gesamten Stadtgebiet. Diese Personen, die sich aus kriegswichtigen Gründen in der Stadt aufhalten mussten, lebten wochenlang in den großen Betonbunkern der Innenstadt. Der Rest der Koblenzer Bevölkerung wurde schon bis Ende 1944 nach Thüringen evakuiert. Alle Rhein- und Moselbrücken wurden am 7. März 1945 von den sich zurückziehenden Einheiten der Wehrmacht gesprengt. Einen Tag später begann der Artilleriebeschuss durch amerikanische Truppen, die sich von der Eifel her der Stadt näherten. Die Stadtteile nördlich der Mosel wurden am 9. März durch die 4. US-Panzerdivision besetzt. Teile der 87. US-Infanteriedivision überquerten am 17. März die Mosel an der Gülser Eisenbahnbrücke. Andere Truppen der 3. US-Armee unter General George S. Patton näherten sich von Waldesch her der Südlichen Vorstadt. Am 19. März 1945 wurde der Stadtkern von amerikanischen Soldaten erobert und das Sternenbanner auf dem Rathaus gehisst. Acht Tage später am 27. März wurden auch die rechtsrheinischen Teile der Stadt besetzt. Amerikanische Pioniere bauten noch vor dem offiziellen Kriegsende eine Pontonbrücke über den Rhein an Stelle der zerstörten Schiffbrücke, die nur durch Passierschein und vorherige Entlausung benutzt werden durfte. Die Entlausung war auch die erste Hürde der zurück strömenden Koblenzer Bevölkerung, die meist zu Fuß nach Koblenz zurückkehrten, weil öffentliche Verkehrsmittel und die Eisenbahn zerstört waren oder kein Treibstoff vorhanden war. Die amerikanische Pontonbrücke sank wenig später bei einem Hochwasser. Die französische Armee wiederholte den Bau, gab die Pontonbrücke aber 1947 auf.

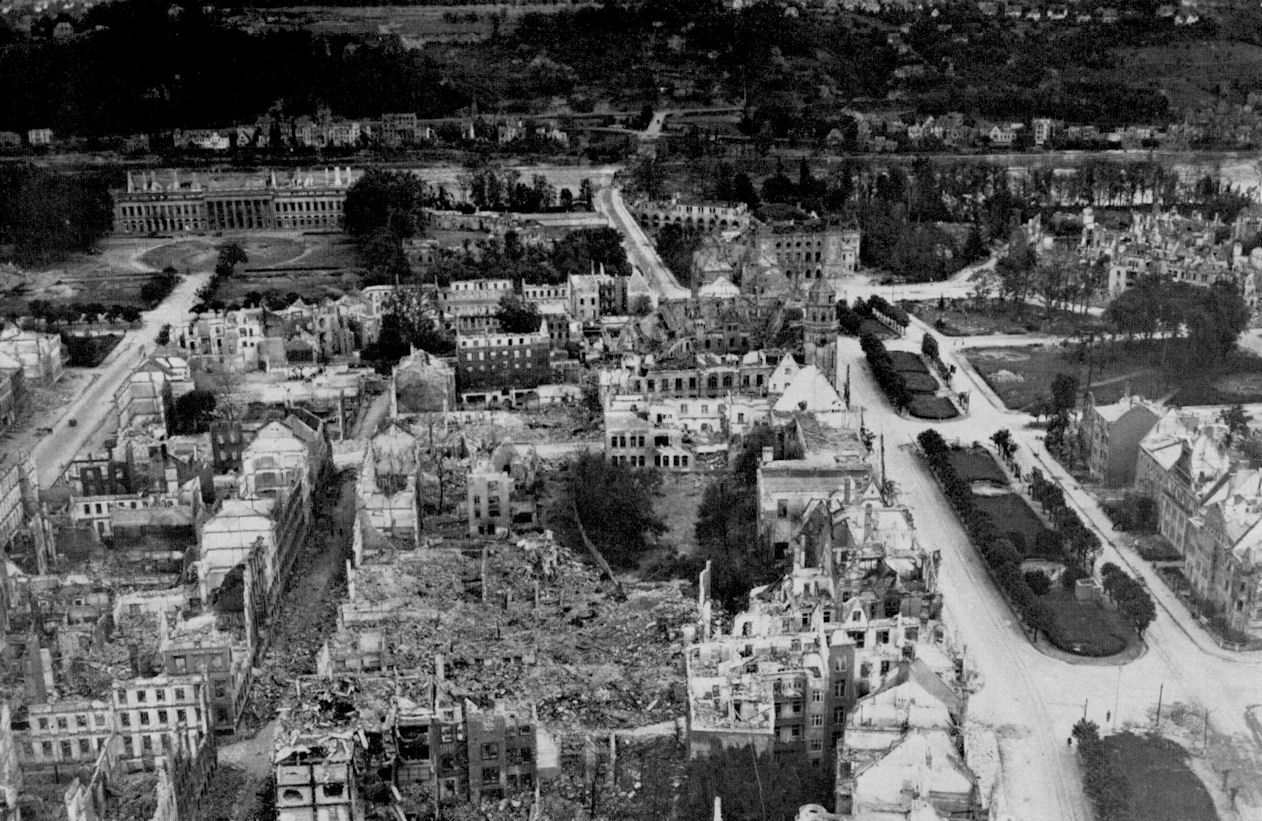
Das zerstörte Koblenz 1945, links oben das ausgebrannte Kurfürstliche Schloss, rechts der Friedrich-Ebert-Ring
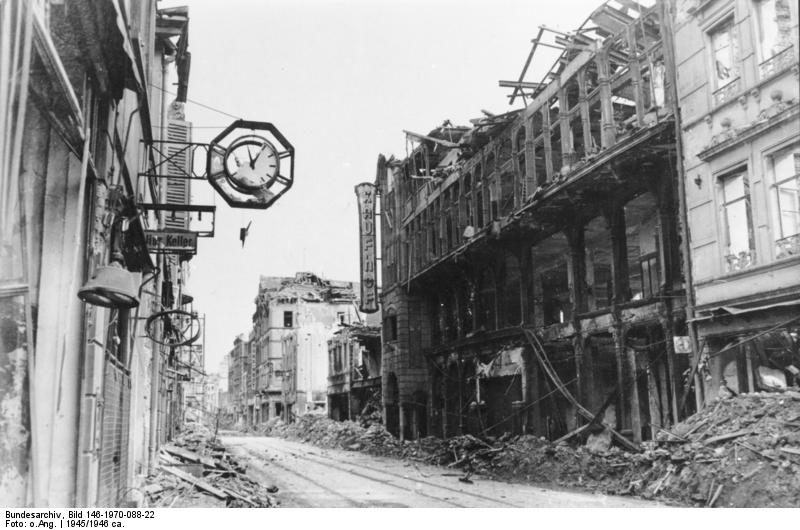
Zerstörungen in der Löhrstraße, rechts der Kaufhof, 1945
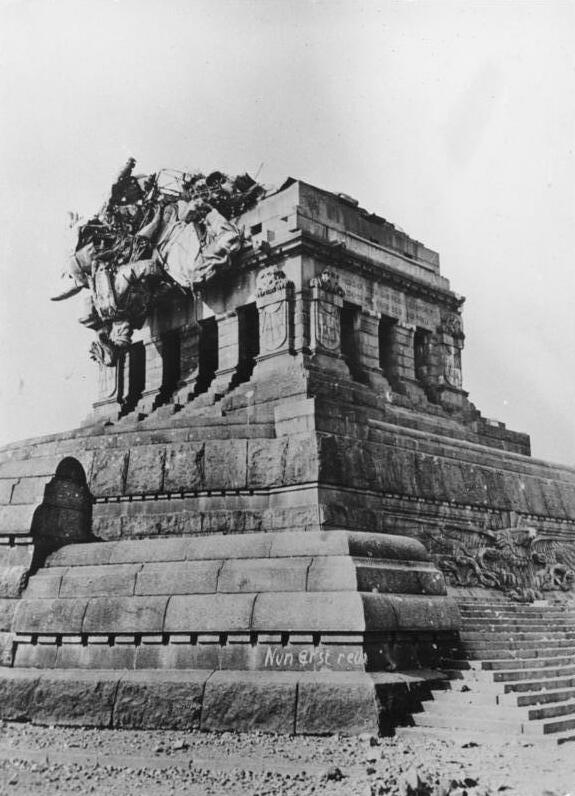
Das zerstörte Reiterstandbild am Deutschen Eck, März 1945
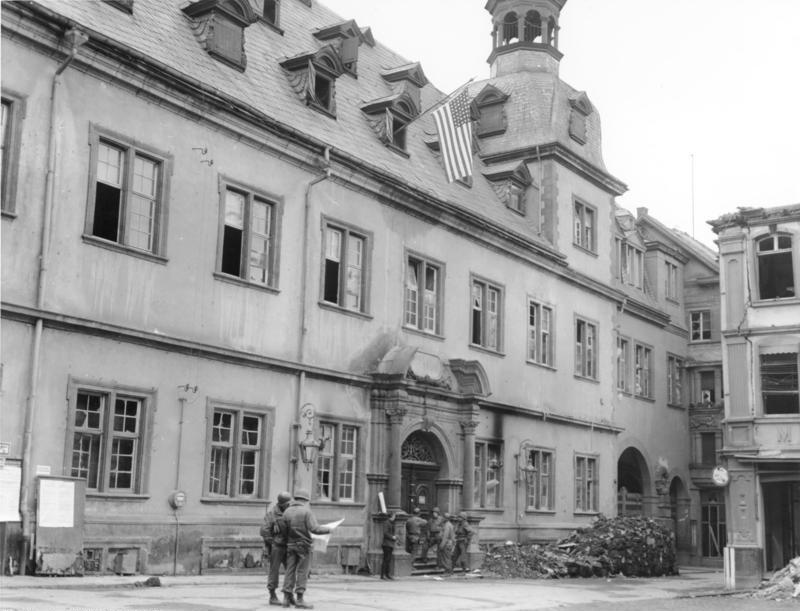
Das Rathaus von Koblenz mit gehisster amerikanischer Flagge, März 1945
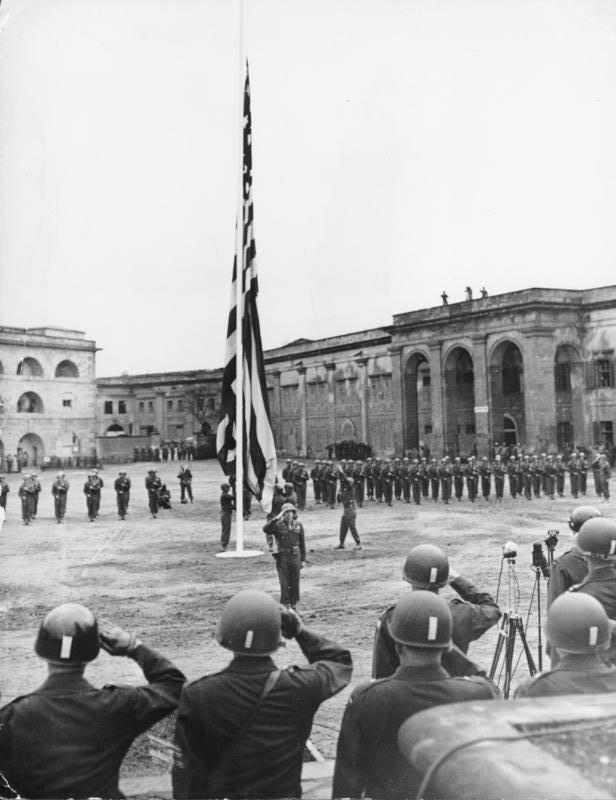
Amerikanische Flaggenparade auf der Festung Ehrenbreitstein 1945

### Nachkriegszeit
Gemäß den Beschlüssen der Berliner Erklärung ging am 5. Juli 1945 die Besatzungshoheit von den Amerikanern auf die Franzosen über. Damit wurde auch die Entlausung abgeschafft. Nach Übergabe der Stadt an die französische Militärverwaltung unter General Marie-Pierre Kœnig besuchte am 3. Oktober 1945 General Charles de Gaulle Koblenz und erklärte im Rathaussaal: „Frankreich wird sich besonders für die Region Koblenz verwenden“; denn „es gibt Gründe, dass wir uns ganz besonders verstehen werden.“ Die Franzosen übernahmen vier von der US-Militärverwaltung eingerichtete DP-Lager zur Unterbringung so genannter Displaced Persons.

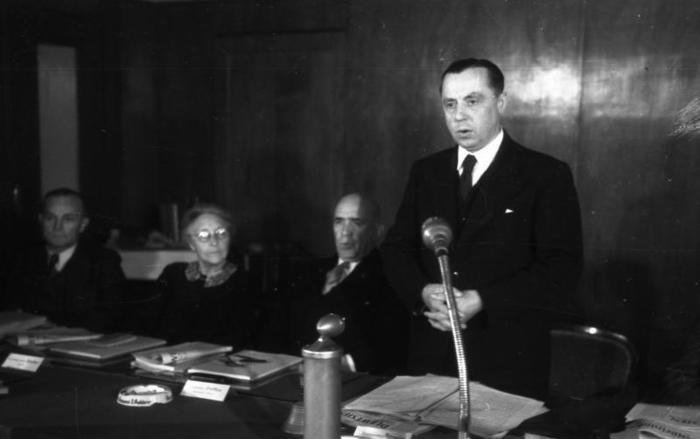
Ministerpräsident Peter Altmeier auf der Rittersturz-Konferenz 1948

Am 30. August 1946 wurde durch Verordnung Nr. 57 der französischen Militärregierung das Land Rheinland-Pfalz geschaffen, Mainz wurde als Hauptstadt bestimmt. Die mit Gründung des Landes verordnete „Gemischte Kommission“, als oberstes Staatsorgan beauftragt mit der Sicherung der Verwaltung und Vorbereitung der Beratenden Landesversammlung, trat erstmals am 12. September 1946 in der Landeshauptstadt Mainz während der gleichzeitig dort stattfindenden Feierlichkeiten zur Landesgründung zusammen. Da Mainz damals wegen Kriegsschäden und Zerstörungen nicht genug Verwaltungsgebäude hatte, wurden der Sitz von Landesregierung und Landtag zunächst in Koblenz eingerichtet: Im Koblenzer Theater fand am 22. November 1946 die konstituierende Sitzung der „Beratenden Landesversammlung“ statt. Die konstituierende Sitzung des ersten rheinland-pfälzischen Landtags folgte am 4. Juni 1947 im großen Rathaussaal von Koblenz. Die Stadt Koblenz war nun der erste Regierungssitz des Landes. Doch obwohl in allen amtlichen Nachweisen nur von Regierungssitz gesprochen wird, wurde von einzelnen Autoren die Stadt auch fälschlich als Landeshauptstadt bezeichnet. Wilhelm Boden wurde hier zum ersten Ministerpräsidenten von Rheinland-Pfalz gewählt. Schon einen Monat später aber folgte ihm Peter Altmeier in diesem Amt. Die Landesregierung bezog das Oberpräsidium der ehemaligen Rheinprovinz, der Landtag nutzte noch bis August 1948 das Koblenzer Rathaus und richtete sich dann im Görreshaus in der Koblenzer Altstadt ein. Auf der Rittersturz-Konferenz vom 8. bis 10. Juli 1948 in Koblenz wurde eine der grundsätzlichen Entscheidungen für den Zusammenschluss der drei westlichen Besatzungszonen und damit für die einstweilige Trennung von der Sowjetzone getroffen. Die dort gefassten Koblenzer Beschlüsse ebneten den Weg zur Bildung der Bundesrepublik Deutschland.

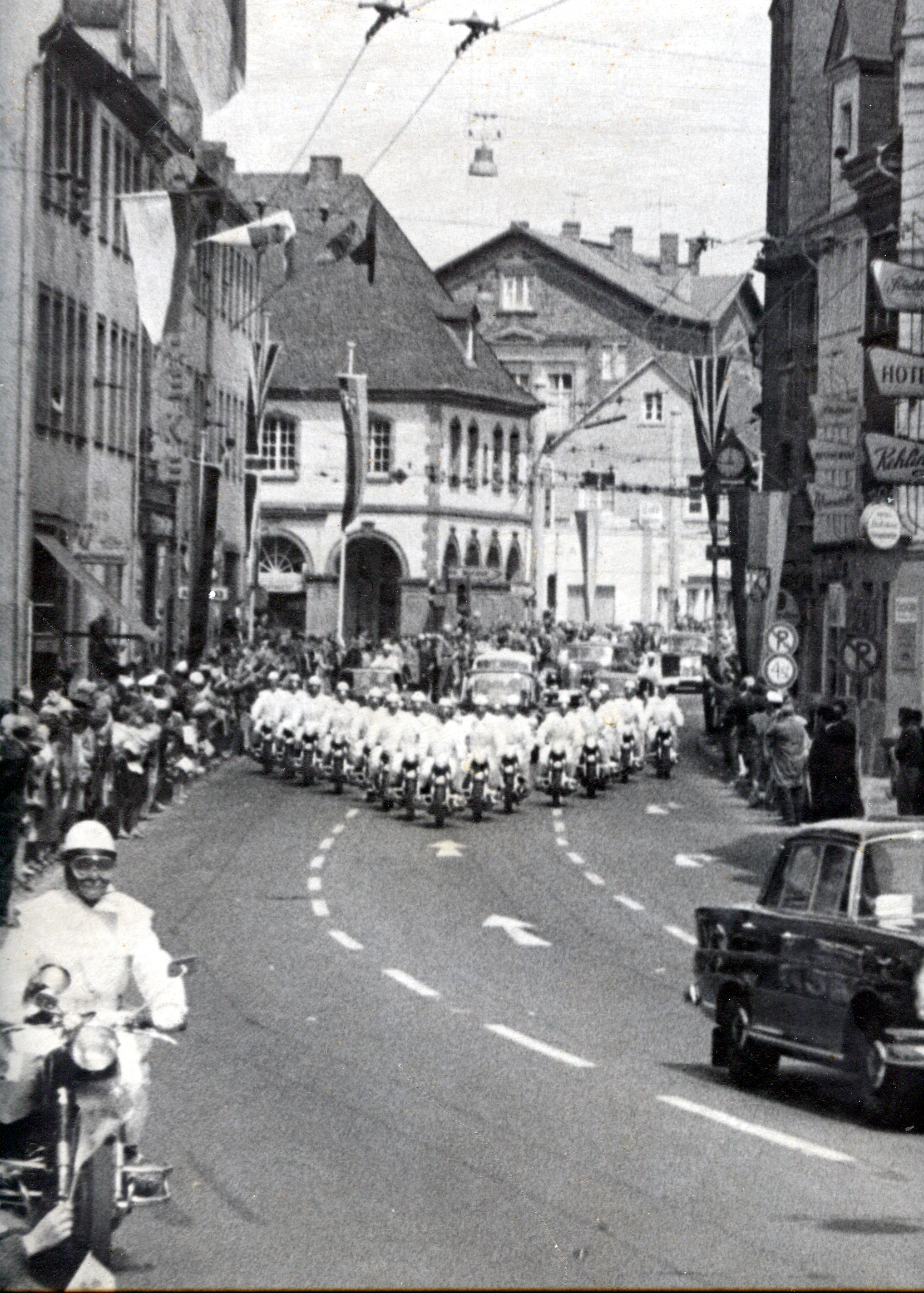
Königin Elisabeth II. bei ihrem Staatsbesuch 1965 in Koblenz

Die Hauptstadtfrage kam 1949/1950 wieder auf die Tagesordnung. Es begann ein Tauziehen zwischen Koblenz und Mainz, die beide ihre Eignung als Landeshauptstadt in der öffentlichen Diskussion hervorhoben, denn für beide Städte stand viel auf dem Spiel. Ministerpräsident Peter Altmeier, selbst in Koblenz aufgewachsen, setzte sich von Anfang an für Mainz als Hauptstadt ein, weil er sich im Klaren war, dass der Süden des Landes, vor allem die Pfalz, nur Mainz als Landesmetropole akzeptieren würde. Der rheinland-pfälzische Landtag beschloss daher am 16. Mai 1950, nach Aufhebung der Verordnung Nr. 57, seinen Sitz und den der Landesregierung von Koblenz nach Mainz zu verlegen. In Koblenz verblieben aber viele Landesbehörden und Gerichte, wie beispielsweise der Verfassungsgerichtshof Rheinland-Pfalz, das Oberlandesgericht und das Landeshauptarchiv Koblenz. Als Ausgleich wurde außerdem 1952 das Bundesarchiv und die Bundesanstalt für Gewässerkunde in Koblenz angesiedelt.
Bundespräsident Theodor Heuss erklärte 1953 das Denkmal am Deutschen Eck zum „Mahnmal der deutschen Einheit“. Auf dem Denkmal stand nun statt des 1945 durch amerikanischen Artilleriebeschuss zerstörten Reiterstandbildes Kaiser Wilhelms I. die Bundesflagge. 1957 zogen wieder deutsche Soldaten in Koblenzer Kasernen ein und machen Koblenz zur größten Garnisonsstadt der Bundeswehr im Kalten Krieg. Dort stand unter anderem das Kommando des III. Korps der Bundeswehr. Bis heute ist Koblenz der wichtigste Truppenstandort des Heeres.
Koblenz überschritt 1962 die Marke von 100.000 Einwohnern und wurde damit Großstadt. Am 28. Oktober 1962 gründete sich der Landesfeuerwehrverband Rheinland-Pfalz mit Sitz in Koblenz. Im Oktober 1962 begann der Koblenzer Kriegsverbrecherprozess. Hauptangeklagter war der stellvertretende Leiter des LKA Rheinland-Pfalz Georg Heuser. Er und zehn weitere Angeklagte wurden im Mai 1963 zu Haftstrafen verurteilt. Am 17. September 1969 wurden die letzten französischen Truppen aus Koblenz verabschiedet. Von 1969 bis 1975 wurde die Südbrücke über den Rhein errichtet. Bei den Bauarbeiten kam es zu zwei schweren Unglücken. Am 10. November 1971 knickte eine Brückenhälfte in den Rhein ab und riss 13 Arbeiter in den Tod. Das zweite Unglück ereignete sich am 21. September 1972 bei der Hangbrücke im Laubachtal und kostete sechs Menschenleben. In diesem linksrheinisch gelegenen Laubachtal befand sich die im Jahre 1840 von einer Aktiengesellschaft gegründete Kaltwasserheilanstalt Bad Laubach.
Ein spektakulärer Bankraub auf eine Geschäftsstelle der Sparkasse Koblenz ereignete sich am 5. Oktober 1982. Bei der 15-stündigen Geiselnahme wurde ein Bankangestellter angeschossen und verstarb zwei Wochen später an den Folgen. Mit der Eröffnung des Löhr-Centers konnte 1984 eine große Lücke, die der Zweite Weltkrieg verursacht hatte, geschlossen und das Zentrum von Koblenz belebt werden. Die Einweihung der jüngsten Brücke über die Mosel, der Kurt-Schumacher-Brücke, fand am 20. August 1990 statt.
Im Jahr 1992 feierte die Stadt Koblenz ihre 2000-jährige Stadtgründung. Das Land Rheinland-Pfalz schenkte der Stadt zu diesem Anlass die Historiensäule, die im Jahr 2000 auf dem Josef-Görres-Platz enthüllt wurde. Das Roermond-Erdbeben vom 13. April 1992 mit einer Stärke von 5,9 auf der Richterskala war auch in Koblenz mehr als deutlich zu spüren. Am 25. September 1993 wurde nach jahrelangen kontroversen Diskussionen das nachgegossene Reiterstandbild Kaiser Wilhelms I. am Deutschen Eck enthüllt. An das „Mahnmal der deutschen Einheit“ erinnern heute nur mehr die drei Betonelemente der Berliner Mauer, die neben dem Denkmal aufgestellt wurden und an die Opfer der Teilung erinnern sollen.
Bedingt durch die Lage der Stadt an zwei Flüssen sind Hochwasser in Koblenz keine Seltenheit. So kommt es beinahe alljährlich zur Schneeschmelze zu ausgedehnten Überschwemmungen. Der Rhein-Pegel Koblenz erreichte am 23. Dezember 1993 die Marke von 9,52 Meter, der höchste Stand seit 1784 (10,20 m). Dieses so genannte Jahrhunderthochwasser überschwemmte 25 Prozent des Kernstadtgebiets und verursachte einen Schaden von geschätzt 200 Millionen DM. 10.000 Wohnungen standen unter Wasser, 25.000 Einwohner waren betroffen. In den folgenden Jahren wurde verstärkt an einem Hochwasserschutz für die am schwersten betroffenen Koblenzer Stadtteile gearbeitet.
Bei dem bis dahin größten Bombenfund nach 1945 wurde am 20. Mai 1999 eine britische 1850 kg schwere Luftmine bei Ausschachtungsarbeiten für den Neubau eines Zentralgebäudes der Universität Koblenz-Landau gefunden. Bei der Entschärfung der Fliegerbombe vier Tage später kam es zur bis dahin größten Evakuierungsmaßnahme in Koblenz, bei der etwa ein Viertel des Stadtgebietes geräumt werden musste.
Die 1882 gegründet Druckerei Scheid wurde 1999 aufgelöst.

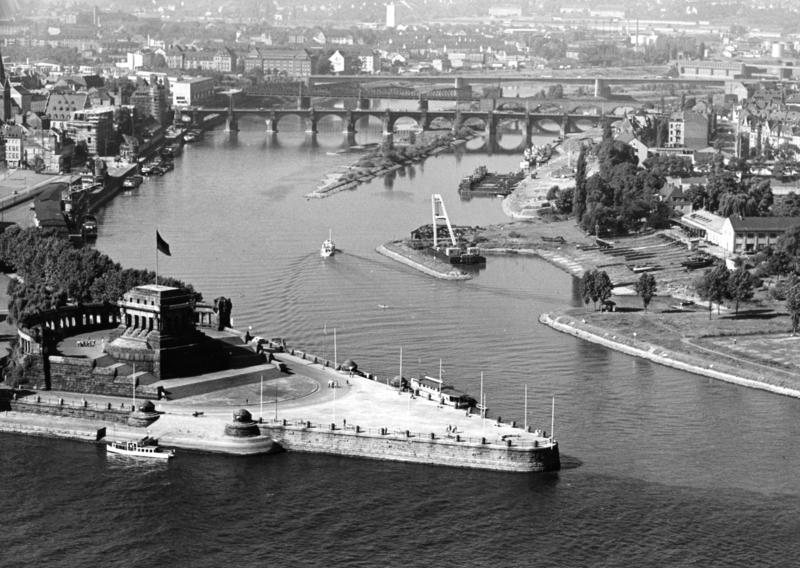
Das Deutsche Eck und die Moselbrücken 1961
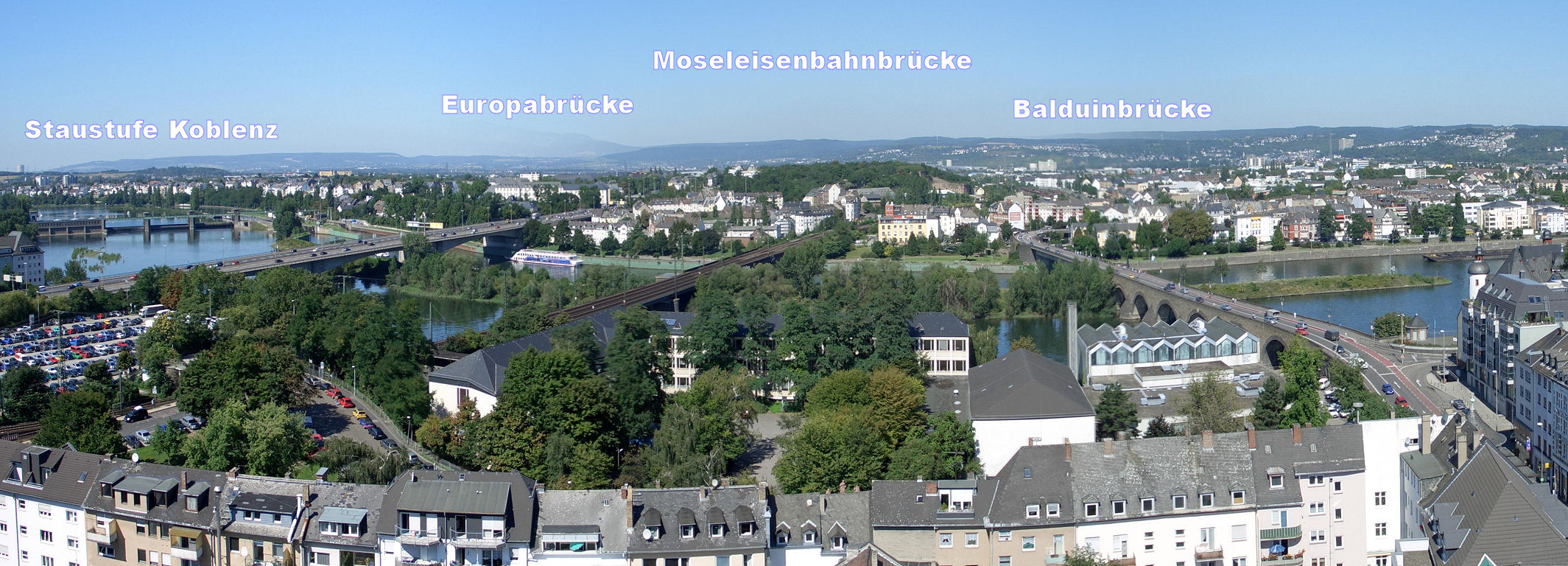
Moselbrücken in Koblenz
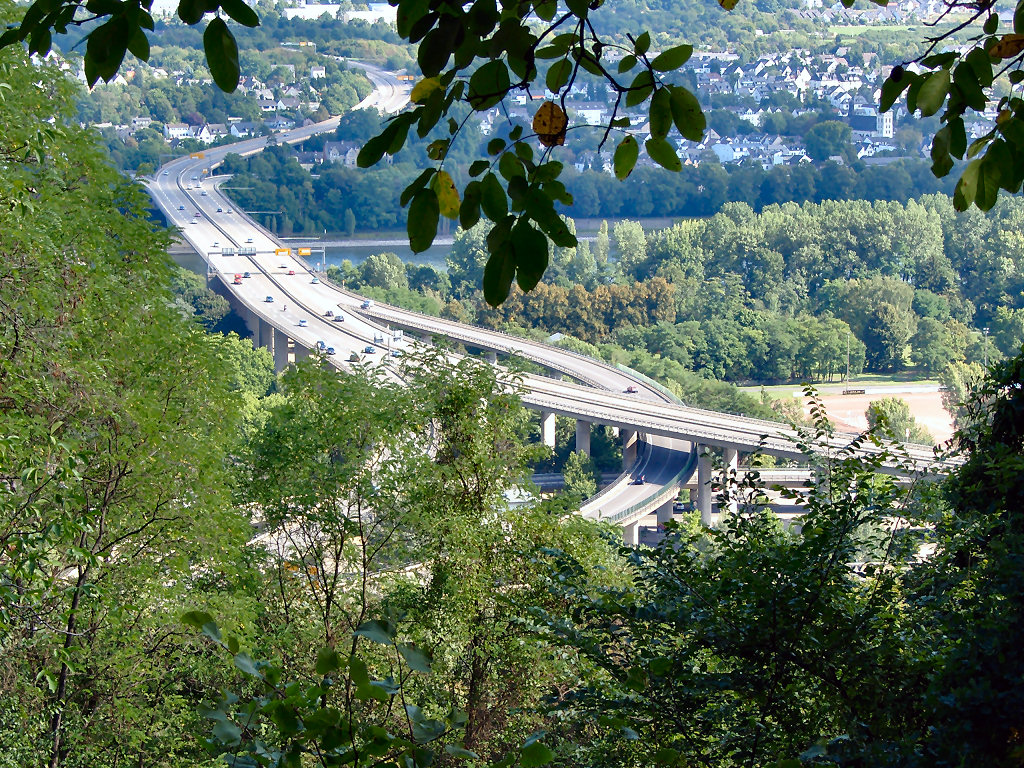
Südbrücke
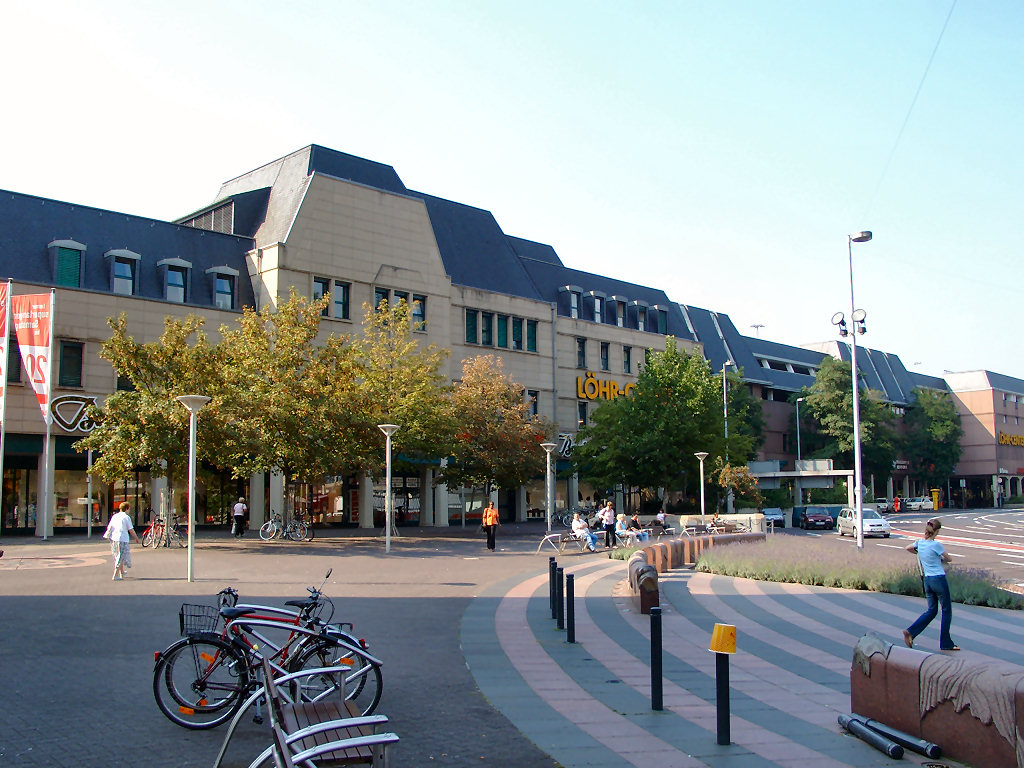
Löhr-Center
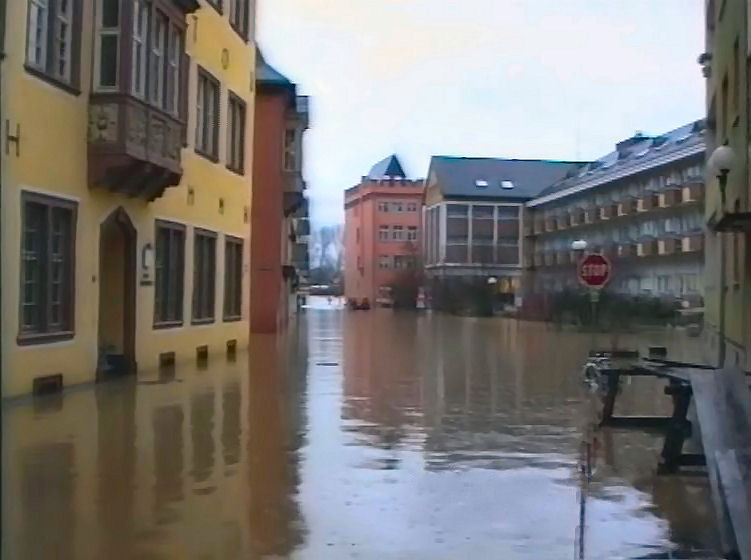
Das Hochwasser 1993 in der Koblenzer Altstadt

## 21. Jahrhundert
Die Kulturlandschaft Oberes Mittelrheintal wurde von der UNESCO am 27. Juni 2002 zum Weltkulturerbe erklärt. Dieser Teil des Mittelrheins mit seinen Burgen, Schlössern und Weinhängen erstreckt sich auf einer Länge von etwa 67 Kilometern zwischen Bingen/Rüdesheim und Koblenz. Die Stadt Koblenz gehört mit ihren Kulturdenkmälern aber nur zu Teilen zum Welterbe, wie beispielsweise die historische Altstadt mit ihren Kirchen, das Kurfürstliche Schloss, das Schloss Stolzenfels, die Alte Burg, das Deutsche Eck oder die ehemaligen preußischen Festungen. Am 15. Juli 2005 wurde von der UNESCO der 550 km lange obergermanisch-raetische Limes in die Liste des Weltkulturerbes mit aufgenommen. In Koblenz-Niederberg gehört das Hilfstruppenkastell aus dem 1. bis 3. Jahrhundert zu diesem Bodendenkmal.
Bei dem versuchten Bombenanschlag vom 31. Juli 2006 wurde ein Koffer mit Sprengsatz in einem Regionalzug aus Köln entdeckt, der einen Tag später im Koblenzer Hauptbahnhof entschärft werden konnte. Seit dem 27. Januar 2007 wurden 96 Stolpersteine, die an Verfolgte des Nationalsozialismus erinnern sollen, des Künstlers Gunter Demnig in Koblenzer Straßen verlegt. Am 25. Mai 2009 erhielt die Stadt den von der Bundesregierung verliehenen Titel „Ort der Vielfalt“.
Der Stadtrat beschloss am 27. Januar 2005 die Ausrichtung der Bundesgartenschau 2011 in Koblenz. Die Stadt erfuhr dazu, besonders entlang des Rhein- und Moselufers sowie auf dem Ehrenbreitstein und am Kurfürstlichen Schloss, umfangreiche Bau- und Sanierungsmaßnahmen. Es wird geschätzt, dass neben den eigentlichen Aufwendungen für das Gartenschaugelände insgesamt rund 500 Millionen Euro in die Entwicklung der Stadt investiert wurden, um Stadtbild und Service zu verbessern. Die touristischen Highlights der Stadt wurden wieder hergerichtet und erstrahlen in neuem Glanz. In Koblenz verkehrt mit der Rheinseilbahn seit dem 2. Juli 2010 die größte Seilbahn Deutschlands. Mit einer Förderkapazität von insgesamt 7600 Menschen pro Stunde ist sie weltweit unübertroffen. Sie wurde als Attraktion und ökologisch sinnvolle Verkehrsverbindung zur Bundesgartenschau 2011 errichtet. Nach Verlautbarung der Landesregierung war die Bundesgartenschau 2011 die größte Veranstaltung in der Geschichte von Rheinland-Pfalz. Mit einer erreichten Besucherzahl von über 3,5 Millionen Menschen war sie die erfolgreichste Bundesgartenschau seit Einführung des elektronischen Zählsystems im Jahr 1997. Sie erwirtschaftete einen Gewinn von 13 Millionen Euro.
Nach Veränderungen in den 1990er Jahren verwahrloste der Zentralplatz in der Folgezeit immer mehr, da viele Gewerbeflächen brachlagen, Gebäude leerstanden und es Baulücken gab. Daher wurde nach langen kontroversen Diskussionen vom Stadtrat beschlossen, den Platz völlig neu zu gestalten. Auf dem Zentralplatz entstand zwischen 2010 und 2013 das Forum Mittelrhein, ein innerstädtisches Einkaufszentrum, und das Forum Confluentes, ein Kulturgebäude, das dem Mittelrhein-Museum, der Stadtbibliothek Koblenz und dem Romanticum ein neues Zuhause bietet.
Aufgrund des extrem niedrigen Rheinpegels wurde am 20. November 2011 in Koblenz eine britische 1,8 Tonnen schwere Luftmine, eine amerikanische 125 kg schwere Fliegerbombe und ein Tarnnebelfass bei Pfaffendorf entdeckt. Für die Entschärfung am 4. Dezember 2011 musste die größte Evakuierung in der Geschichte der Stadt nach dem Zweiten Weltkrieg durchgeführt werden. Davon waren 45.000 Einwohner der Stadt, ein Gefängnis, zwei Krankenhäuser und sieben Altenheime in einem Radius von 1,8 Kilometern um den Fundort betroffen.
In den Jahren 2013 und 2014 konnten mit dem Weinbrunnen und dem Barbara-Denkmal in kurzer Zeit zwei historische Denkmäler wiedererrichtet werden, die aufgrund des veränderten Wiederaufbaus der Stadt nach dem Zweiten Weltkrieg abgebaut wurden.

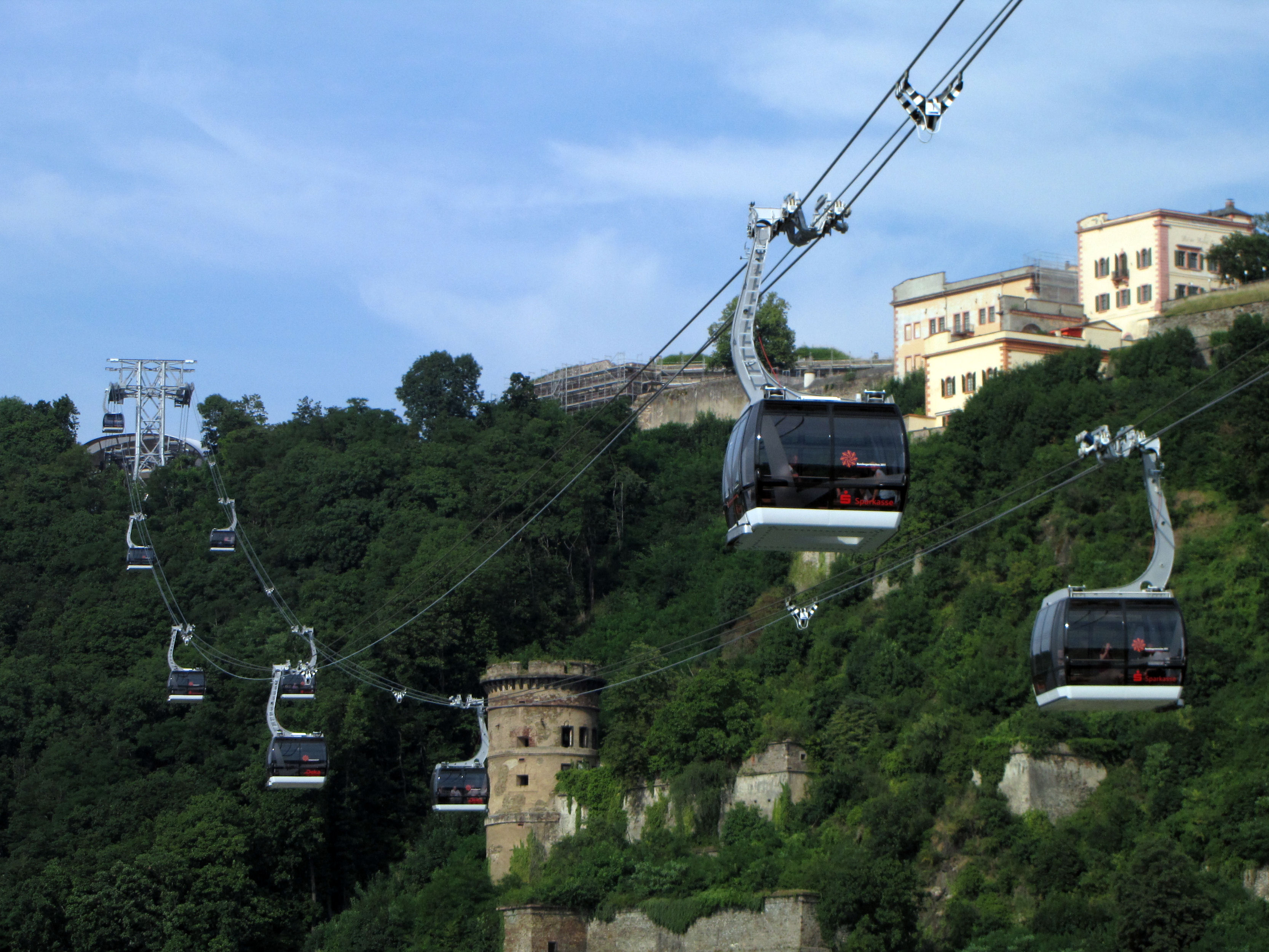
Die Seilbahn Koblenz am Eröffnungstag 2010
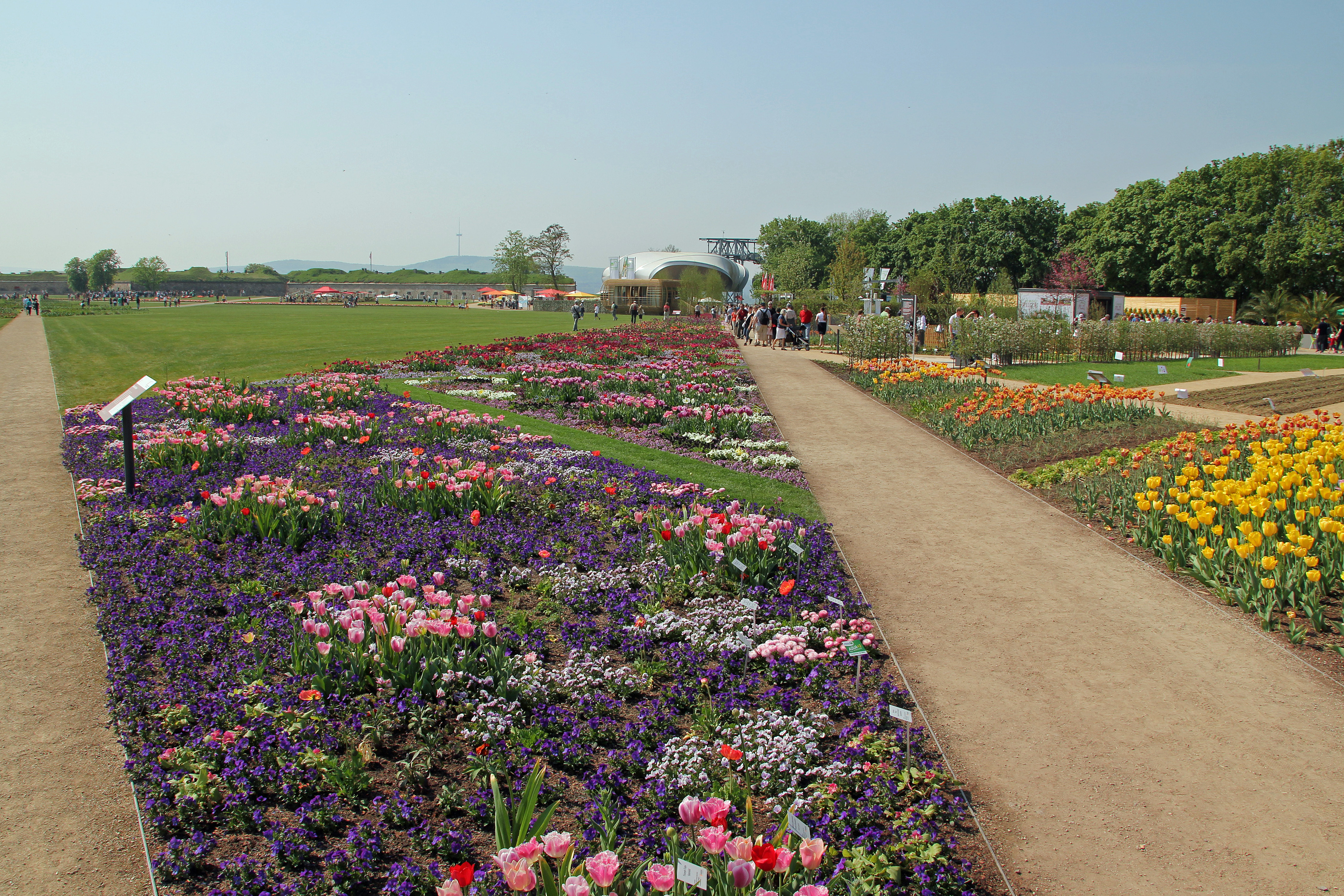
Bundesgartenschau 2011: Landschaftspark vor der Festung Ehrenbreitstein mit Blick auf die Bergstation der Rheinseilbahn
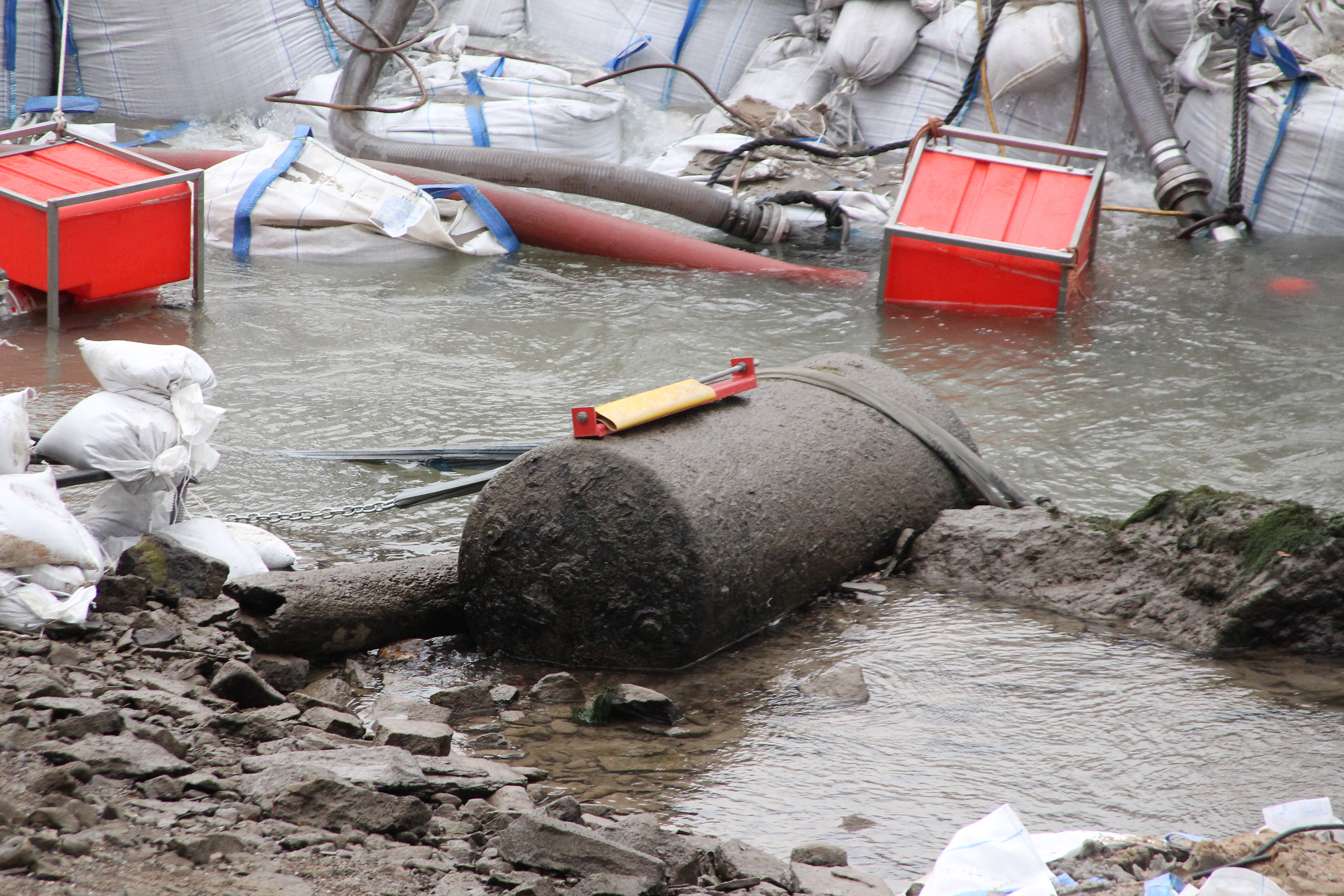
Hauptgrund für die großräumige Evakuierung in Koblenz 2011: eine britische 1,8-Tonnen-Luftmine
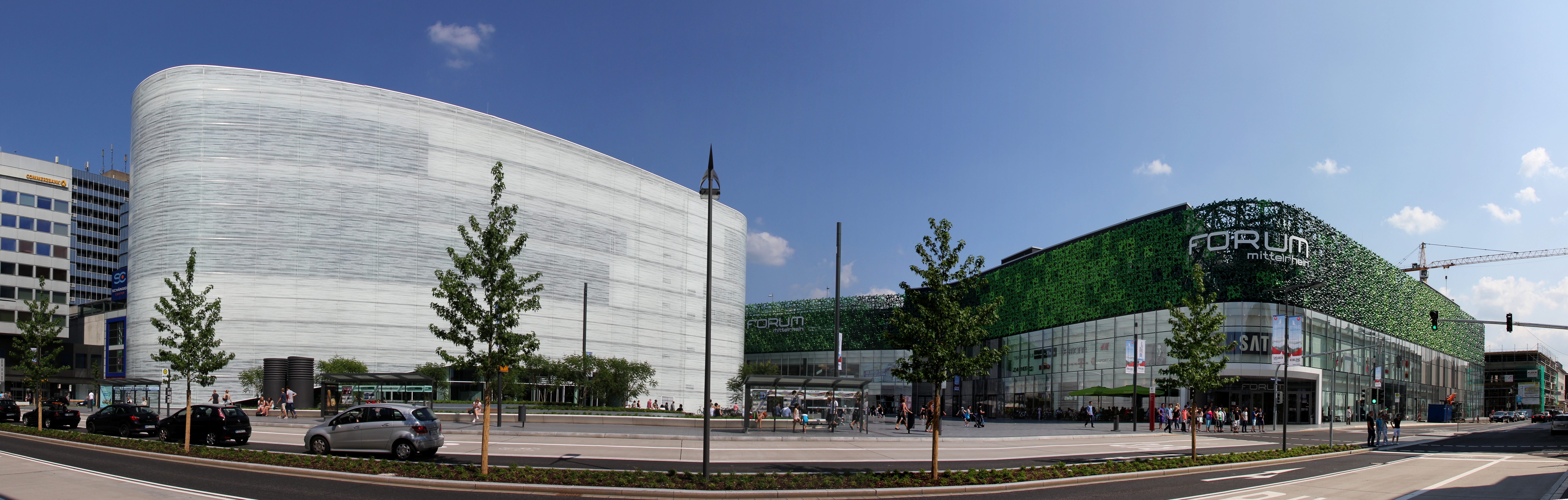
Der neue Zentralplatz 2013, links das Forum Confluentes und rechts das Forum Mittelrhein
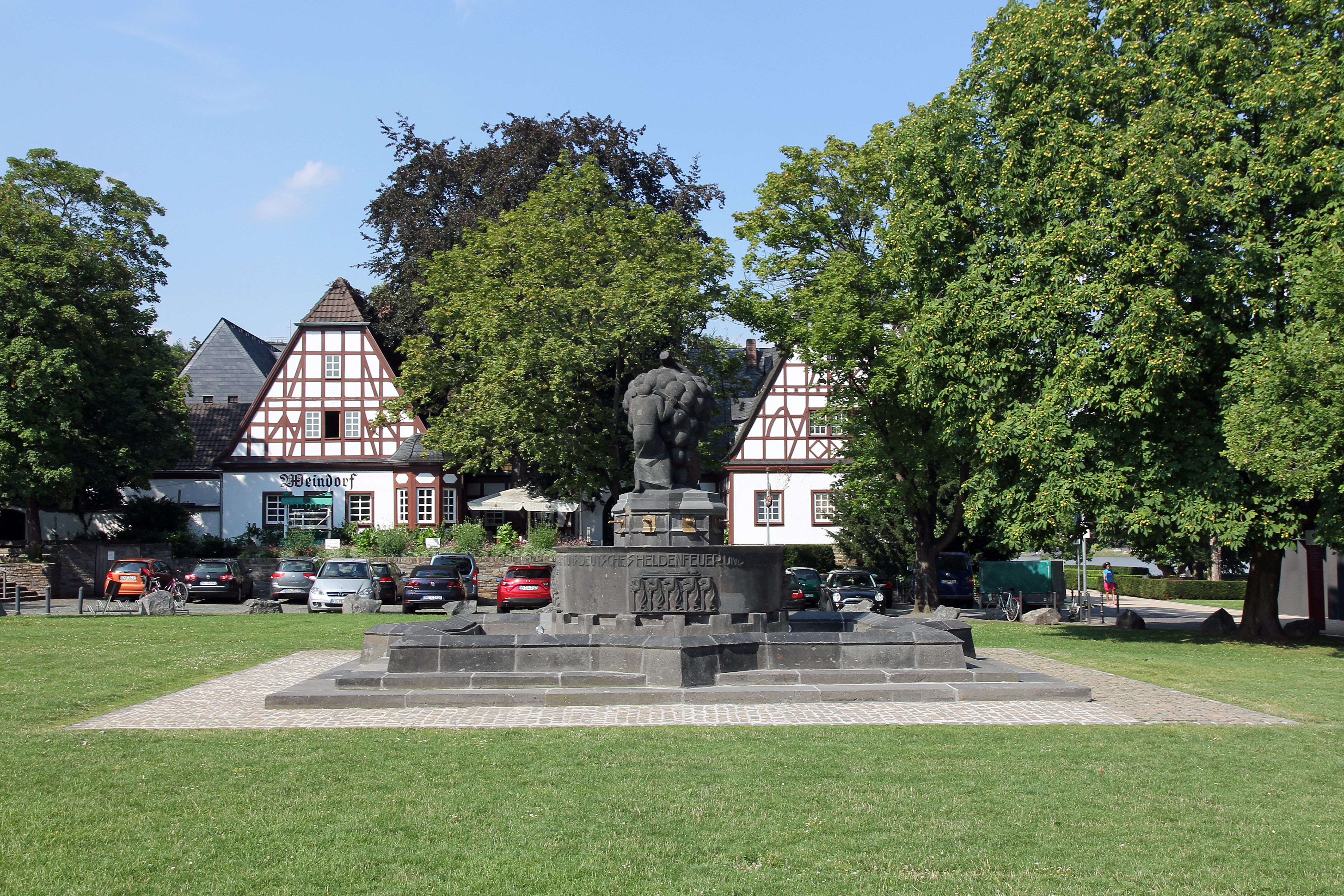
Der 2013 wiedererrichtete Weinbrunnen in den Rheinanlagen vor dem Weindorf